# Люлька для куріння

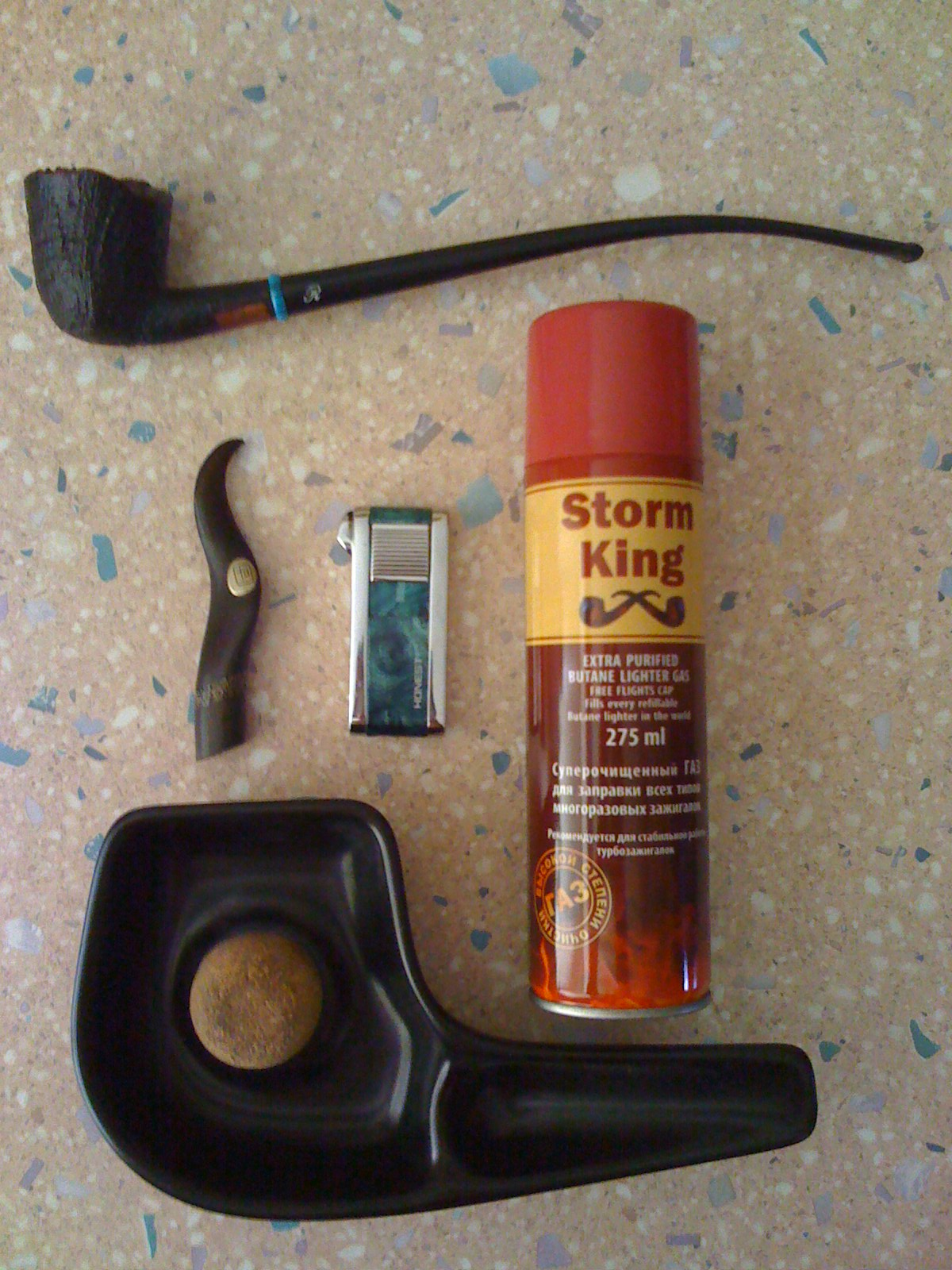
Бріарова люлька, тампер, люлькова запальничка, заправка до запальнички, попільничка для люльки.

Лю́лька, діал. фа́йка, цибу́х, цупе́чка — пристрій для куріння тютюну та інших рослинних речовин, який складається з мундштука та стамелю. Люльки були широко розповсюджені в усьому світі, однак з початку XX століття їх поступово витіснили цигарки.
Сучасні люльки для тютюнопаління виготовляють з бріару, рідше використовують морську пінку, морту, тикви та кукурудзяні качани. Усі інші матеріали, переважно мають декоративний характер і не рекомендуються для використання за прямим призначенням.

## Історія
Люлька є найстарішим пристосуванням для вдихання диму тліючого тютюну чи інших речовин. Найдавніша знахідка на території Лаосу вказує, що люди винайшли люльку більше ніж 5000 років тому.

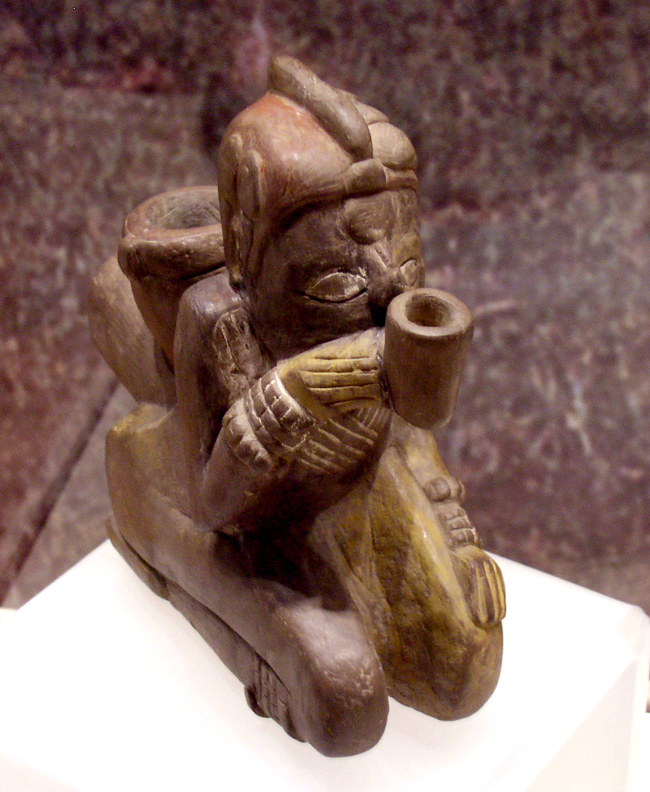
Глиняна фігура доколумбової америки (Спайроу-Маундз)

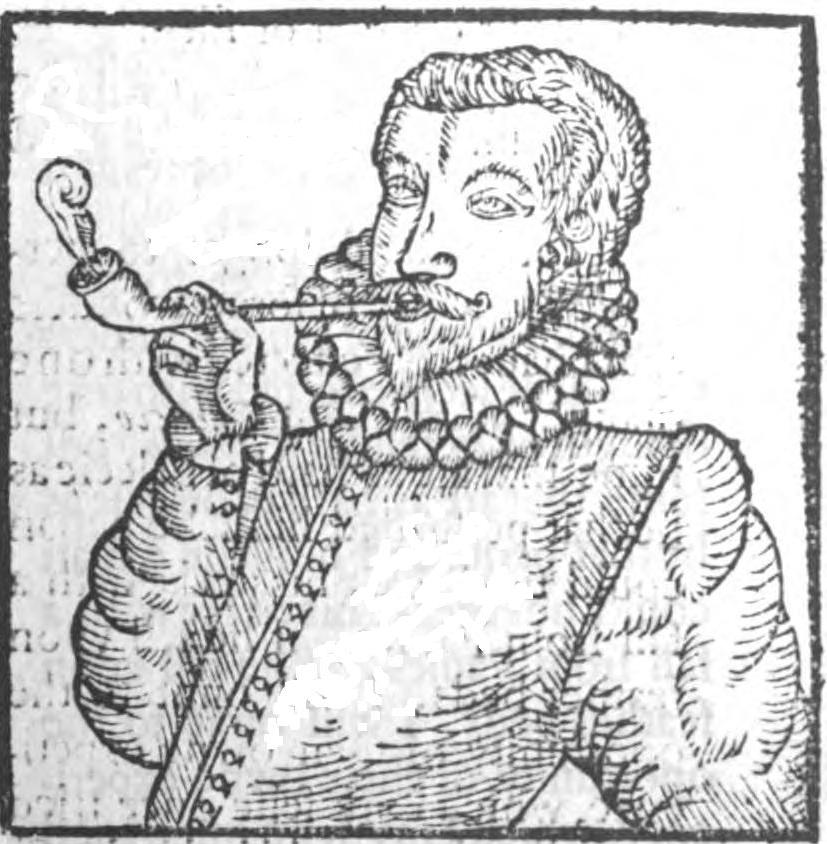
Найперше зображення курця
Ентоні Чют (1595)

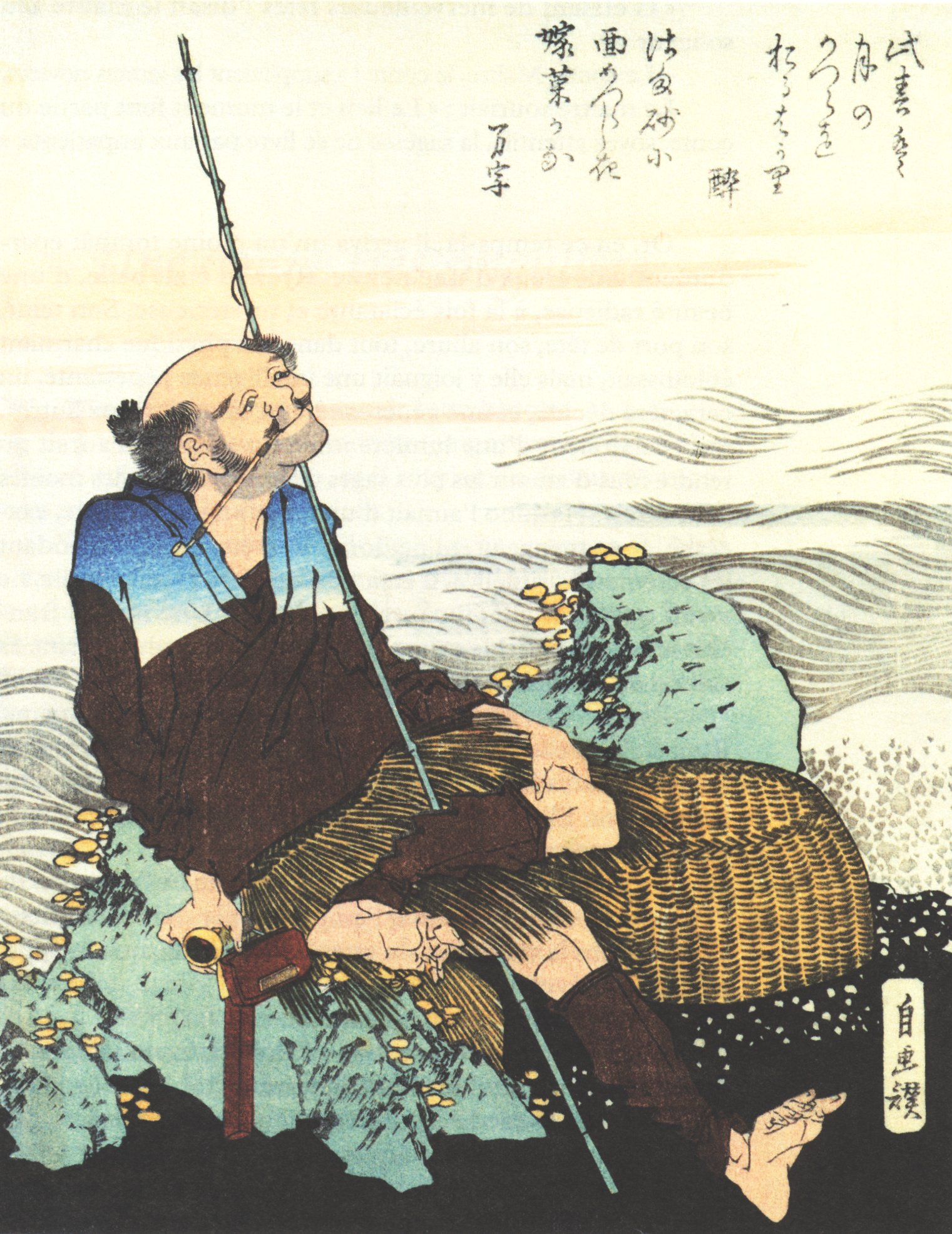
Автопортрет в образі рибалки з кісеру
Кацусіка Хокусай (поч XIX ст.)

У Північній Америці автохтонне населення використовувало люльки з катлініту, які прикрашалися пір'ям, кістками та намистинками з різноманітних матеріалів (відома усім «люлька миру»), тоді як в Південній Америці їх виготовляли з місцевих порід дерев. В Європі основним матеріалом для виробництва слугували глина та порцеляна — були багаторазові та прості люльки, проте з часом, коли люлькопаління стало невід'ємною частиною культури, майстри почали виготовляти складніші, чудово прикрашені люльки з різноманітними елементами декору, з коштовним камінням та слонової кістки, а мундштуки виготовляли з бурштину. Найбільшого розповсюдження серед аристократії та військової еліти XVIII—XIX століть (особливо гусарів) мали люльки форми «штумель» (від нім. Stummel — «недопалок»). Найбільше славилися виготовленням люльок-штумелів голландські та німецькі майстри. Серед бідніших верств європейців популярними були глиняні люльки вкоротшеної форми (англ. cutty). В Азії основним матеріалом виготовлення був бамбук. Зокрема в Японії наприкінці XVII століття набули популярність кісеру — люльки, що мали довгий бамбуковий мундштук та маленьку металеву чашу. З часом люльку повністю почали виготовляти з металу. В Африці для виготовлення люльок використовували кістки та роги тварин, а також гарбузи, з яких і досі виготовляють люльки.
З часом у Північній Америці основним матеріалом став кукурудзяний качан, а в Європі — бріар та пінка..
Популярністю «кукурузки» зобов'язані Хендріку Тіббі, який в 1867 році оселився в місті Вашингтон, штат Міссурі і заснував там меблеву компанію. В перервах він також виробляв з кукурудзяного качана люльки собі і своїм сусідам. З часом його невелике хобі переросло у бізнес. Він покинув столярство і заснував англ. «H. Tibbe & SonCo», яка в 1907 році стала більш відомою як англ. «Missouri Meerschaum Company». Відомими шанувальниками цієї компанії були Марк Твен та генерал Дуглас Макартур (на честь якого була названа його улюблена люлька з великою чашею та довгим чубуком).
В Європі монополію глиняних та порцелянових люльок потіснили австрійці, які на початку XVIII століття почали виробляти люльки з османської та марокканської пінок. З часом, після відкриття та популяризації такого матеріалу як бріар, про глину та порцеляну геть забули, проте пінка практично не втратила свої позиції. Вважають, що люльки почали виготовляти з бріару на початку XIX століття на у місті Сен-Клод, що у Франції. Саме в цьому місті вперше помітили чудові якості цієї деревини, виготовляючи з неї коробки для зберігання солі та нюхального тютюну. На початку XX століття бріар практично повністю витиснув пінку з використання в Європі, і посідає панівне місце і досі . Бріар поширився на увесь світ і став конкурентом «кукурузки» в США.
Одним з перших виготовляти люльки з бріару почав італієць Фернандіно Россі в 1886 році, котрий оцінив якості і властивості люльок виготовлених в містечку Сен-Клод. З часом використання розповсюдилося на всю Італію, переважно на терени Сицилії та Сардинії, де малюнок бріару був особливо чудовим, а якість вищою від французького. До середини XX століття італійські майстри задавали моду серед люлькових майстрів в усій Європі. Невелику конкуренцію їм складали англійські майстри. Проте в 1960-х роках сталася справжня революція, яка почалася в Данії зі шведа Сікстена Іварссона. З того часу і дотепер панівну роль в моді на люльки відіграють данські майстерні, такі як дан. Sixten Ivarsson, дан. W.Ø Larsen та дан. Poul Rasmussen.
Куріння люльки у різних народів

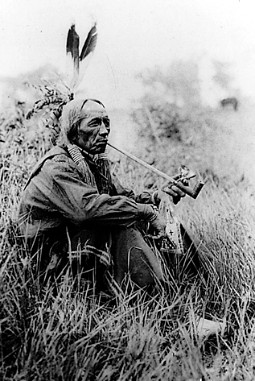
Індіанці
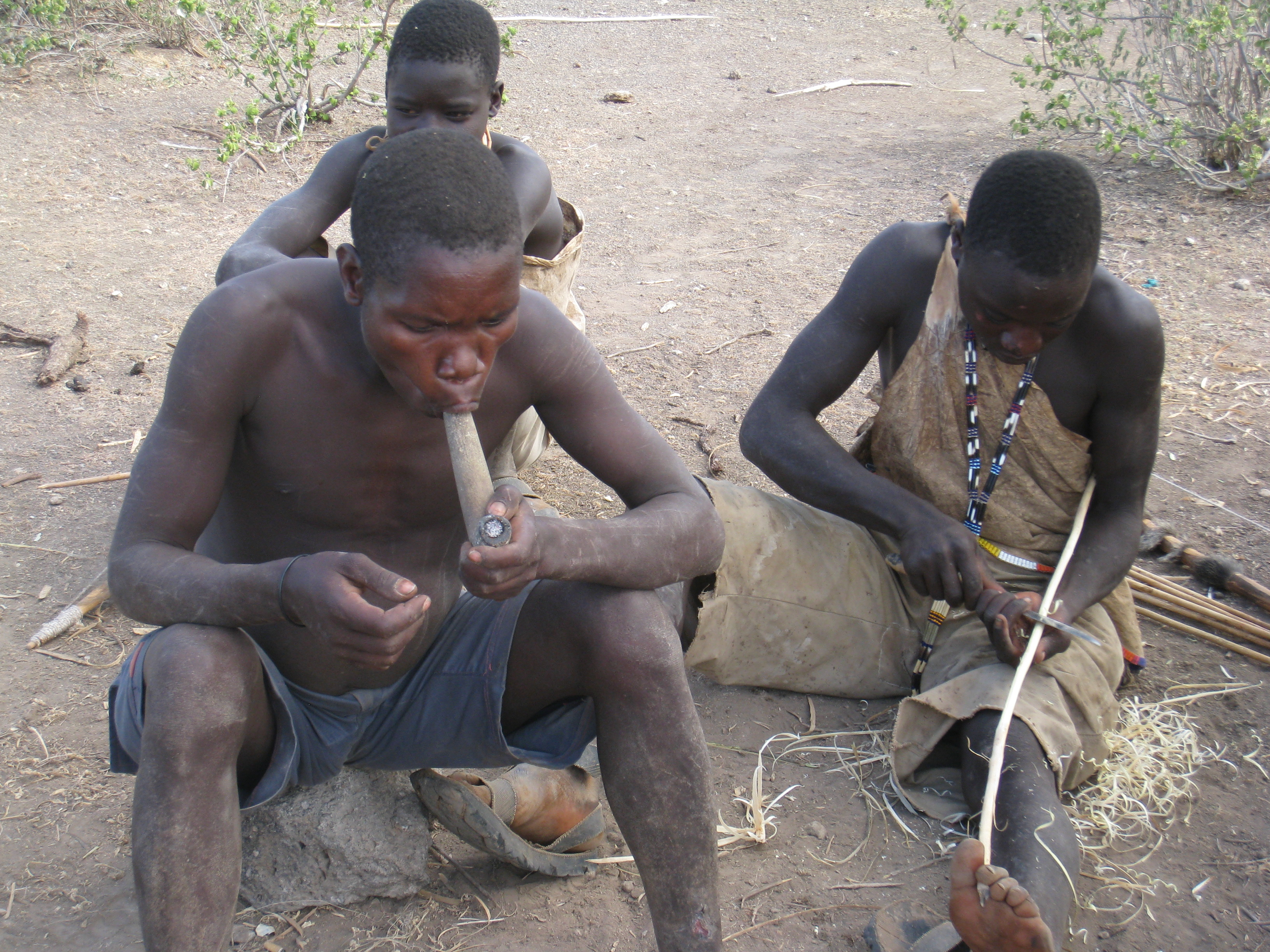
Народ Хадза (Танзанія)
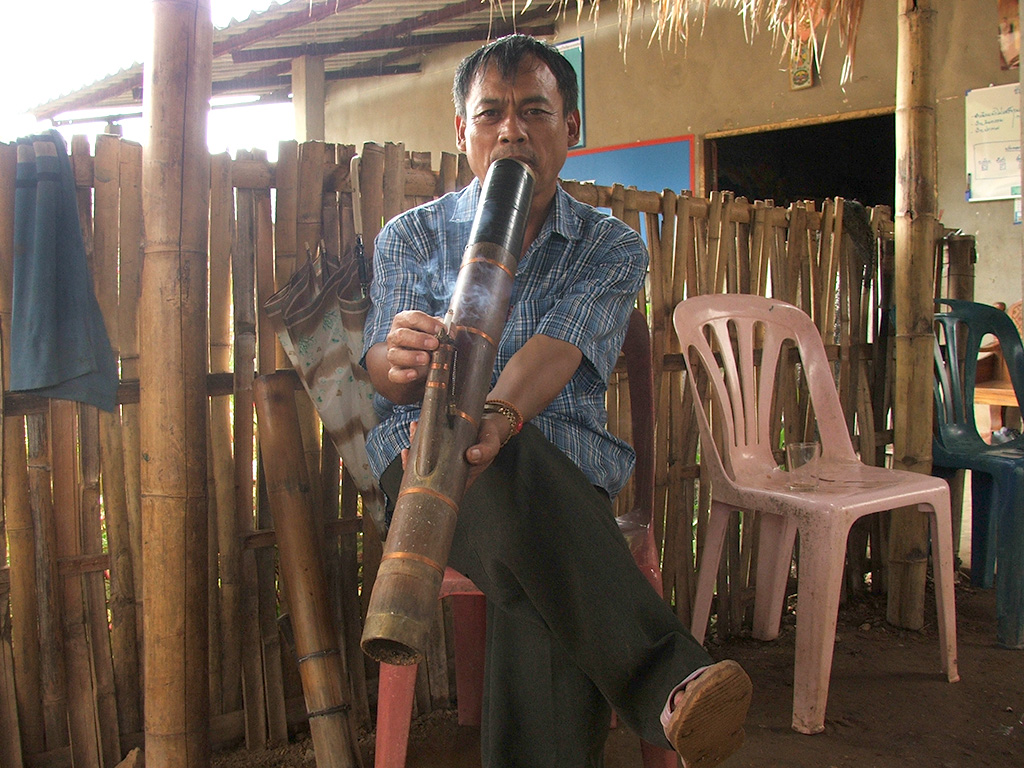
Таїландці
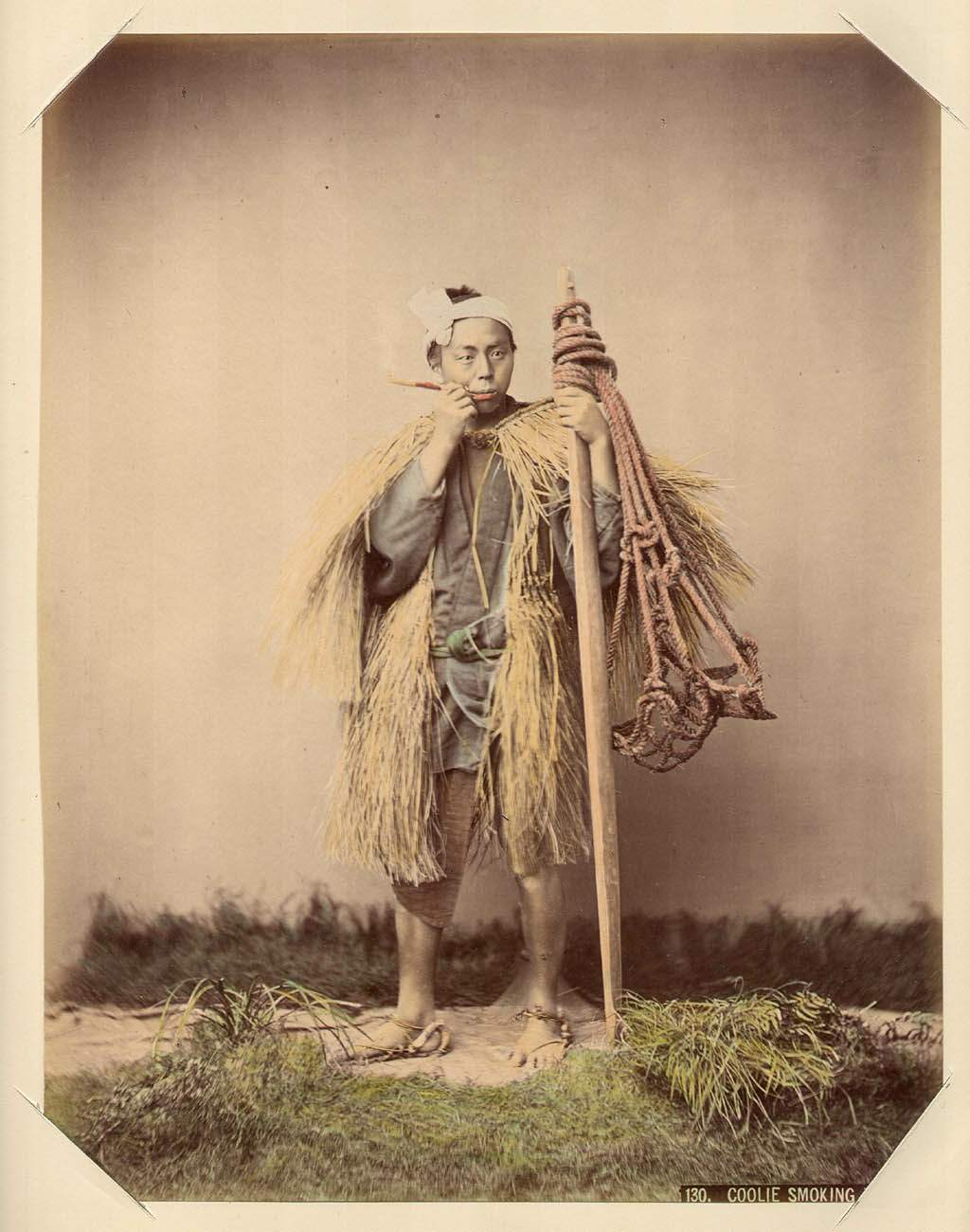
Японці
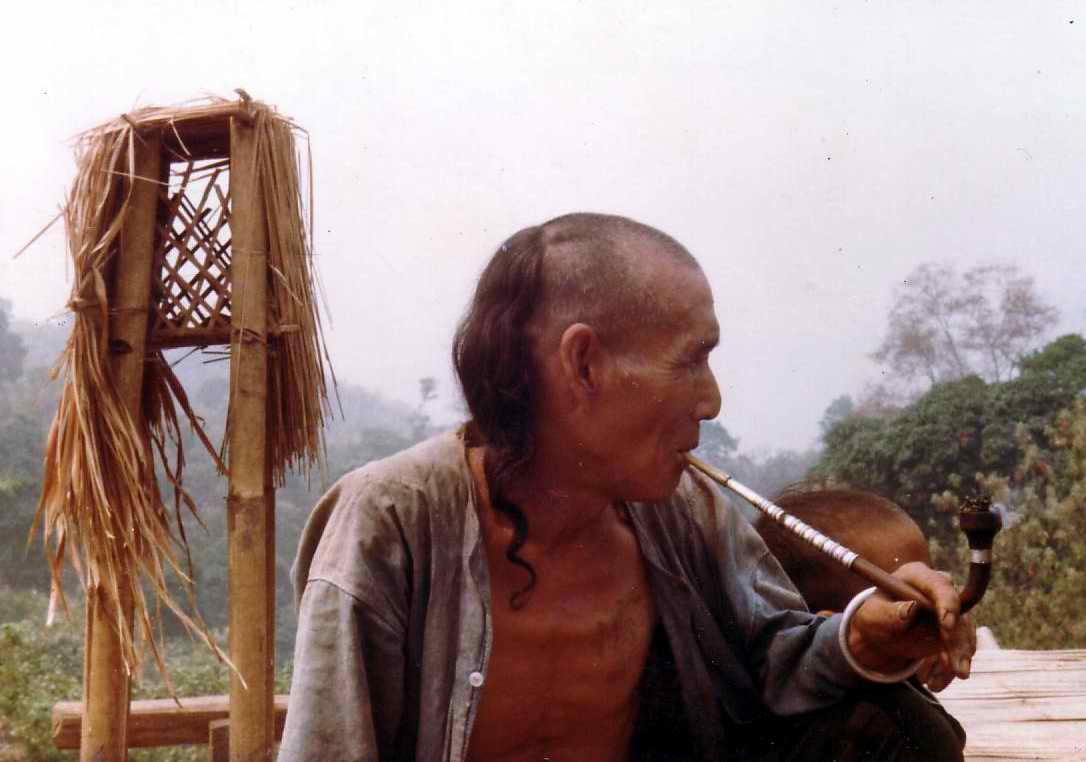
Народ Акха (Китай)
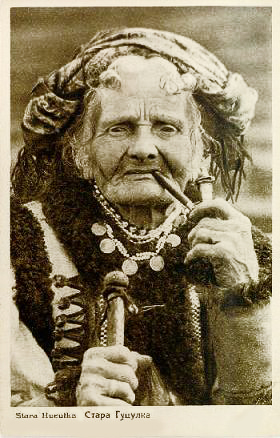
Гуцули. Фото гуцулки Марії Кречунєк (Чукутиха)
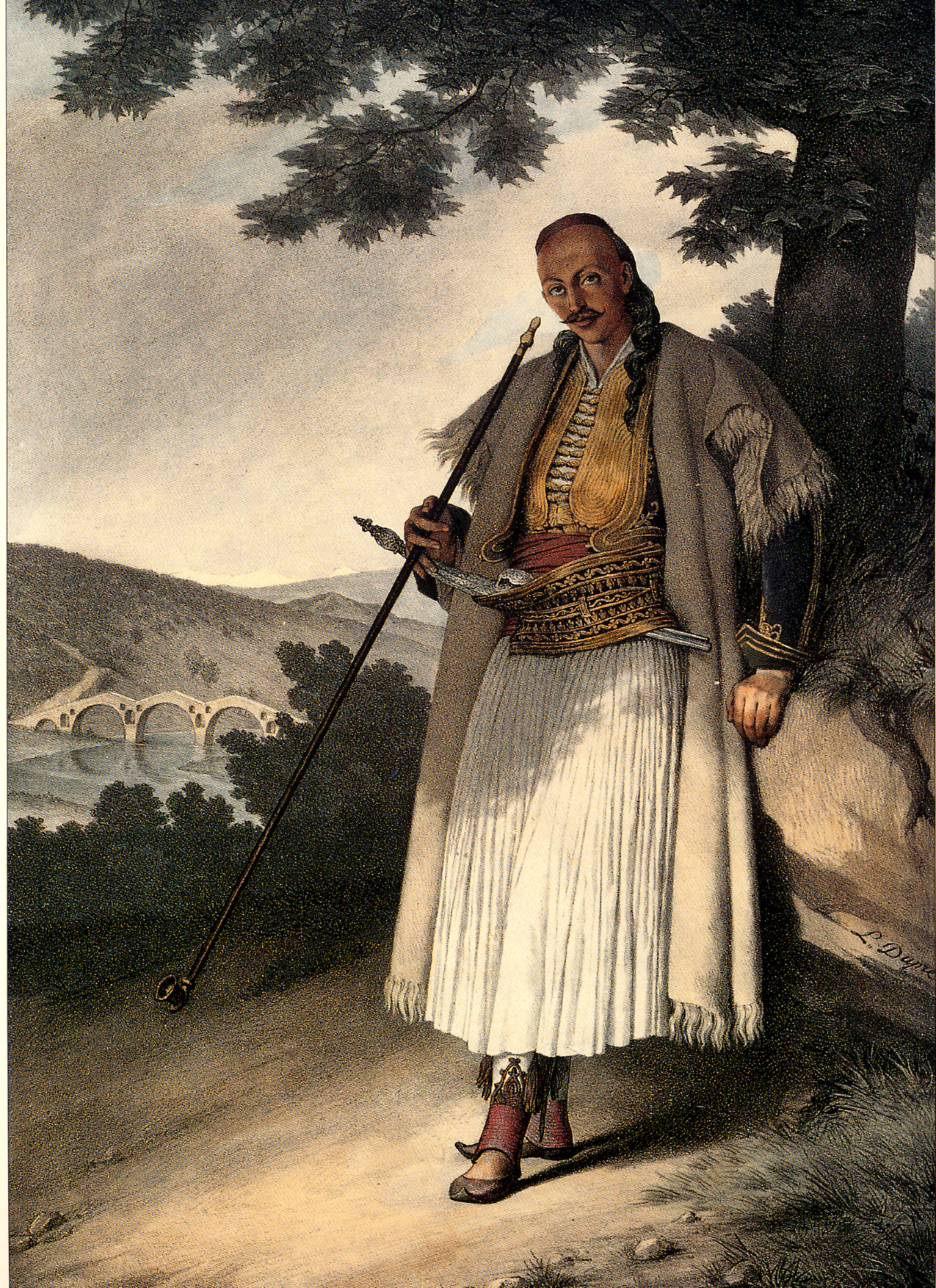
Греки
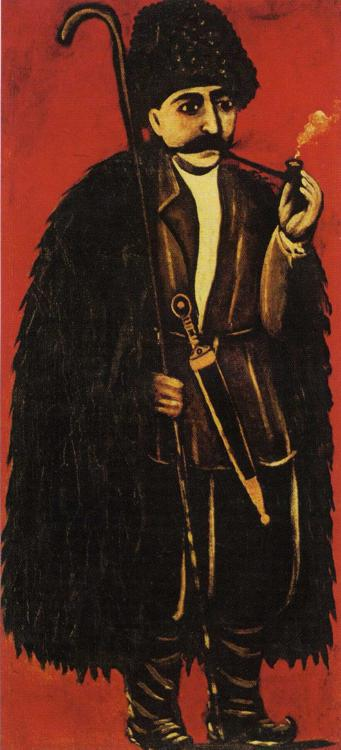
Грузини
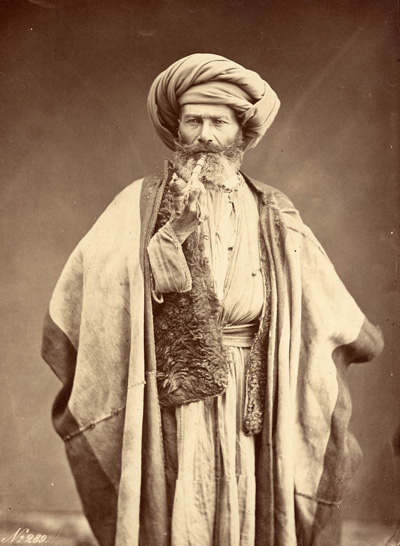
Араби
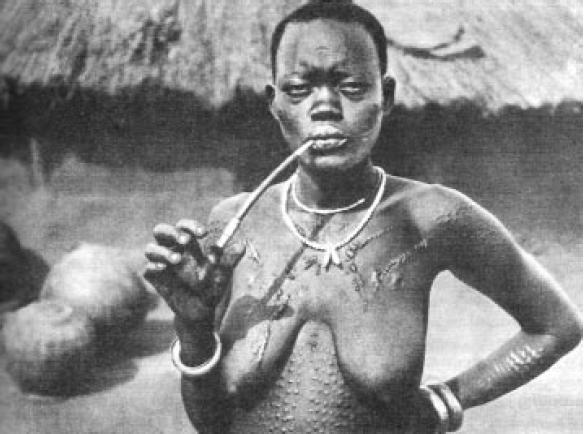
Шиллуки (Судан)

### Люлька в Україні

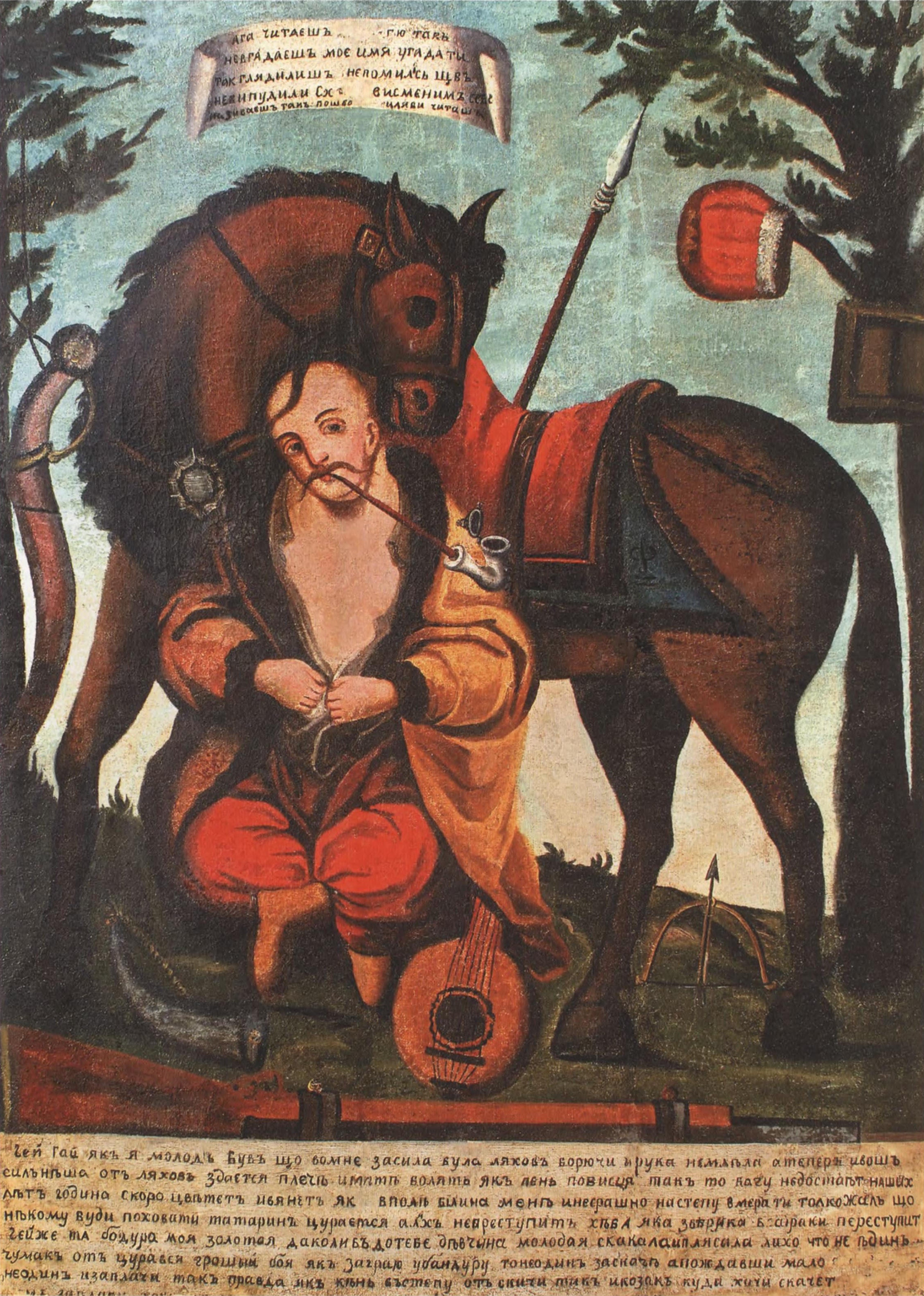
Козак Мамай
(1728)

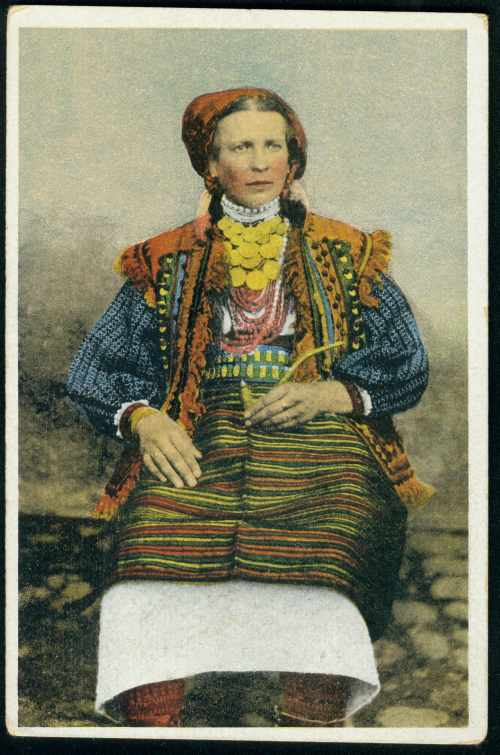
Поштівка «Гуцулка в святковому одязі». У лівиці тримає люльку. 1900-ті рр.

В Україні люлька з'явилася на початку XVII століття, потрапила з Османської імперії (на користь чого свідчить тюркське походження слів «тютюн» та «люлька») та стала надзвичайно популярною серед козацтва. Існувало багато різновидів люльок. Серед найбільш поширених дослідники виділяють короткі люльки, так звані «носогрійки», «люльки-бурульки», «обчиська», а також «товариські люльки» з чубуком у два метри завдовжки, прикрашені намистом, коштовним камінням, іноді з написом. Окрім них були ще коренкові, оковані міддю, завбільшки з великий кулак. Серед козацьких люльок траплялися також і привізні — порцелянові люльки, власниками яких були представники більш заможних верств населення.
Протягом століття козаки повністю копіювали османський стиль, проте наприкінці XVII століття на козацьких люльках почав з'являтися український орнамент. Також змінився і матеріал виготовлення мундштука — в той час як османські та європейські люльки були повністю виготовлені з глини, козацькі виготовлялися з деревини або очерету. З часом козаки почали виготовляти люльки повністю з деревини (вишня, груша). Серед козацтва були найпоширеніші «носогрійки» — люльки з короткими мундштуками. У часи Гетьманщини заборонялося курити люльку на вулиці у нічний час. Нагляд за дотриманням правила виконувала нічна варта.
За народними повір'ями, у жодному разі не можна було різати люльки з осики — проклятого дерева, на якому за однією з версій повісився Юда. Не можна було різати люльки з дуба — дерева, священного для наших предків. Люльки з хвойних порід вважалися неякісними, оскільки їх смолистий запах цілковито заглушав аромат самого тютюну. Хоча інколи зустрічалися люльки для незаможних саме з сосни. Найчастіше матеріалом для мундштука служив порожнистий всередині очерет. Такі мундштуки практично ніколи не чистили — і коли в ньому накопичувалися смоли, його просто викидали, змінюючи на новий, адже матеріал для нього завжди був під рукою. Серед козацтва були поширені аксесуари до люльки і тютюну — кисети «капшуки» для зберігання тютюну, часто вишиті нареченою чи матір'ю, сталеві «кресала» для добування вогню, часто викувані у формі стилізованих тварин (вовки, коні, птахи тощо), «затичка» для набивання тютюну в люльку, «протичка» для чищення люльки. Люльку та аксесуари козаки носили частіше в поясі або в накладному мішку «гаману», який кріпили до пояса.

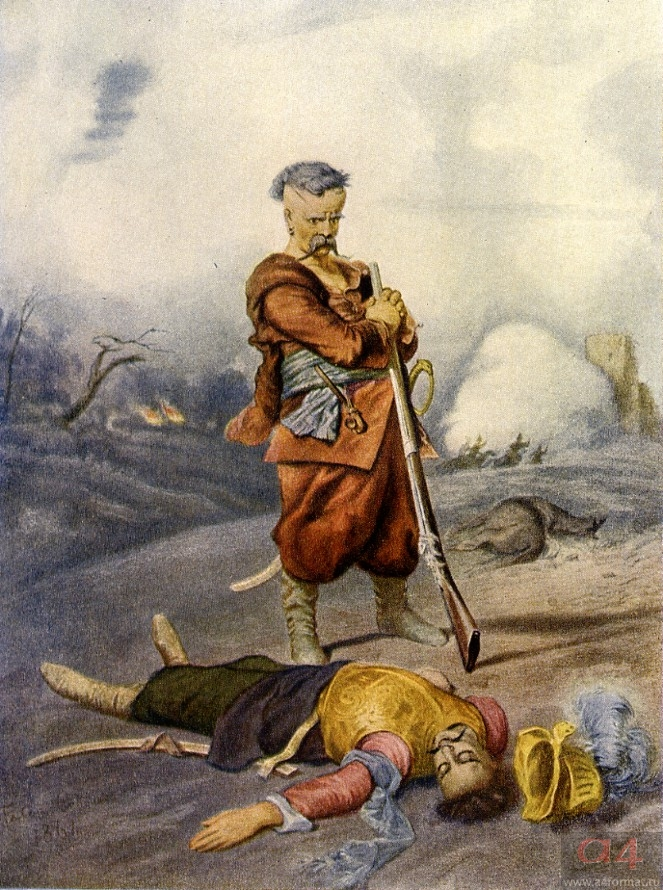
Тарас Бульба
П. Соколов (1861)

Куріння вважалося мало не символом молодецтва, а «добра люлька» була поставлена в один ряд нарівні з «ясною зброєю» — холодною зброєю. Знаменитий гоголівський Тарас Бульба загинув лише тому, що не захотів, щоб його люлька дісталася ворогові.
Суміш трав, яку палили козаки до появи тютюну (більш-менш дешевий османський тютюн з'явився в Україні наприкінці XVII століття), досі є предметом дискусій серед істориків. Вважають, що це міг бути збір трав, котрі росли у степах України, а саме — деревій, чебрець, полин, будяк, валеріана лікарська, м'ята та борщівник. Крім вищезазначених рослин, які мали, як вважали козаки, суто лікарський вплив, в народному середовищі в курильні суміші додавали також трави, що мають сумнівне значення з точки зору практичної медицини, проте відповідали віруванням, наприклад, «чаклун-траву», «розрив-траву». Про «чаклун-траву» є наприклад згадка, що її курили козаки «щоб шабля не брала». У тих же запорожців існували й інші важливі для їх «фаху» рецепти:
- Для очищення крові після поранення потрібно палити листя терну і його сушені квіти;
- Для того, щоб відігнати «чорні думки», курили з тютюном сушений полин;
- Козаки-«могильники», що несли невсипущу варту на степових могилах-курганах, для поліпшення зору курили висушену тирсу, тобто ковилу.[13]

Також на Січі існував цікавий звичай, в якому люлька виступає як предмет ритуальний, що використовується для колективних дій:
|  | У запорожців крім того, що кожен козак мав у себе люльку, а то була ще «общеська люлька», дуже великих розмірів, обсаджена намистом, дорогоцінним камінням, різними бляхами, іноді списана написами на кшталт «козацька люлька — добра думка», й з такої люльки потягував ціле громада або збори, коли обдумував яке-небудь підприємство або замишляли проти кого-небудь похід … — Яворницький Д. І. Історія запорізьких козаків.. |

Люлька є важливим символом козацької доби, що відображено в численних піснях про козаків:
(…)

А позаду Сагайдачний (2)

Що проміняв жінку на тютюн та люльку необачний

Гей долиною, гей широкою необачний!

Гей вернися Сагайдачний (2)

Візьми свою жінку віддай тютюн-люльку необачний

Гей долиною, гей широкою необачний!
(…)

А я бідний, безталанний;

Степ широкий – то ж мій сват,

Шабля, люлька – вся родина,

Сивий коник – то ж мій брат

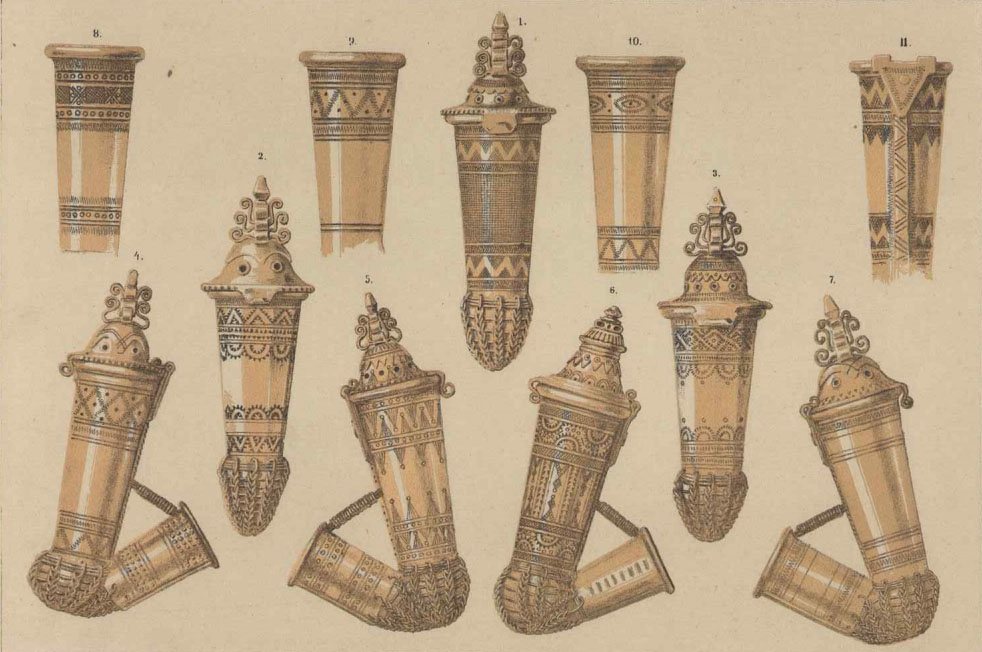
Сторінка з видання «Взори промислу домашнього. Металеві вироби селян на Русі» з зображенням різноманітних гуцульських люльок

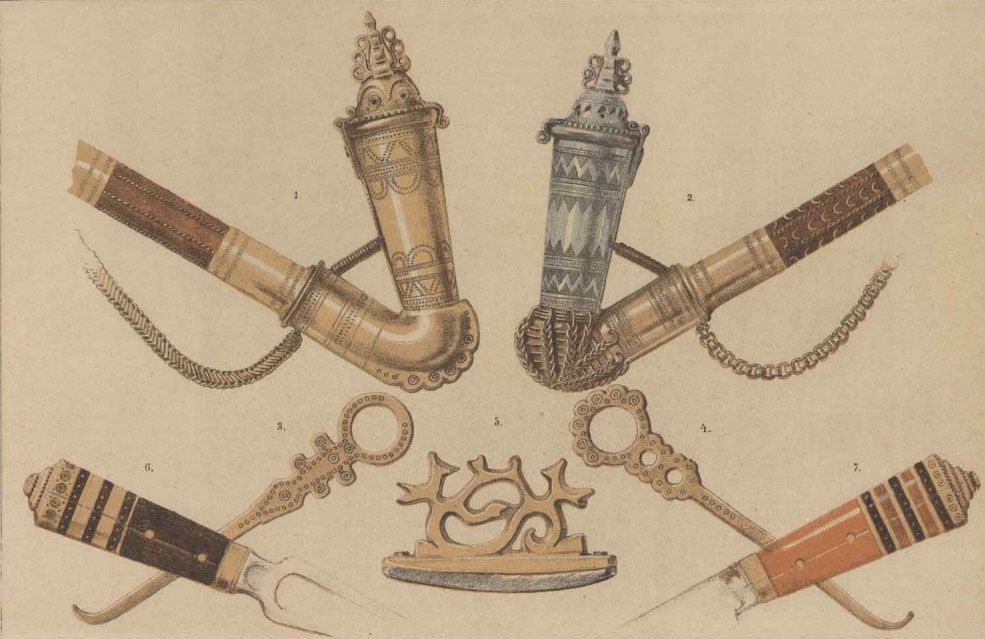
Сторінка з видання «Взори промислу домашнього. Металеві вироби селян на Русі» з зображенням гуцульських люльок (1,2) та протичок (3,4), які були аналогами трійників

Проте, період розквіту люлькового ремесла не закінчився за часів козацтва і не обмежувався територією Гетьманщини. Так, відомо, що в 1880 році на виставці в Коломиї, імператором Францом Йосифом І була придбана люлька відомого гуцульського майстра Юрія Шкрібляка.. Також у виготовленні гуцульських металевих люльок прославилися такі майстри як Лукин Дутчак (кінець XVIII-поч. XIX ст.) з села Брустуріва, Никифор Ребенчук (1876—1949) з села Яворова (славився виготовленням з латунних блях гуцульських люльок, які майстерно прикрашав гравіруванням), Василь Самокіщук з села Соколівки, Федір Харінчук (1872—1940), Дмитро Харінчук, Іван Миронюк (1880—1957) з села Красноїлля.
Про важливу роль люльки серед населення Західної України також свідчать часті згадки про неї в прислів'ях, байках і піснях:
Котилася люлька згори, котила, котила,

Та як впала із припічка до цебра ся збила.

Ой пішов я до Самбора люльку купувати,

Люлька була задорога, не міг зторгувати.

Тадрі-дром, тадрі-дром, не міг зторгувати.
Існує безліч приказок та численні прислів'я на тему люльки:
- «Дай люльки! — А робити — не гульки!»
- «Ануте, синки за люльки, нехай паска постоїть».
- «Без люльки, як без жінки».
- «За люльку і батька проміняв би».
- «Коли ти курець, май свою люльку і тютюнець».
- «Кури, кури люлечку, мій сизий голубочку! хоч буду запрядати, та буду тютюн купувати».
- «Люлька не куриться, мабуть дівчина (або жінка) журиться».
- «Без топірця і люльки й гуцул не гуцул».
- «Підкурив, як Гайдай сову».
- «Покуримо люльки, щоб дома не журились».
- «Хто не курить люльки і не нюхає табаки, той не вартий і собаки».
- «Дурень нічим ся не журить, горілку п'є та люльку курить!»
- «Добрий курець, коли є люлька й тютюнець».

## Будова люльки

Люлька в розрізі1 — чаша
2 — тютюнова камера
3 — димовий канал
4 — чубук
5 — паз, а також місце для фільтру, охолоджувача чи перехідника (може бути відсутнім)
6 — шийка мундштука
7 — мундштук
8 — витончена частина мундштука
9 — загубник
10 — канавка загубника

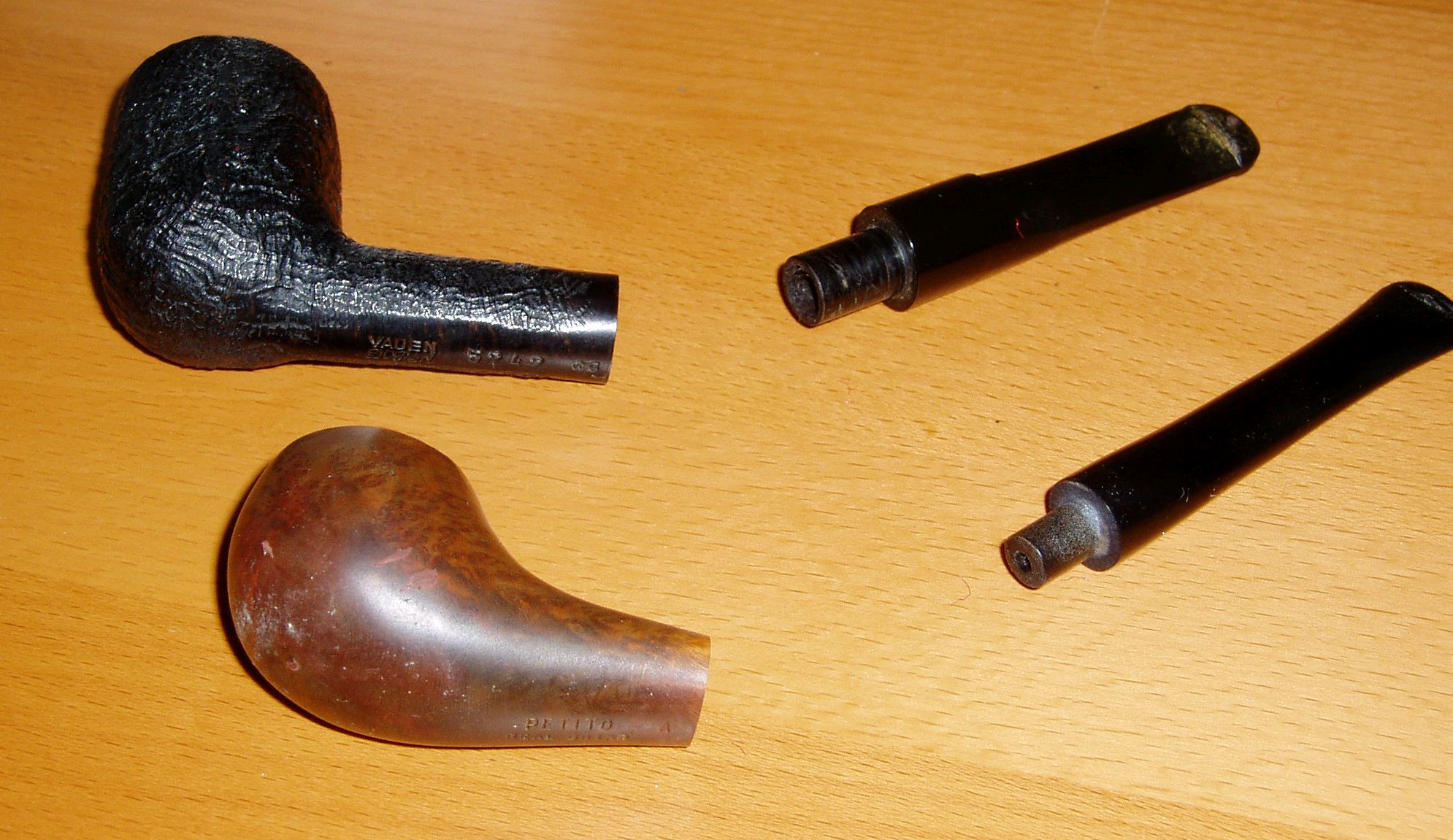
Люлька з бластовим (зверху) та гладеньким (знизу) фінішами у розібраному стані. Зверху сідловідний, знизу клиноподібний мундштуки — обидва круглої форми

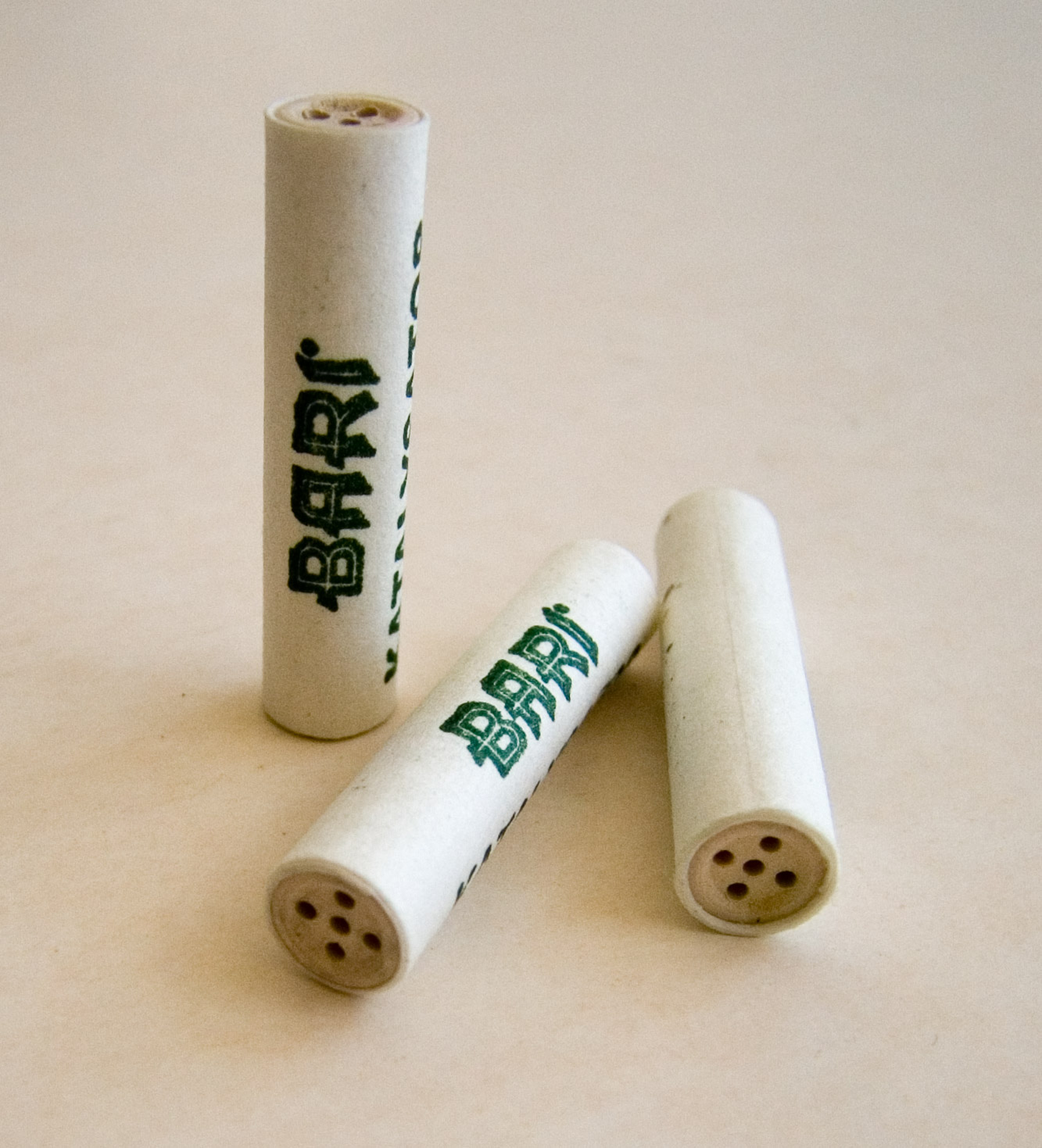
Фільтр для люльки

Люлька складається з двох основних частин — стамеля (складається з чаші, тютюнової камери, цибуха з гніздом) і мундштука (складається з шийки мундштука, власне мундштука, витонченої частини мундштука і загубника).
Чаша (англ. bowl)— це кругла широка частина люльки, усередині якої знаходиться тютюнова камера. Вершина чаші називається обідком/голівкою (англ. Rim/Head) а дно ногою (англ. Foot).
Тютюнова камера (англ. tobacco chamber)— частина чашки люльки, що заповнюється тютюном. Розміри камери підбираються в залежності від кількості тютюну, який звичайно хоче палити люлькокур. Також вважається, що великі камери найкраще підходять до тютюну, який згоряє відносно швидко, маленькі — до повільно тліючого. На стінках тютюнової камери в процесі куріння утворюється шар нагару (англ. Char/Cake), що до певної товщини (близько 1,5 мм) виконує корисні функції — захист від перегріву, вбирання вологи та покращення смаку тютюну. Такий захисний шар іноді наносять вже при виготовленні люльки — цей процес називається карбонізацією (частина люлькокурів вважає, що краще відразу видаляти карбонізацію і обкурювати люльку як звичайну), але найчастіше це не позбавляє від подальшого обкурювання вручну. Досі існує полеміка з приводу необхідності та розміру нагару в камері — є як прихильники повного видалення нагару після кожної чистки, так і прихильники того, аби нагар був товщим ніж 1,5 мм. Дно тютюнової камери (або місце її проєкції на чаші) називають п'ятою (англ. Heel).
Цибух або чубук (англ. shank) є продовженням чаші, їх практично завжди роблять з однієї заготовки. Усередині цибуха знаходиться димовий канал від чаші до мундштука. Поверхня чубука яка контактує з мундштуком називається торець чубука (англ. Shankface).
Мундштук (англ. stem) — частина люльки, один кінець якої курець тримає в роті, а другий з'єднаний з цибухом. Зазвичай виготовляється з акрилу чи ебоніту. Рідше трапляються мундштуки з бурштину та дерева. Часто прикрашається кільцем/ферулою (англ. Band) з різноманітних матеріалів — бурштину, срібла, слонової кістки, екзотичних порід дерев тощо. Виділяють чотири основні форми мундштука (в перерізі):
- кругла (більшість люльок)
- овальна (наприклад, «канадський», англ. Canadian та «мунтштук-дроворуб» англ. lumberman)
- квадратна (англ. foursquare)
- ромбічна (наприклад, «бульдог» — англ. bulldog)

Існує чотири основні види мундштука:
- англ. tapered — клиноподібний (класичний)
- англ. saddle — сідлоподібний
- англ. lovatsaddle — вкорочений сідлоподібний, для люльок з довгим чубуком (наприклад англ. Lovat — що і дало назву цьому виду)
- англ. spigot, англ. Army bit (англ. Army mounted) — конічний. Мундштуки англ. Spigot відрізняється від англ. Army bit відсутністю посилення з'єднання металом

Загубник або прикус (англ. lip) — це закінчення мундштука, яке тримають між зубами і губами. Його форма багато в чому визначає одержувані при палінні відчуття.
Звичайний загубник традиційної та найпоширенішої форми: загубник плаский, однаковий за шириною з витонченою частиною мундштука і дим з розширення до виходу каналу потрапляє безпосередньо на язик. Така форма має назву англ. standart bit («класичний») або англ. fishtail («риб'ячий хвіст» — якщо загубник перевищує за шириною витончену частину мундштука). Щоб уникнути прямого потрапляння диму на язик, був винайдений особливий вид загубника — системи англ. Peterson (англ. P-lip). У цьому випадку дим виходить через отвір у верхній частині мундштука в напрямі піднебіння. Кінчик язика при цьому розташовується у невеликій виїмці мундштука. Переваги цієї форми актуальні не для всіх — для деяких курців дим, що йде до піднебіння, менш приємний, ніж при контакті з язиком. Люльки з таким загубником трохи важче чистити. Також існують більш рідкісні форми загубників як англ. double bore bit, англ. denture bit тощо..
Шийка мундштука або шип, цапфа, тенон (англ. tenon) — частина мундштука, за допомогою якої він з'єднаний з пазом/гніздом/мортизою (англ. Mortize) — виїмкою в чубуці. Найслабша частина конструкції. Практично завжди виготовляється з того ж матеріалу, що і мундштук. На початку ХХ сторіччя часто виготовлявся з металу, нині іноді трапляються вклеєні шийки із тефлону. Також існує спосіб кріплення мундштука до чубука без використання шийки мундштука — англ. Army Mount/Spigot, коли конусоподібний мундштук безпосередньо вставлявся в чубук — цей спосіб був вигаданий Чарльзом Петерсоном під час Першої світової війни для солдаів, у яких часто ламалась шийка мундштука.
Димовий канал (англ. air passage) — простір, по якому дим проходить від чаші до мундштука через чубук. Може бути розрахований на використання вставного фільтру чи охолоджувача. Якість обробки каналу впливає на властивості люльки в цілому.
Фільтр — змінна вставка в димовому каналі для регулювання та охолодження димового потоку. Зазвичай виготовлений у вигляді картонної гільзи з активованим вугіллям або паперової скрутки діаметром 3, 6 або 9 мм. Зустрічаються фільтри у вигляді циліндра з бальси, а також інші екзотичні і саморобні конструкції. Найбільш прийнятними з боку смакових та очисних властивостей є бальсові фільтри. Люлька спеціально виготовляється під фільтр певного розміру, але фільтрову люльку можна використовувати і без фільтра або зі спеціальним багаторазовою вкладкою, котра його замінює. Вважається, що фільтр так само служить для адсорбції нікотину і смол, а також для зниження вмісту вологи в тютюновому димі. Майже всі фільтри впливають на смакові відчуття, а якщо тютюн дуже ароматний або гострий, фільтр може захистити від печії на язиці. Але при палінні високоякісних тютюнових сумішей часто поглинаються найніжніші смакові тони, які, власне, і приносять задоволення курцеві. Менше за інших на смак впливають фільтри з бальсового дерева, пінки або паперу. Якщо не витягати фільтр після куріння, то накопичену ним вологу він повертає деревині і люлька псується.
Охолоджувач — аналог фільтру. Він також розташовується у димовому каналі. Зазвичай це невеликий шматок алюмінію довжиною до сантиметра, який застосовується для охолодження диму. На практиці зазвичай не працює, тому часто не використовується. На відміну від люльок з фільтром, не вимагає вставляти на своєму місці спеціальних вкладок.

## Матеріали для виготовлення люльки

### Дерево
Здавна люльки виготовляли з тих порід деревини, котрі притаманні тій чи іншій місцині. Для виготовлення люльки використовувались стовбури, гілки та кореневища дерев. Так, в Німеччині це була деревина бука, а в Італії — оливкового дерева. В Україні, як і в інших країнах люльку виготовляли і продовжують виготовляють з вишні, липи, берези, груші, дуба, клена, бука, червоного дерева та інших порід. Найбільшого поширення і популярності серед майстрів набув верес, або бріар (фр. bruyère), завдяки своїм властивостям - щільності, вогнетривкості та іншим. Дехто навіть поширює думку, що всі інші люльки марнять смак тютюну, хоча це не так.

#### Бріаровий кап

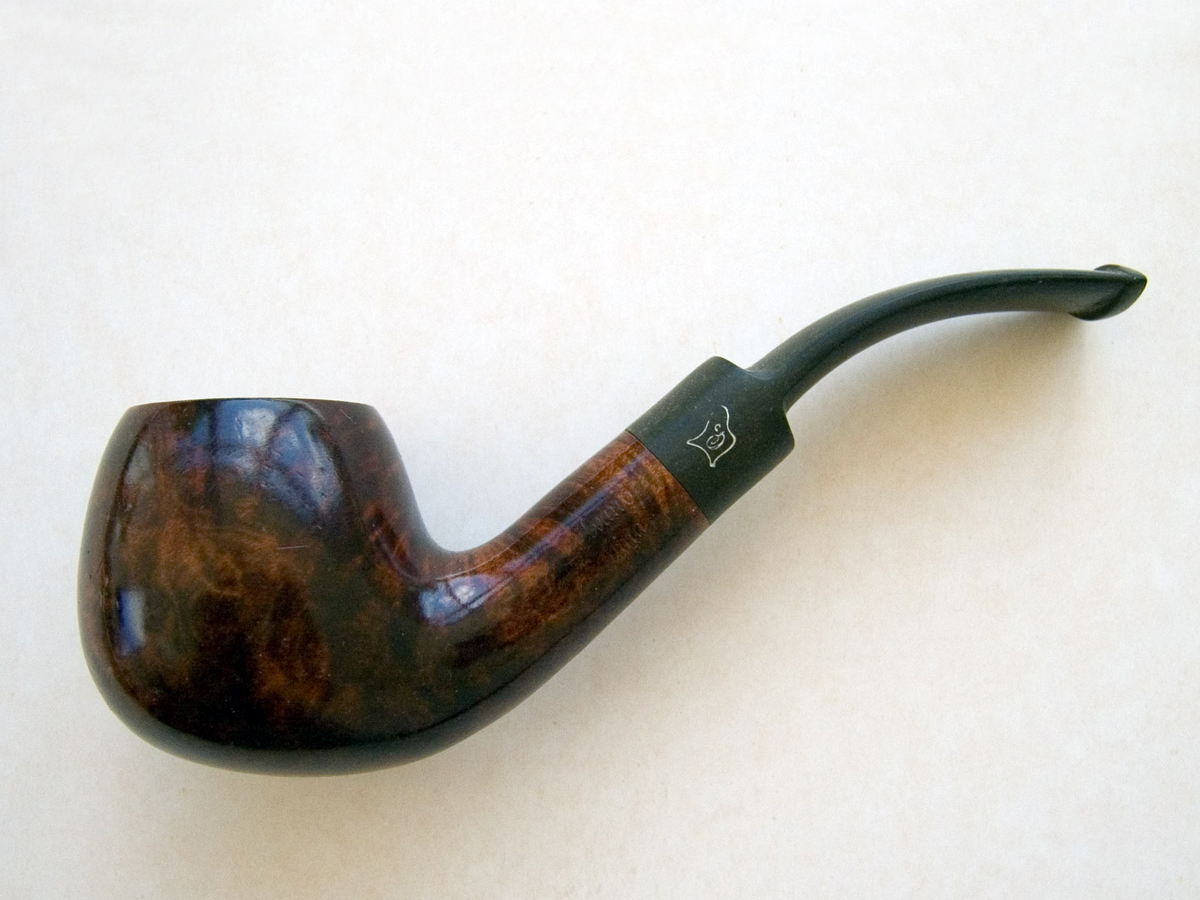
Вересова, або "Бріарова" люлька

В той час як будь яка деревина підходить для виготовлення люльки, на сьогодні найкращим матеріалом вважають пухлиноподібні утворення на деревах (відомі як капи), а точніше — вже понад століття найкращим матеріалом для виготовлення люльок вважається верес, або бріар, який добувають з капів коріння еріки деревоподібної (у Франції ця рослина має назву фр. Bruyère, в той час в усьому світі використовують назву «еріка»). Бріар використовується з XIX століття. В залежності від країни походження, структури волокон, наявності дефектів на кшталт каверн (порожнин) чи сендпітів (врослих піщинок) ціна на бріар значно коливається. Якість вихідного бріару істотно впливає на вигляд там властивості люльки. Заготівля якісного бріару потребує особливої майстерності, його потрібно правильно збирати, різати, кип'ятити, сушити, витримувати і, зазвичай, люлькові майстри самі цим не займаються.
Деякі люльки роблять з капів таких дерев як береза, липа, вишня та багатьох інших, проте такі матеріали мають гірші властивості.

#### Морта
Іноді зустрічаються люльки виготовлені з морти — деревини дуба, що сотні років був похований під мулом водойм. Матеріал досить термостійкий, надзвичайно добре всмоктує вологу, що робить його дуже придатним для виготовлення люльок. Колір, в залежності від кількості в ньому мінералів (а не віку) буває від чорного до рожевого з візерунком річних кілець.

### Морська пінка

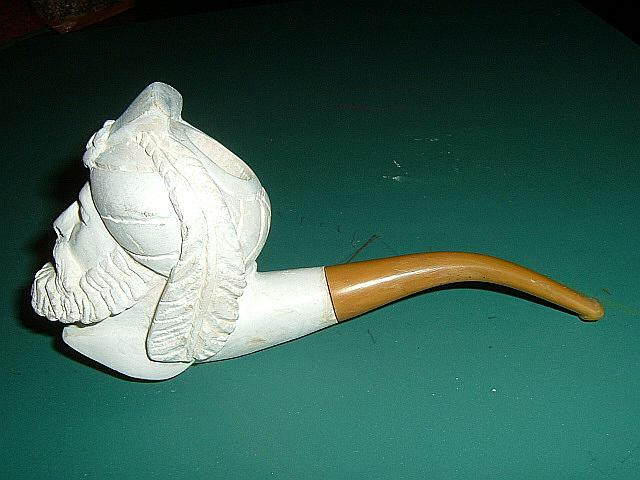
Пінкова люлька

Пінка — білий пористий мінерал, основні поклади якого знаходяться в Туреччині. Використовується із XIX століття. Такі люльки називають пінковими. Пінкова люлька зазвичай прикрашена різьбленням. У старовинних люльках з самої пінки робилася тільки чашка, а чубук і мундштук були звичайно дерев'яними. Дорожчі люльки мали пінкового чубука, складеного з декількох частин; для мундштуків використовувався бурштин. Сучасні пінкові люльки за формою та конструкцією близькі до бріарових. Дешеві люльки зазвичай зроблені із пресованої крихти, яку не можна порівняти зі справжньою люлькою з монолітної пінки. При обкурюванні біла пінка набуває коричневого кольору. Також пінка є обов'язковим компонентом люльок Gourd Calabash (або Gourd Calabash «підробок», де гарбуз замінюють більш дешевим червоним деревом чи бріаром), де використовується для виготовлення вставки до гарбузового стамелю. Особливість люльок з даного матеріалу є те, що їх можна багаторазово палити (при цьому не боятися перегрівання і прогару), вони крихкі (якісні компанії виробники завжди продають разом з люлькою спеціальний футляр для неї) та вимагають особливого догляду (наприклад, недопустимість утворення нагару).

### Глина
Глина раніше широко використовувалася для виготовлення люльок. Європейські люльки з глини зазвичай були цільними, мали маленьку чашку і довгий тонкий цибух (він же мундштук). У них був характерний виступ під чашкою, призначений для того, щоби сильно нагріту люльку можна було безпечно спирати об стіл. Такі люльки легко ламалися, але вони вироблялися масово і коштували дешево. Їх можна було давати покористуватися (наприклад, у готелі — відвідувачам). Людина могла для гігієни просто відламати кінцівку цибуха або просмажити люльку до червоного на вогні в печі або каміні. Османські та козацькі глиняні люльки, навпаки, мали глиняну чашу, дерев'яний мундштук і за конструкцією були подібні до пінкової. Сьогодні глиняні люльки практично не зустрічаються та не використовуються.

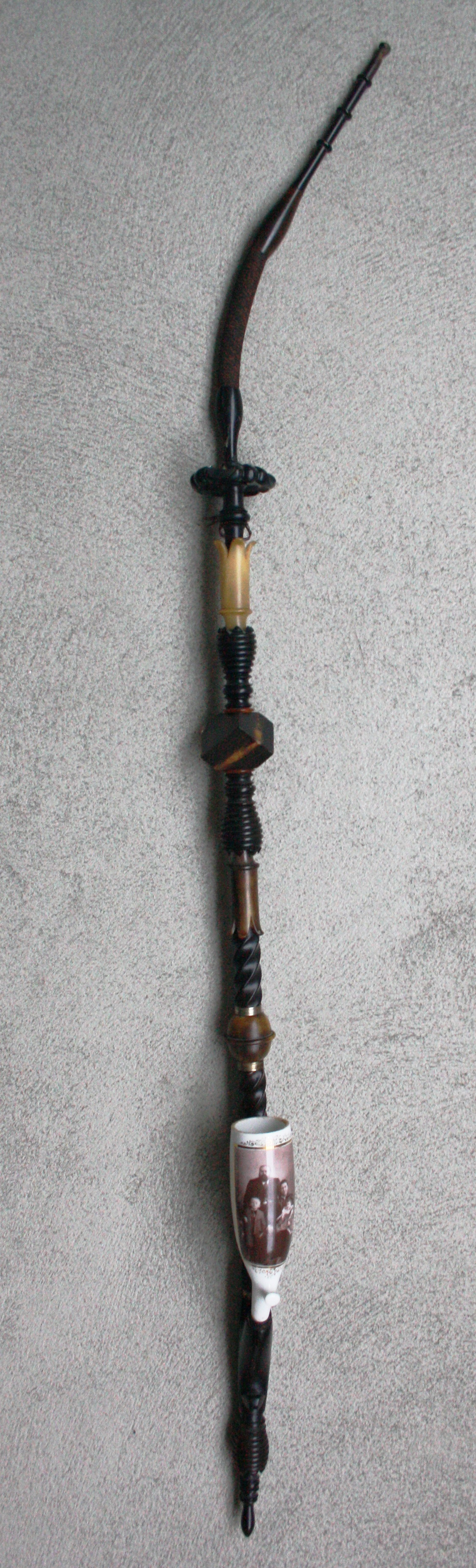
Люлька у формі Stummel, 1900 року виготовлення. Чаша виготовлена з порцеляни

### Порцеляна
Люльки з порцеляни з'явилися на початку XVIII століття, одразу ж після поширення цього матеріалу в Європі. Особливу популярність мали порцелянові люльки у формі англ. Stummel (нім. HolländischesModell — голландська модель), коли чаша нагадувала по формі тюльпан, і з'єднувалася з допомогою ніжки з основною конструкцією (яку раніше виготовляли з рогу, а потім також стали виготовляти з порцеляни), яка переходила у довгий мундштук. Як і глиняні люльки — наразі практично не зустрічаються і не використовуються.

### Гарбуз
З гарбуза із чашами з морської пінки виготовляють найцінніші люльки — англ. Gourd Calabash (обидва слова означають гарбуз). Але ці люльки складні у виготовленні (під час вирощування гарбузові придають штучну форму, яка необхідна для майбутньої люльки) і досить дорогі. Тому виробники використовують бріар або цінні породи дерев (червоне дерево), видаючи їх за гарбузові. Основною особливістю гарбузових люльок є повітряна камера, розташована нижче чаші, в якій дим охолоджується, висушується і пом'якшується. Чаша з морської пінки дозволяє спокійно курити люльку, без страху за перегрів і подальший прогар люльки. Відомими виробниками люльок з даного матеріалу є компанія «нім. Strambach».
В пострадянських країнах пов'язані з образом Шерлока Холмса, що є частковою помилкою. Насправді, Шерлок Холмс з книг Конана Дойля використовував ще популярну і поширену в ті часи люльку Cutty з глини, що не прийняли до уваги творці радянських екранізацій.

### Кукурудзяний качан

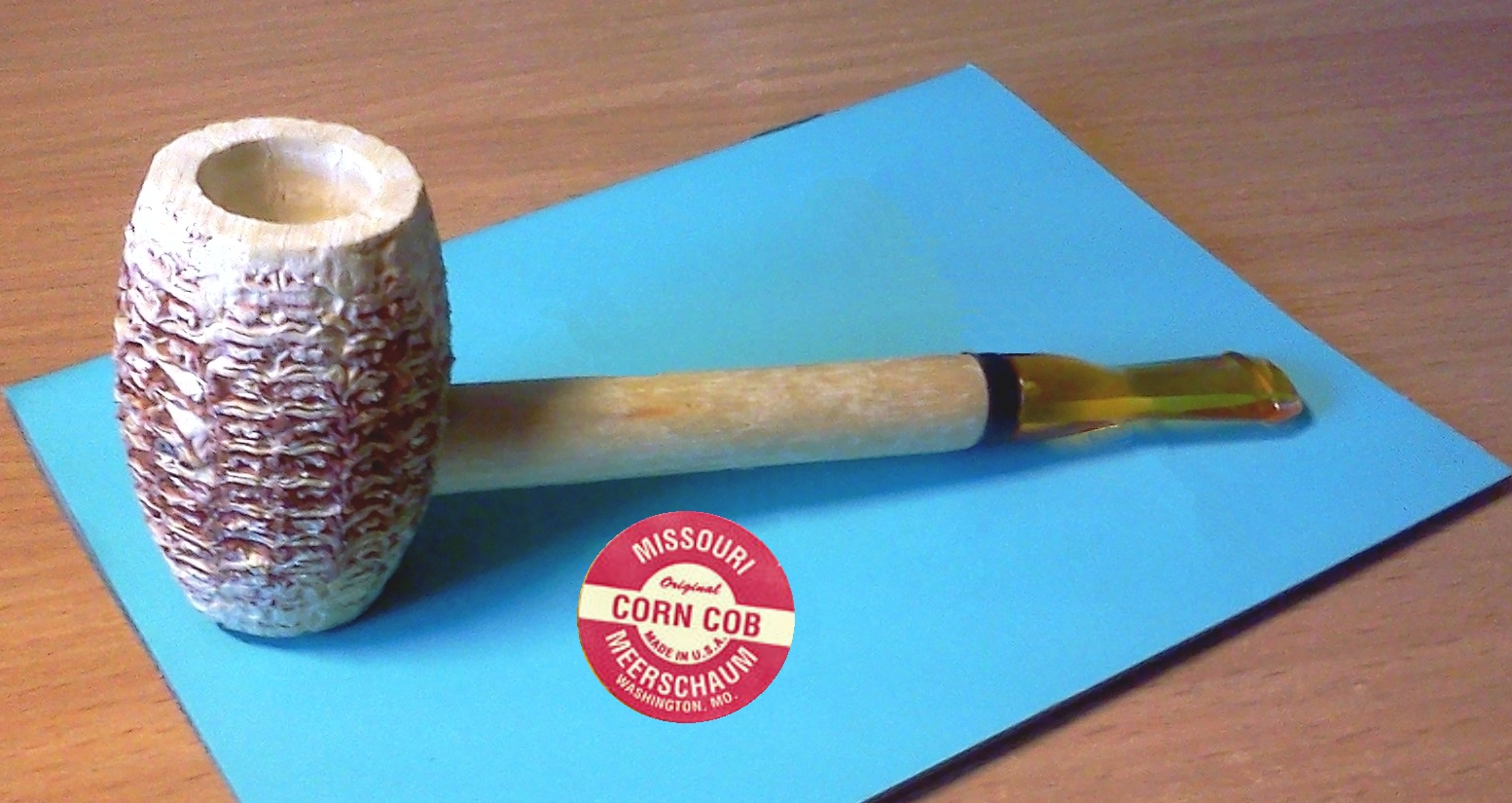
Люлька Eaton з кукурудзяного качана компанії «Missouri Meerschaum»

«Кукурузки» були поширені в Америці в XIX — початку XX ст. Основним і найбільш відомим виробником люльок високої якості з даного матеріалу є англ. Missouri Meerschaum Company — одна з небагатьох компаній, що пережили «бум» цигарок в США в середині XX ст. Існує поширений міф про те, що «кукурузки» недовговічні і швидко прогоряють. Насправді, при правильному догляді і правильному курінні ці люльки можуть послужити власникові понад 20 років. Основним плюсом даного типу люльок є дуже низька ціна. Також існує думка про те, що найкраще смак тютюну можна відчути саме при курінні його в «кукурузці». Догляд за люлькою нагадує догляд за люльками з бріару.

### Інші матеріали
Також у рідкісних випадках люльки виготовляють з синтетичних матеріалів, скла (для наркотичних речовин) та різноманітних металів (кісеру). Плюсом таких матеріалів є можливість легко надавати люлькам різноманітних форм і кольорів, та їх висока жаростійкість.

## Форми люльки
Форми люльок складалися історично серед майстрів люльок. Деякі з цих форм винайдені лише заради естетики, тоді як інші зумовлені функціональними особливостями. Наприклад, англ. Pot підходить для швидкого викурювання люльки;  Stubby та англ. Vest Pocket транспортабельні, оскільки мають малі розміри/складаються; англ. Poker можна ставити на рівну поверхню і вона не перевернеться завдяки плоскому дну; англ. Cavalier має спеціальну ємність, де осідають продукти, що виділяються при палінні люльки (наприклад, смоли); англ. Churchwarden підходить людям, які не люблять тримати люльку в зубах, але водночас воліють розслабити руку.
Практично кожна з прямих класичних форм (крім форм англ. Canadian family) може бути виконана із зігнутим чубуком і мундштуком. Тоді до назви додається слово «бент» (англ. Bent) (максимальний бент називається «фулл бент»; проміжні варіанти — 1/8 (найменший, ледь помітний) , 1/4 (помітний), 1/2 (сильний, майже фулл бент)). Деякі зігнуті форми люльок мають власну назву (приклади наведено нижче; зображення деяких форм люльок нижче одразу подаються у вигляді бентів).
Загальноприйнятої класифікації зараз не існує. Тут представлена найпоширеніша класифікація (натисніть РОЗГОРНУТИ праворуч →).
| Назва форми | Підвид | Опис | Зображення |
| --- | --- | --- | ---------- |
| Канадська сім'я (англ. Canadian family) | Лісоруб (англ. Lumberman) | більярд з довгим чубуком овальної форми, сідлоподібний мундштук |            |
| Канадська сім'я (англ. Canadian family) | Ліверпуль (англ. Liverpool) | більярд з довгим чубуком круглої форми, клиноподібний мундштук |            |
| Канадська сім'я (англ. Canadian family) | Ловат (англ. Lovat) | більярд з довгим чубуком круглої форми, сідлоподібний мундштук |            |
| Канадська сім'я (англ. Canadian family) | Канадка (англ. Canadian) | більярд з довгим чубуком овальної форми, клиноподібний мундштук |            |
| Яблуко (англ. Apple) | Яблуко (англ. Apple) | довжина чубука та висота чаші однакові, чаша кругла, мундштук зазвичай клиноподібний |            |
| Бульдог (англ. Bulldog) | Бульдог (англ. Bulldog) | ромбічний мундштук та чубук з чашею, схожою на дві з'єднаних основи конуса між якими є дві лінії; чаша нахилена трохи уперед |            |
| Родезійка (англ. Rhodesian) | Родезійка (англ. Rhodesian) | бульдог з круглим чубудком та мундштуком |            |
| Бича шапка (англ. Bullcap) | Бича шапка (англ. Bullcap) | англ. Rhodesian з великою чашею та прямим мундштуком та чубуком |            |
| Бик-американський лось (англ. Bullmoose) | Бик-американський лось (англ. Bullmoose) | 1/4 бент англ. Rhodesian з масивним мундштуком |            |
| Покер (англ. Poker) | Покер (англ. Poker) | більш циліндрична чаша ніж у більярду та плоске, рівне дно |            |
| Вишневе дерево (англ. Cherrywood) | Вишневе дерево (англ. Cherrywood) | англ. Poker з бентом |            |
| Більярд (англ. Billiard) | Більярд (англ. Billiard) | чаша циліндрична, чубук по довжині приблизно дорівнює висоті чаші |            |
| Угорець (англ. Hungarian) | Угорець (англ. Hungarian) | більярд з фулл бентом |            |
| Обрубок (англ. Stubby) | Обрубок (англ. Stubby) | більярд з дуже коротким чубуком і мундштуком |            |
| Горщик (англ. Pot) | Горщик (англ. Pot) | більярд із низькою чашею |            |
| Димохід (англ. Chimney/Stack) | Димохід (англ. Chimney/Stack) | більярд з високою чашею |            |
| Овал (англ. Oval) | Овал (англ. Oval) | більярд з овальною чашею |            |
| Бренді (англ. Brandy) | Бренді (англ. Brandy) | чаша нагадує по формі стакан для бренді, має клиноподібний мундштук |            |
| Панельний більярд (англ. Panelled Billiard) | Панельний більярд (англ. Panelled Billiard) | більярд з чашею, що нагадує куб (має чотири симетричні плоскі грані) і має круглий чубук |            |
| Квадрат (англ. Foursquare) | Квадрат (англ. Foursquare) | панельний більярд, що має не круглий, а квадратний чубук |            |
| Церковний староста (англ. Churchwarden) | Церковний староста (англ. Churchwarden) | довжина люльки (без чаші) від (приблизно — точної міри не існує) 20 см. Також називають лізенпфайфе (нім. Lesepfeife) — люлька для читання. |            |
| Дублін (англ. Dublin) | Дублін (англ. Dublin) | має конічну форму чаші |            |
| Зулу (англ. Zulu/Woodstock) | Зулу (англ. Zulu/Woodstock) | англ. Dublin з 1/8 бент |            |
| Груша (англ. Pear/Acorn) | Груша (англ. Pear/Acorn) | англ. Zulu/Woodstock з максимально округлою чашею |            |
| Принц (англ. Prince) | Принц (англ. Prince) | заокруглена, сплощена чаша, круглий чубук та довгий мундштук без бенту (але коротший ніж в англ. Churchwarden). Названа на честь Едуарда VII |            |
| Дипломат (англ. Diplomat) | Дипломат (англ. Diplomat) | англ. Prince з овальною чашею, овальним чубуком та 1/8 бента |            |
| Помідор (англ. Tomato/Ball) | Помідор (англ. Tomato/Ball) | чаша кулястої форми |            |
| Письменник (англ. Author) | Письменник (англ. Author) | англ. Tomato/Ball з більш заокругленою чашею, що формою нагадує англ. Prince чи англ. Diplomat, з круглим чубуком і має 1/4 чи 1/8 бент |            |
| Віслючий горіх (англ. Hawkbill/Donkeynut) | Віслючий горіх (англ. Hawkbill/Donkeynut) | більш масивний англ. Tomato/Ball, з довгим чубуком і коротким мундштуком |            |
| Яйце (англ. Egg) | Яйце (англ. Egg) | чаша формою схожа на яйце |            |
| Дядько Поль (англ. Oom Paul) дана форма виділяється тільки в класифікації англ. Milan Pipe Club — в усіх інших класифікаціях об'єднана з англ. Hungarian | Дядько Поль (англ. Oom Paul) дана форма виділяється тільки в класифікації англ. Milan Pipe Club — в усіх інших класифікаціях об'єднана з англ. Hungarian | англ. Egg з фулл бентом. Названа на честь Поля Крюгера, який популяризував цю форму |            |
| Тиква (англ. Calabash) | Тиква (англ. Calabash) | нагадує формою англ. Gourd Calabash, але виготовлений не з тикви і практично завжди без пінкової вставки |            |
| Тиква-тиква (англ. Gourd Calabash) | Тиква-тиква (англ. Gourd Calabash) | англ. Calabash виготовлений з тикви і вставки з морської пінки. Має специфічну форму, яка обумовлена сировиною, з якої люлька виготовляється |            |
| Нагрудна кишеня (англ. Vest Pocket) | Нагрудна кишеня (англ. Vest Pocket) | унікальна люлька, з овальною чашею, яка може компактно складатися при повороті мундштука на 180° |            |
| Ріг (англ. Horn) | Ріг (англ. Horn) | чаша формою нагадує мисливський ріг, мундштук практично завжди не продовжує контур чаші, а виділяється (сідлоподібний тощо) |            |
| Оліфант (англ. Oliphant) | Оліфант (англ. Oliphant) | англ. Horn, що поступово пропорційно звужується від чаші до загубника мундштука і утворює композицію схожу на бивень слона. На відміну від поширеної думки назва походить від схожості з формою оліфанта (різновид горна) Роланда, а не від схожості з бивнем/хоботом слона |            |
| Вершник (англ. Cavalier) | Вершник (англ. Cavalier) | люлька з унікальною системою додаткового очищення диму за допомогою додаткового чубука, що тягнеться нижче чаші і має знімну кришечку для чищення. Чаша зазвичай циліндричної, округлої форми                                                                               |            |
| Риба, що надувається (англ. Blowfish) | Риба, що надувається (англ. Blowfish) | люлька з асиметричною чашею та чубуком |            |
| Кайло (англ. Pickaxe) | Кайло (англ. Pickaxe) | чаша нагадує формою кайло |            |
| Ковзаняр (англ. Skater) | Ковзаняр (англ. Skater) | нагадує формою ковзани, хоча деякі вважають, що люлька більше схожа на сокиру |            |
| Дон (англ. Duke/Don) | Дон (англ. Duke/Don) | не має чубуку. Чаша зазвичай циліндричної форми |            |
| Ескімо (англ. Ukelele/Eskimo) | Ескімо (англ. Ukelele/Eskimo) | люлька створена цілком з однієї заготовки, тобто не має змінного мундштука. Чаша нагадує формою сплюснутий англ. Bulldog |            |
| Вулкан (англ. Volcano) | Вулкан (англ. Volcano) | чаша конічна, нагадує вулкан, часто має плоске, рівне дно |            |
| Огризок (нім. Stummel) | Огризок (нім. Stummel) | популярна в XVIII—XIX століттях форма, з якої виготовляли порцелянові люльки, наразі рідко виготовляється з морської пінки. Чаша у вигляді тюльпану кріпиться до чубука. За рахунок чубука та/або мундштука мають велику довжину                                            |            |
| Вкорочена (англ. Cutty) | Вкорочена (англ. Cutty) | раніше популярна форма для глиняних люльок — відрізнялася наявністю особливою шпори, необхідної для захисту камери. Наразі рідко виготовляють з бріару і додають шпору як декоративний елемент. Чаша зазвичай у вигляді тюльпану, нахилена трохи уперед                     |            |

Примітки:
- Будь-яка інша форма люльки називається фріхенд (хоча деякі люлькокури дають їм назви, і зараховують до класичних форм).
- Іноді форми люльок можуть комбінуватися.

## Види фінішної обробки

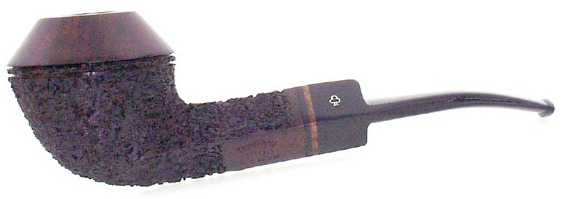
Бріарова люлька. Форма — бульдог. Фініш — змішаний

Після надання форми, люлька має прийняти необхідний зовнішній вигляд (фініш), що досягається такими шляхами:
- гладенький фініш (англ. Smooth) — люлька шліфується шкурками і полірується карнаубом з використанням морилок (фабричні люльки лакуються і фарбуються)[41]. Підвидом гладенького є англ. Natural фініш, коли майстри закінчують обробку на шліфуванні — такий фініш використовують виключно для особливо гарного бріару. Недоліком англ. Natural фінішу є те, що люлька швидко забруднюється.
- бласт (англ. Sandblast) — обробка люльки струменем суміші піску під високим тиском з допомогою піскоструменевої машини[42].
- руст (англ. Roust) — механічна обробка люльки різноманітними ріжучими інструментами[43].

Метод обробки практично не впливає на функціональність люльки (фініші бласт та руст полегшують вагу люльки, що спрощує їх утримання в зубах) й має в більшій мірі естетичний характер. Також вид фінішної обробки впливає на ціну люльки, і найдорожчим вважається гладенький фініш, бо бріар для такої люльки має бути без косметичних дефектів та з гарним візерунком. Бласт та руст зазвичай є дешевшими фінішами у зв'язку з тим, що для таких люльок можуть використовуватися бріарові заготовки з косметичними дефектами. Часто майстри комбінують фініші — наприклад, залишаючи частину люльки гладенькою, а частину бластовою.

## Сучасна люлька
За три століття сама люлька і ставлення до неї зазнали значних змін. Із нехитрого та дешевого пристосування для куріння вона стала частиною іміджу. З масового виробу безіменних ремісників і великих механізованих фабрик люлька все більше стає коштовним та якісним товаром. Розвивається колекціонування рідкісних і високохудожніх зразків, утворюються клуби поціновувачів.
Сотні світових майстрів та десятки фабрик виготовляють люльки для задоволення все більшого попиту на люльки. Деякі відомі з них:

### Відомі майстри
- Італія Паоло Беккер (італ. Paolo Becker)
- Італія Клаудіо Кавіччі (італ. Claudio Cavicchi)
- США Лі Вон Ерк (англ. Lee Von Erck)
- США Ред Дейвіс (англ. Rad Davis)
- Данія Тао (дан. Tao)
- Данія Ерік Андерсен(дан. Eric Andersen)
- Данія Курт Белебі(дан. Kurt Balleby)
- Данія Енн Джулей (дан. Anne Julie)
- Данія Том Елтанґ (дан. Tom Eltang)
- Данія Пол Ілстед (дан. Poul Ilsted)
- Данія Пол Уінслоу (дан. Poul Winslow)
- Данія Сорен Рефб'єрґ (дан. Søren Refbjerg)
- Японія Кейчі Ґото(англ. Kei’ichi Gotoh)
- Німеччина Томас Річард (англ. Thomas Richard)
- Швеція Андрес Вільсон та Мартін Волмер (англ. Anders Nilsson and Martin Vollmer)

#### Українські майстри
Активно розвивається індустрія виготовлення люльок завдяки таким відомим українським майстрам як:
- Олексій Плашков
- Олександр Пономарчук
- Костянтин Шекіта
- Олександр Бережной
- Юрій Аксенов †
- Валерій Шевченко
- Олександр Брішута
- Максим Назаренко
- Валерій Риженко
- Андрій Пєшков
- Артем Щербак
- Руслан Шарига
- Зенон Пальчевський
- Олександр Соколик

### Компанії-виробники та студії
- Україна «Golden Gate»
- Англія «ВВВ»
- Італія «Savinelli»
- Італія «Radice»
- Італія «Lorenzetti»
- Данія «Stanwell»
- Ірландія «Peterson»
- Японія «Tsuge»
- Німеччина «Vauen»
- США «Missouri Meerschaum» — люльки з кукурудзяних качанів
- Туреччина «Altinay meerschaum» — люльки з морської пінки
- Австрія «Strambach» — люльки з гарбуза

### Найменування люльки
Для правильної ідентифікації люльки (щоб вас правильно розуміли інші люлькокури) необхідно спочатку вказати назву фірми виробника, або прізвище, ім'я майстра, потім вказати фінішну обробку люльки, форму люльки і в кінці можна додати інформацію про наявність/відсутність фільтру, вказати матеріал з якого вироблене кільце (ферула), якщо воно наявне (іноді просто додають загальну фразу англ. with deco). 

Якщо люлька виставляється на продаж вказується її стан — чи з неї хтось курив (англ. estate) — і тоді її зовнішній вигляд оцінюється по 5 бальній шкалі, чи вона некурена. Також іноді додають рік створення люльки, якщо йде мова про старовинні вироби. 

Як виняток вказують також: якщо люлька має специфічний тип загубника (наприклад англ. P-Lip загубник компанії «англ. Peterson»), якщо люлька має статус «люлька року»/«англ. pipe of the year» (статус серійних фабричних люльок; вказується рік статусу), люлька має специфічний вид мундштука (наприклад англ. Army bit).

Наявність чи відсутність охолоджувача та матеріал з якого виготовлена люлька зазвичай не згадують у назві (дана інформація іде в опис люльки; матеріал люльки не вказують бо в абсолютній більшості правильне найменування використовують для бріарових люльок). Для назви люльки (особливо форми і фінішу) використовують англійську мову.
Наприклад:
- Joao Reis (автор) rustic (фінішна обробка) cherrywood (форма люльки) with silver (матеріал з якого виготовлено колечко). Відсутність в кінці такого напису, як наприклад, «фільтр 9 мм», вказує на те, що дана люлька безфільтрова.
- Golden Gate (фірма виробник) 305 half bent brandy (форма з вказаним ступенем бента; фабричні люльки часто мають серійний номер) фільтр 9 мм. Відсутність опису колечка вказує на його відсутність у даній люльці. Відсутність опису фінішу (що часто зустрічається серед фабричних люльок) вказує на те, що це гладенький фініш.

## Hand Made, Hi Grade та фабричні люльки
Під терміном англ. Hand Made (англ. Hand Cut) в більшості випадків мається на увазі люлька, яка виготовлена з мінімальним використанням верстатного обладнання. Такі люльки дуже цінуються за свою оригінальність, високу якість бріару та важку працю майстра, що і зумовлює їх високу вартість. Часто поняття англ. Hand Made плутають з поняттям «авторська робота», що є грубою помилкою, адже авторська робота може бути виконана майстром з допомогою верстатів та копіювального обладнання, але у той же час з використанням бріару високої якості та високим контролем якості і навпаки.
Критерії дан. Tonni Nielsen для бріарових люльок англ. Hand Made (англ. Hand Cut):
- люлька виготовляється від самого початку до самого кінця одним і тим же майстром
- високий контроль якості на всіх етапах виробництва люльки
- використання бріару найвищої якості
- пошук нових рішень і форм (тобто відсутність «люльок-близнюків»)
- дозволяється використання верстатів
- повна заборона копіювального обладнання

Фабричні люльки (масове виробництво) — для виробництва таких люльок використовують бріар низької та середньої якості. Бріар високої якості іде на люльки класу «англ. Hi Grade» та «англ. Hand Made». Копіювальна машина доводить блок до необхідної форми. Останні етапи виробництва проводяться вручну. Люльки фарбуються та лакуються (не плутати з англ. Hand Made фарбуванням, коли використовують морилки, а не фабричні фарби і замість лакування люльки поліруються «карнаубським воском»). Саме тому усі фабричні люльки мають однакову форму («люльки-близнюки») та досить низьку ціну.
англ. Hi Grade — «вищий клас» якості для люльок. Найкращі та найповніші критерії для надання люльці даного звання були розроблені Тареком Манаділлі, і включають в себе такі основні пункти як — люлька має бути англ. Hand Made, з чудовим дизайном, фінішною обробкою та «чудовим смаком» при курінні. В розгорнутому вигляді ці критерії такі:
- об'єктивні критерії
  - якість бріару — малюнок бріару має бути однорідним, бріар має бути легким, з мінімальною кількістю дефектів і без шпаклівки
  - фініш — на поверхні люльки не має бути рисок від напилка, наждака чи інших інструментів; в камері — відсутність пилу; рівномірне полірування та фарбування; має бути чітке клеймо
  - мундштук — максимально приємний для тримання в зубах, без слідів від полірувальних інструментів, з ідеально чистим димовим каналом
  - свердлення димового каналу — діаметр 3,5-4,0 мм який в чубуці і мундштуці має бути однаковим, як і його центральне положення в них; входження в тютюнову камеру максимально центрально і низько; ідеальний перехід від чубука до мундштука; полірована внутрішня поверхня димового каналу
  - тютюнова камера — відсутність дефектів (каверни, сендпіти); відсутність карбонізації (оскаржується американськими люлькокурами)
  - фарбування — відсутність фарбування
  - лакування — відсутність лакування
  - вставки (наприклад морська пінка) — відсутність вставок
  - щільність сполучення чубука та мундштука — обертання мундштуку в чубуку не має спричиняти «писк»; мундштук має вийматися з чубука тільки обертальними рухами
- суб'єктивні критерії
  - фініш — будь-який, проте найлегше оцінити гладенький фініш
  - форма — можна обирати між класикою та фріхендами на свій смак
  - структура бріару — англ. Straight Grain, англ. Bird’s Eye; надзвичайно рідко — англ. Ring Grain, англ. Cross Grain, англ. Random Grain і т. д. на свій смак, проте, малюнок має бути однорідним та без дефектів
  - відчуття в руках — форма та фініш люльки мають давати максимальне задоволення від тримання її в руках
  - баланс — відчуття візуального балансу між чашею, чубуком та мундштуком
  - комфорт — приємне тримання люльки в зубах
  - розміри та вага — камера має підходити до тютюну, який буде куритися в люльці. Вага має відповідати вашій спроможності тримати люльку в зубах (рустовий та бластовий фініші легші від гладенького)
  - ціна — найменш точний критерій на який не треба обов'язково орієнтуватися, проте люлька такого класу не може бути дешевою
  - гарантія — не менше року
  - тип бріару — спірний критерій, адже дуже мало люлькокурів можуть визначити, знайти різницю і спрогнозувати куріння (наприклад) тосканського бріару, алжирського, корсиканського тощо
  - «машинні люльки» — виготовлення з мінімальним використанням верстатів та інших механізмів

## Аксесуари до люльки

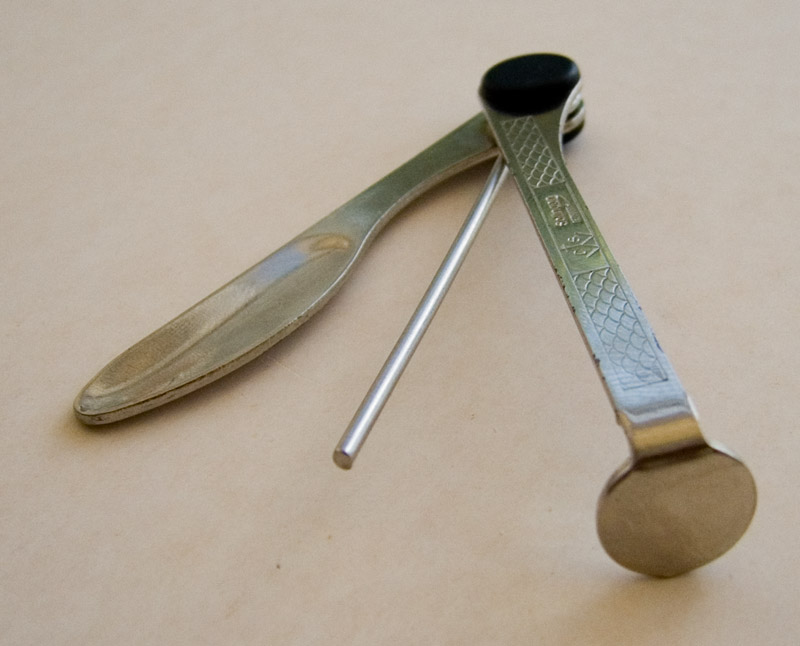
Трійник для люльки

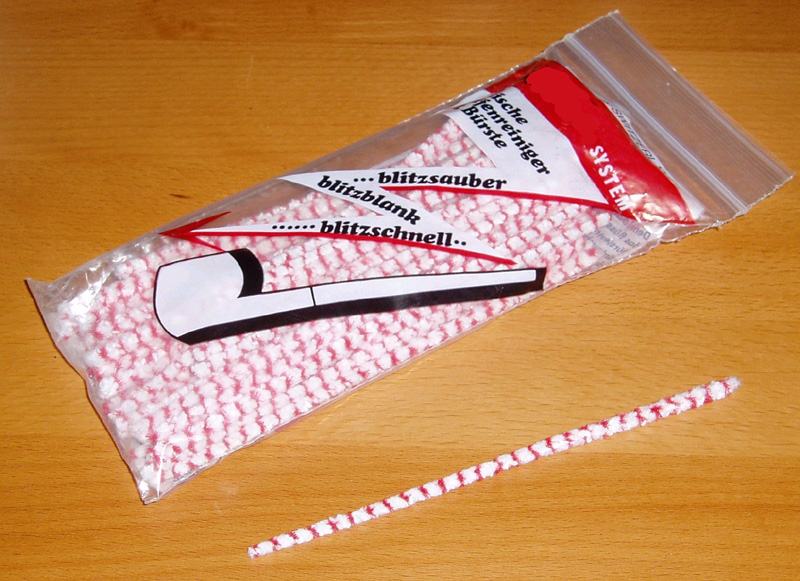
Йоржики для люльки

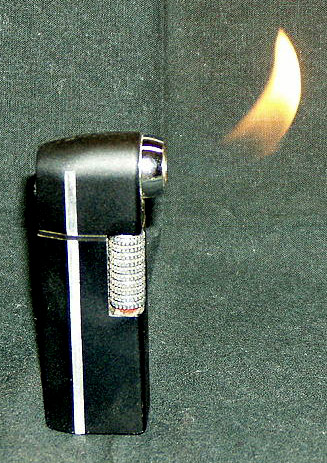
Запальничка для люльки

Обов'язкові:
- тампер (англ. tamper — трамбування) слугує для притоптування (притампування) тютюну. Часто входить до складу класичного «трійника», де також є ложечка та шило, що необхідні для чистки камери та димового каналу відповідно, або до складу люлькових запальничок чи люлькових ножів. Зазвичай являє собою просту конструкцію у формі довгого (від 60 мм) циліндра діаметром близько 5-15 мм з металу, акрилу чи деревини, проте існують майстри, що спеціалізуються саме на виготовленні декоративних тамперів з різноманітних екзотичних матеріалів та різноманітних форм (наприклад майстер «ZapZap»)
- рімер (англ. reamer) та батнер (англ. buttner) — люлькові ножі, які слугують для контролю рівня нагару в люльці. Батнер відрізняється від рімера тим, що зводить до мінімуму ризик пошкодити саму чашу під час видалення нагару
- запальнички для люльки (з соплом під кутом, або спеціальні англ. Zippo для люльок), що мають заправлятися високоочищеним паливом (зазвичай на етикетці зображена люлька). Як альтернатива — сірники (для підкурювання треба повністю дочекатися згорання сірки). Для зручності можна використовувати сірники для сигар, у зв'язку з їх великою довжиною. Перші глиняні люльки в Європі підкурювали палаючими вуглинками, а згодом на зміну їм прийшли свічки. В другій половині XIX століття набули популярності вже безпечні сірники. Звичайні запальнички, які з'явилися пізніше, не мали популярності, адже з їх допомогою було неможливо рівномірно підпалити тютюн. Запальнички з соплом під кутом з'явилися відносно недавно, як і очищене паливо для них, проте швидко здобули популярність серед люлькокурів, оскільки дозволяють тютюну рівномірно тліти всією поверхнею без стороннього запаху та смаку
- йоржики — слугують для чищення димового каналу чубука та мундштука від вологи та продуктів куріння тютюну. М'які йоржики краще підходять для чищення димового каналу мундштука; жорсткі йоржики краще підходять для чищення димового каналу чубука. Корисні поради — змочений в коньяку, віскі чи ромі йоржик використовують у разі «скисання» люльки; у випадку, якщо люлька «булькає» можна помістити йоржик у димовий канал до кінця на кілька секунд, після чого «булькання» одразу зникне; у разі якщо тяга люльки стала надто важкою, але набивка правильна — скоріш за все димовий канал заблокував клубок тютюну — в такому разі треба кілька разів прочистити йоржиком до кінця димовий канал. Існує кілька різновидів йоржиків:
  - стандартні — звичайні йоржики без будь-яких особливостей, найбільш поширені серед люлькокурів
  - тонкі — підходять для малих та бентових димових каналів
  - двосторонні — з одного боку знаходиться йоржик для чистки мундштука а з іншого для чубука
  - конічні з металевою щіточкою — для щотижневої чистки
  - довгі — завдовжки понад 20 см, спеціально для люльок форми англ. Churchwarden
  - широкі — для очищення пазу

Додаткові:
- сумки для люльки (також можуть вміщувати в собі найнеобхідніші аксесуари)
- засоби для догляду за люлькою — являють собою гелі, пасти, розчини та інші матеріали і пристосування, що слугують для відновлення первинного зовнішнього вигляду люльки (як стамелю, так і мундштука)
- засоби для декоративного зберігання, які включають в себе різноманітні підставки та шафи для люльок
- попільничка для люльки (відрізняється від звичайної наявністю «ложа» для люльки та шматком корку в центрі, для витрушування попелу з люльки) — з'явилася в другій половині XIX століття

## Сировина для куріння

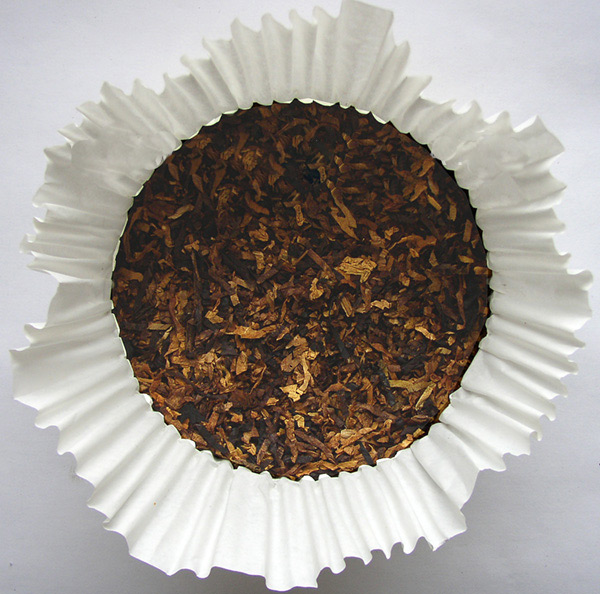
Відкрита банка з-під люлькового тютюну

Наразі існує велика кількість тютюнових сумішей для люльок від різних виробників, які за своїм складом, способом нарізки та ступенем ароматизації можуть задовольнити примхи будь-якого сучасного люлькокура. До складу люлькових сумішей входять тютюни з усього світу — від англ. Virginia, який вирощують в США, і англ. Lataki, який вирощують в Сирії та на Кіпрі, до таких сигарних тютюнів (що також використовуються для куріння в люльці) як англ. Besoeki та англ. Sumatra, які вирощують в Індонезії. Спроба куріння у сучасній люльці трав'яних сумішей та наркотичних речовин призведе до псування люльки і унеможливлення в подальшому використовувати її для куріння тютюну. 

У той же час існують модифікації далекосхідної люльки кісеру, які мають малий розмір чаші (часто виготовляється з таких матеріалів як скло або метал) і тому використовуються для куріння таких наркотичних сумішей у ній як марихуана, гашиш, гашишова олія, крек-кокаїн та опіум.

## Куріння люльки

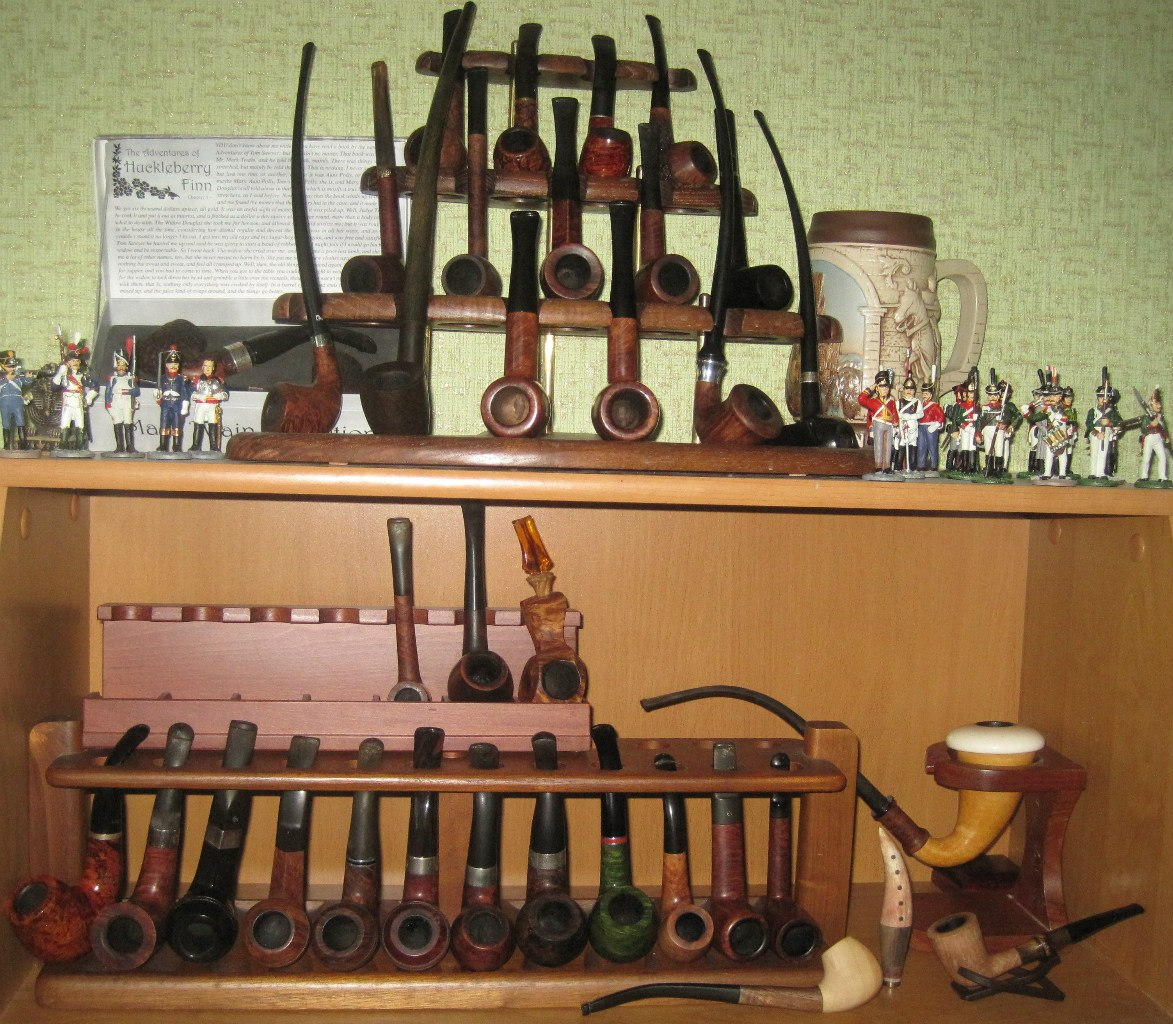
Підставки для люльок. Особливу увагу звертає на себе підставка для Gourd Calabash у нижньому правому кутку

Для запобігання пошкодження люльки та покращення якості куріння існують певні поради щодо її використання:
- підготовка тютюну до набивання — наприклад розпушення тютюну, деформація пластин флейку, нарізання плагу тощо. Кількість тютюну для паління залежить від бажання люлькокура та розміру чаші, однак рідко, коли в чашу набивають понад 3 грами тютюну.
- набивання тютюну — існує безліч способів набивання тютюну в тютюнову камеру. Загалом спосіб набивання залежить від ступеня нарізки тютюну та майстерності люлькокура. Цей етап надзвичайно важливий — від правильного набивання залежатиме весь процес куріння люльки. Як щільне, так і нещільне набивання перешкоджають палінню люльки та спричинюють часте затухання. Єдине правило до всіх видів набивання — тютюн має на 5 мм бути нижче верхнього краю тютюнової камери (під час розкурювання тютюн піднімається).
- підпалювання/розкурювання — етап вважається успішним, якщо тютюн рівномірно тліє всією поверхнею. Рекомендується підпалювати тільки поверхню тютюну в камері, без потрапляння полум'я вогню вглиб.
- куріння — особливістю куріння люльок та сигар на відміну від цигарок є те, що дим при курінні не потрапляє у легені, а лишається у ротовій порожнині (куріння «не в затяг»; куріння люльки «в затяг» вважається більшістю люлькокурів «варварським» способом) — так званий «пафф». Основною метою люлькокура є опанування методу «холодного паління» — повільне паління люльки «пафами», яке не нагріває люльку і не дає їй згасати. Саме при повільному палінні люльки найкраще розкриваються смаки тютюну. Швидке паління люльки може призвести до опіку язика, пошкодження люльки (як виняток, прогари не загрожують люлькам з морської пінки) та повного спотворення смаку тютюну. Зазвичай ідеальним закінченням куріння вважається повне викурення тютюну, коли на дні тютюнової камери лишається невелика кількість попелу, проте існує думка, що куріння слід продовжувати до того моменту, поки смакові відчуття від паління люльки приносять абсолютне задоволення (зазвичай мають на увазі у таких випадках верхні 3/4-4/5 тютюну в камері). З іншого боку вважають, що причиною вищеописаної проблеми може бути неправильне куріння тютюну в люльці або/і його неправильна набивка. Середня тривалість паління люльки зі стандартним розміром камери з повною, правильною набивкою та правильною технікою куріння становить близько 1 години (рідко коли менше 45 або понад 90 хвилин).
  - обкурювання — у випадку, якщо люлька використовується вперше, процес її куріння називається обкурюванням. Головна ціль обкурювання — формування нагару, що складається з попелу та тютюнових масел, який в подальшому спрощує куріння люльки, та формування специфічного «смаку» люльки. У разі обкурювання люльки сумішами-ароматиками від їхнього смаку та запаху в подальшому практично неможливо позбутися; аналогічно у разі обкурювання сумішами з латакією, який задається тютюном, що використовують для обкурювання. Головними вимогами до обкурювання є повільний процес куріння, уникнення її нагрівання, аби запобігти прогару. В подальшому, після формування шару нагару, допускається незначне пришвидшення темпу паління та незначні нагрівання. Недотримання цих порад може зумовити пошкодження люльки аж до прогару. Штучним аналогом нагару є карбонізація люльки, проте навіть карбонізована люлька потребує обкурювання. Існує два способи обкурювання люльки:

1. Англійський спосіб — люлька повністю наповнюється тютюном і викурюється до самого кінця. Коли скурена половина тютюну, необхідно притампувати попіл і повернути люльку на бік. Після цього необхідно провернути люльку навколо осі чаші, легко постукуючи по ній в цей час — таким чином попіл покриє стінки люльки. Процедуру повторити, коли скуриться 2/3 та 3/4 тютюну. Коли на дні люльки лишиться тільки попіл — його необхідно легко «втерти» у дно чаші, після чого залишки тютюну та попелу обережно видалити. У жодному разі не продувати люльку! Цю процедуру слід повторювати під час кожного куріння, до встановлення шару нагару достатньої величини.
2. Французький спосіб — люлька повністю наповнюється тютюном, але не викурюється до кінця (приблизно до половини). Після того як викурена половина тютюну, необхідно притампувати тютюн, перевернути люльку і висипати попіл (тільки попіл!) на аркуш паперу. Залишки тютюну необхідно видалити з камери і після цього всипати в чашу попіл, який ви зібрали на аркуші паперу. Далі необхідно затиснути пальцем отвір камери і енергійно струснути люльку. Таким чином попіл рівномірно вкриє стінки тютюнової камери. У жодному разі не продувати люльку! Цю процедуру необхідно повторювати під час кожного куріння, до встановлення шару нагару достатньої величини. Через кілька процедур дозволяється викурювати тютюн до кінця.

- чищення люльки — заключний та обов'язковий етап, що слідує після закінчення куріння люльки та її охолодження (зазвичай 30 хвилин, хоча люльки з фільтрами рекомендують очищувати раніше; дане правило необхідно для того щоб уберегти люльку від пошкодження шийки мундштука). Мундштук слід обережно відкручувати коловими рухами за годинниковою стрілкою. Загальними положеннями цього етапу є очищення тютюнової камери від залишків тютюну і попелу (якщо чаша з морської пінки, то і обов'язкове видалення нагару), очищення димового каналу шляхом використання йоржиків та заміна фільтру чи очищення охолоджувача/перехідника, якщо вони присутні в люльці. Запізнілі чистки люльки призводять до «скисання» (виникнення неприємного запаху з люльки та спотворення смаку тютюну при курінні) люльки. Особливості очищення люльки залежать від матеріалу, з якого вона була виготовлена. Після чистки люлька вимагає періоду «відпочинку», який складає для бріарових люльок 2-3 доби, для кукурудзяних та люльок з морської пінки 1-2 доби. Без періоду відпочинку люлька «скисає».

## Колекціонери
Французький кардинал Рішельє був затятим збирачем люльок для паління. Таке саме захоплення мав і французький генерал Вандамм, його колекцію згодом продали з аукціону за 60 000 франків.
До найвідоміших колекціонерів люльок належав італійський президент Сандро Пертіні.
У свій час зібрав чималу колекцію люльок Іван Могитич. Розпочавши збирати колекцію ще в 1964 році, він має люльки з різних областей України, навіть є з Меджибожа люлька, покрита темно-зеленою поливою. Особливо цінував колекціонер люльки з Гуцульщини, які виділяються вишуканими формами і красою орнаменту.

## Відомі курці люльки
Серед відомих люлькокурів можна зустріти композиторів, політиків, акторів, письменників та лауреатів Нобелівської премії:
- Ґюнтер Вільгельм Ґрасс
- Сталін Йосип Віссаріонович
- Альберт Ейнштейн
- Іммануїл Кант
- Нільс Бор
- Жак-Ів Кусто
- Пабло Пікассо
- Вінсент ван Гог
- Ернест Гемінгвей
- Джон Рональд Руел Толкін
- Артур Конан Дойл
- Йосип Броз Тіто
- Артур Міллер
- Жак Дерріда
- Аллен Даллес
- Бертран Расселл
- Ернесто Че Гевара
- Вільям Фолкнер
- Жорж Брассанс
- Карл Густав Юнг
- Жорж Санд
- Мілорад Павич
- Дуглас Макартур
- Марк Твен
- Рене Магрітт
- Едвін Габбл
- Жан-Поль Сартр
- Редьярд Кіплінг
- Джеральд Форд
- Жорж Сіменон
- Макс Фріш
- Анвар Садат
- Сергій Гершензон
- Павленко Віктор
- Алессандро Пертіні
- Вірджинія Вулф
- Субкоманданте Маркос

widths="250px"
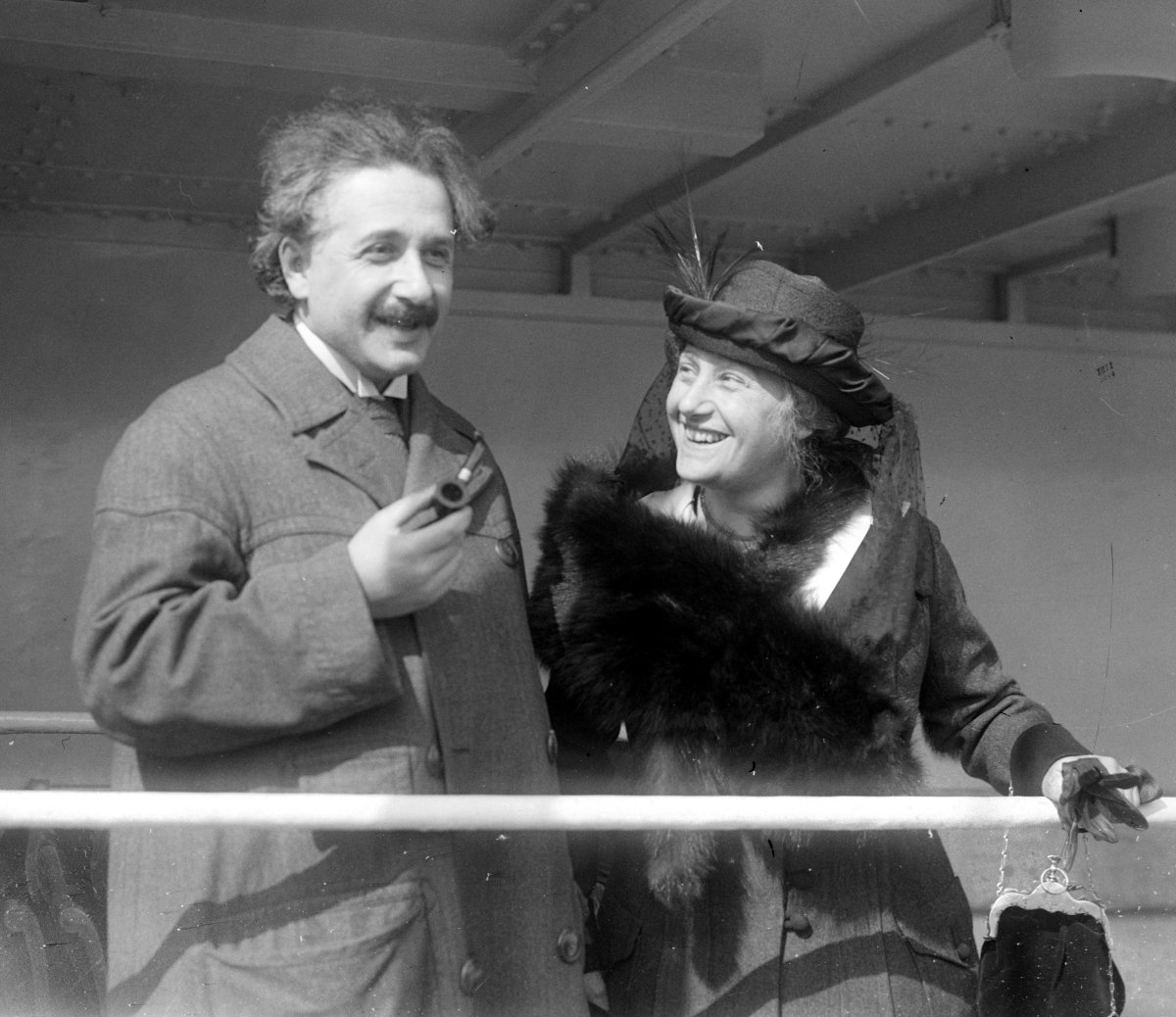
Альберт Ейнштейн з дружиною
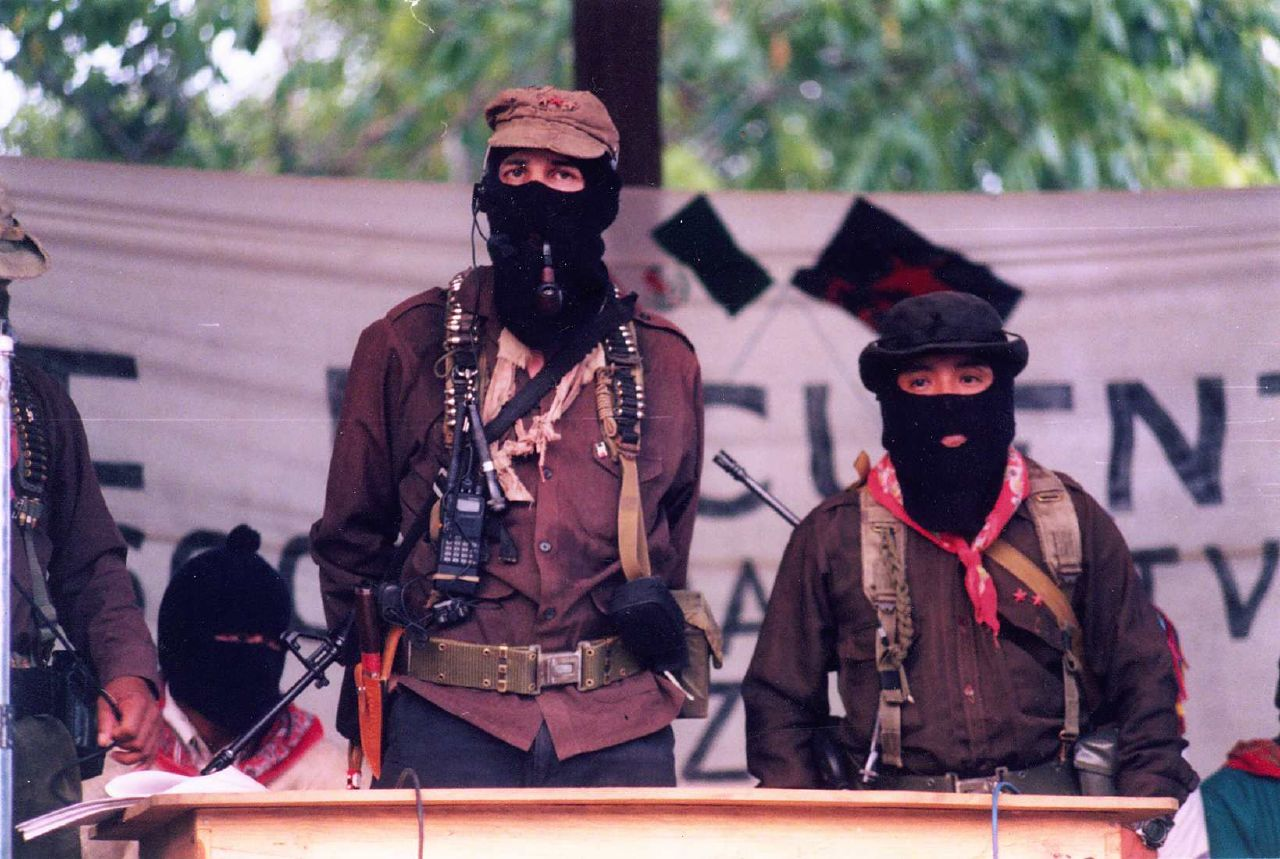
Субкоманданте Маркос під час виступу у штаті Чіапас
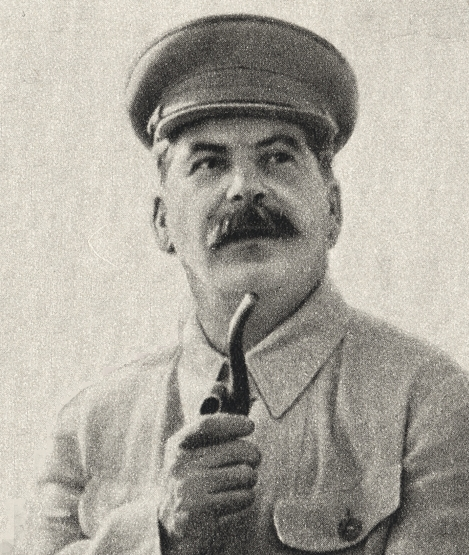
Йосиф Сталін
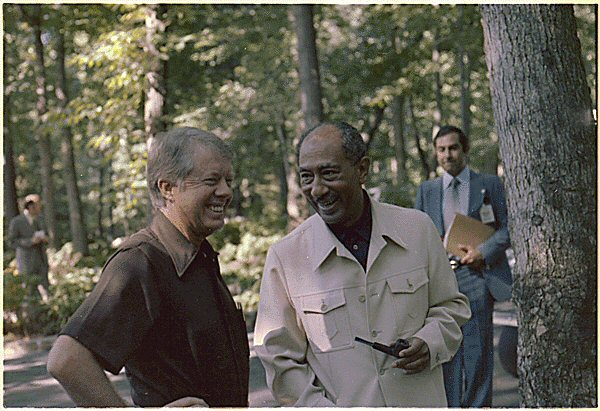
Анвар Садат і президент США Джиммі Картер
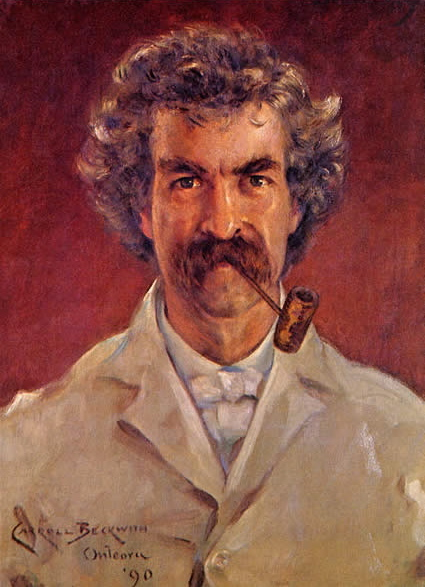
Марк Твен
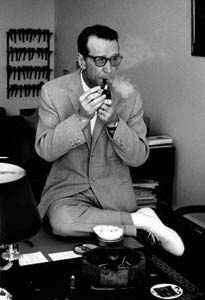
Жорж Сіменон. На стіні — стійка з його колекцією люльок
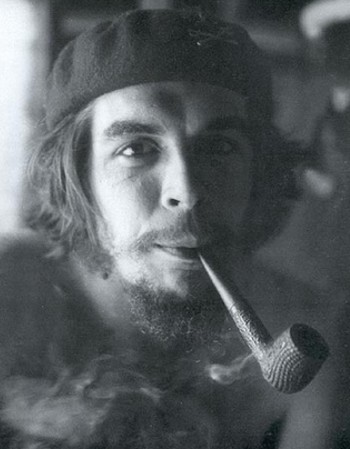
Ернесто Че Гевара
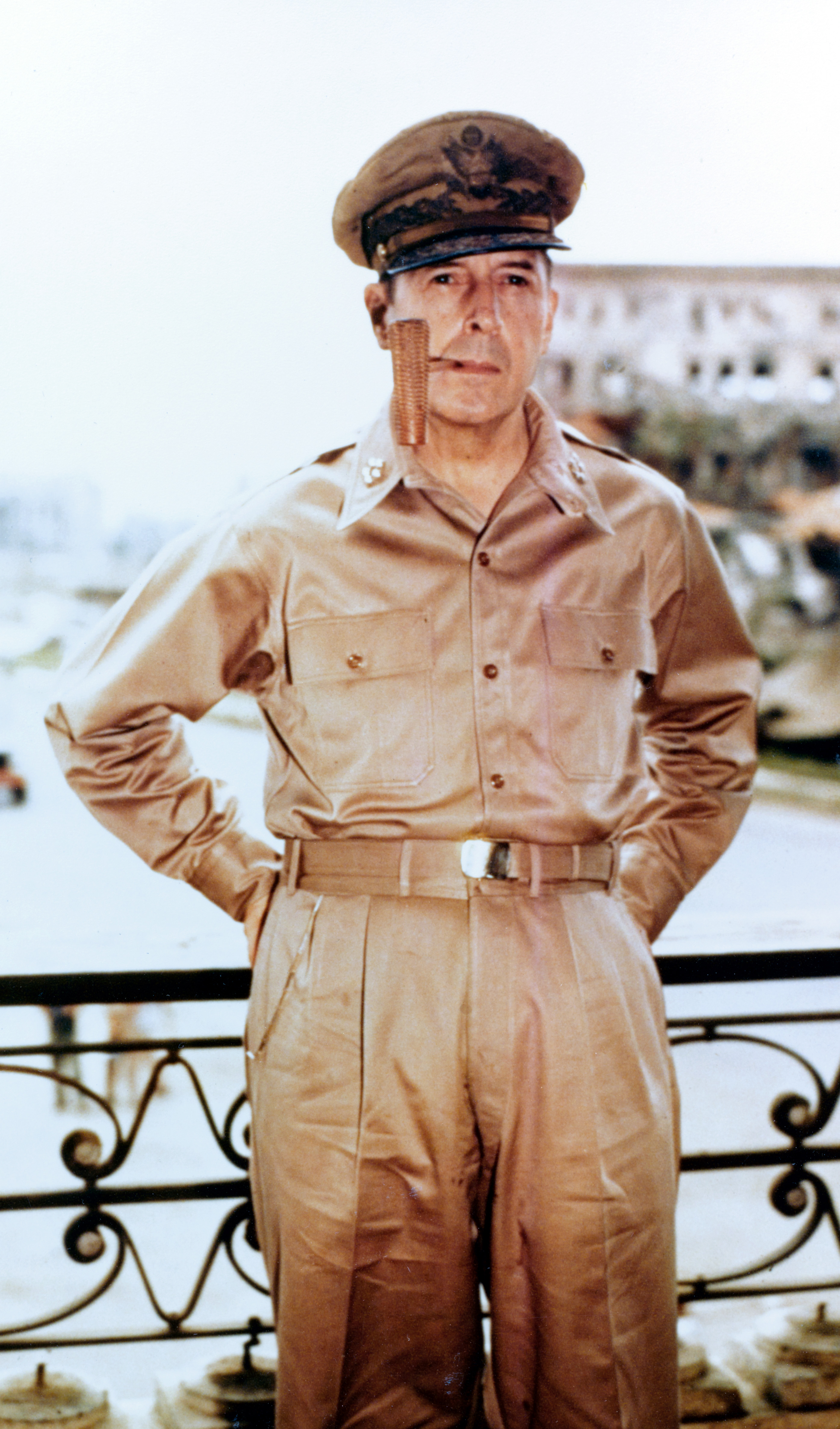
Дуглас Макартур у Манілі

## Сучасний стан люлькокуріння в Україні

### Люлькові клуби в Україні
Станом на 2012 рік у більшості обласних центрів України та у деяких великих містах функціонують клуби поціновувачів люльки. Більшість з них входять до складу Ukrainian Pipe Clubs Association (Українська асоціація люлькових клубів) — офіційного об'єднання люлькокурів України, президентом якої з моменту заснування до 2018 був Кирило Гороховський. Зараз посаду президента асоціації займає Костянтин Шекіта. Українська асоціація люлькових клубів входить до складу всесвітньої організації люлькокурів англ. CIPC — Comite International des Pipe Clubs.

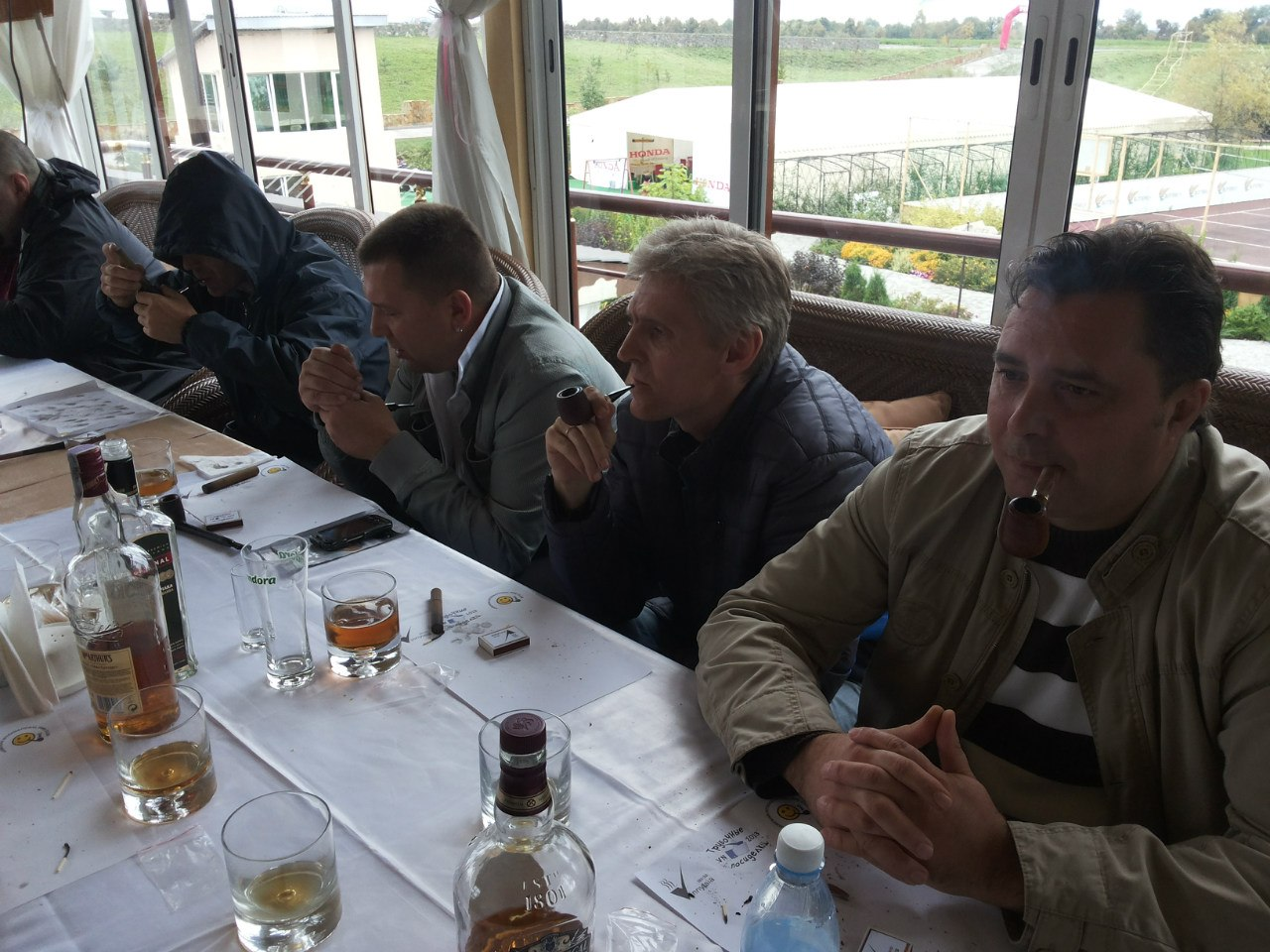
Перший чемпіонат міст. Вінниця 2013

Список клубів, що входять до складу Ukrainian Pipe Clubs Association:
- Pipe Club of Kiev (Київ)[62]
- Pipe Club Donbass (включає в себе Донецьк та Краматорськ)[63]
- Odessa Pipe Club «Fortunacigars» (Одеса)[64]
- Lemberg Pipe Club (Львів)[65]
- Vynnytsa Pipe Club (Вінниця)[66]
- Chervonograd Pipe Club (Червоноград)
- Дніпровський клуб шанувальників люльки (Дніпро)[67]

За час свого існування, Українська асоціація люлькових клубів провела два кубки України з повільного куріння люльки (командне змагання між клубами України, що проводились тільки 2008 і 2010 року) та одинадцять відкритих чемпіонатів України з повільного куріння люльки (індивідуальне змагання між окремо взятими люлькокурами з України та усього світу; також приймаються до уваги результати команд, включно з нагороджуванням команди переможця). Станом на 2017 рік дев'ятий чемпіонат став найчисельнішим за всю історію України, зібравши понад 70 гостей чемпіонату. Крім того, з 2011 року по 2013 аналогічний чемпіонат місцевого рівня проводив «Клуб Шанувальників Люльки Донбас». У 2013 році була спроба створити традицію проведення міні-чемпіонатів по містах України, єдина особливість яких полягає у тому, що учасники використовують під час змагання свої люльки (форма і розмір яких оголошуються заздалегідь). Перший, та третій такий чемпіонат відбувся у місті Вінниця, другий же відбувся у Львові. Проте ідея не знайшла підтримки. З урахуванням бойових дій на території Донбасу, було вирішено створити аналог Кубку Донбасу, а саме — у 2015 році провести перший повноцінний Кубок Поділля у Вінниці (станом на 2017 рік проведено 5 змагань) та проводити змагання у Львові — «Галицька Файка».
16 грудня 2012 р. набув чинності закон про повну заборону куріння в громадських місцях, зокрема, у закладах громадського харчування, що ставить під загрозу існування люлькових клубів в усій Україні (звичайним місцем зібрання клубів були ресторани, паби та віскі-клуби), та проведення чемпіонатів з повільного куріння люльки.

### Люлькокуріння у зоні проведення АТО

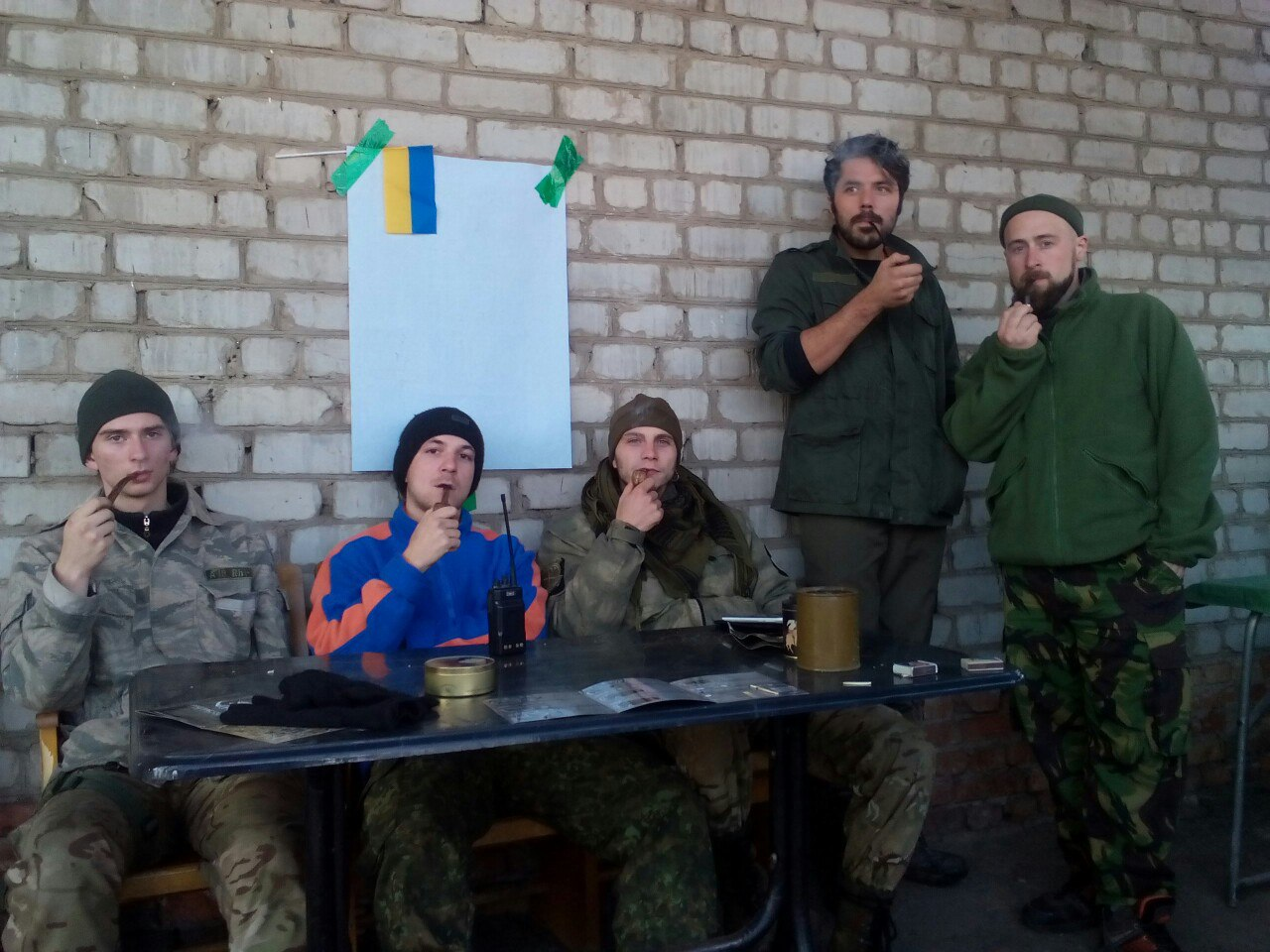
Бійці батальйону Свята Марія в зоні проведення АТО

Від початку проведення АТО на сході України у складі як Збройних сил України, так і у складі добровольчих батальйонів перебуває значна кількість люлькокурів. Найбільша кількість припадає на Добровольчий український корпус, Айдар і батальйон Свята Марія, де внаслідок пропагування куріння люльки помітно збільшилася кількість шанувальників цього процесу. Для забезпечення люлькокурів у зоні АТО тютюном на волонтерських засадах долучилися деякі люлькові клуби України, відомі українські люлькові майстри та рядові люлькокури з усієї України.

## Люлька у культурі

### У кінематографі

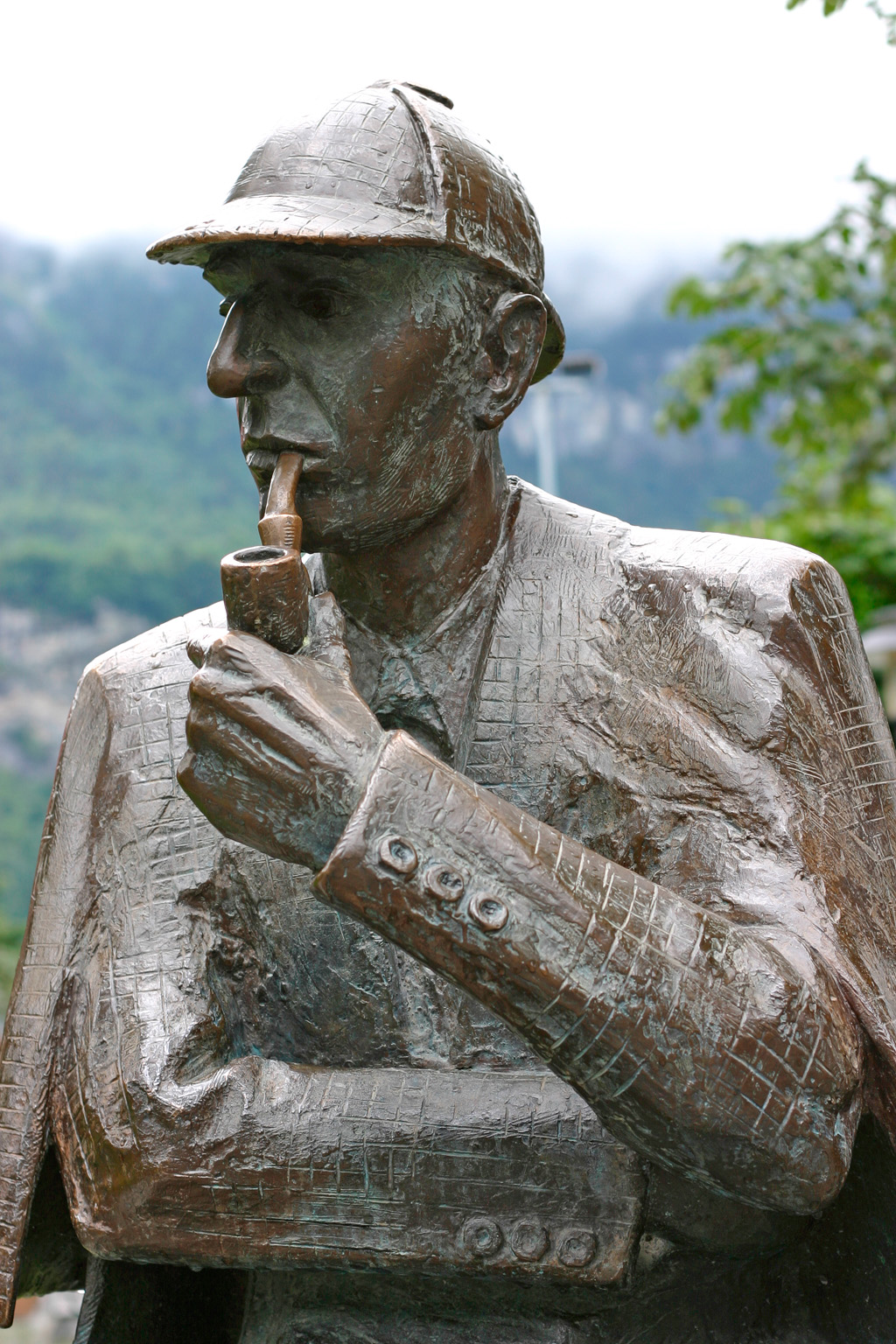
Пам'ятник Шерлоку Холмсу в Швейцарії

Кіногероїв-люлькокурів можна побачити в таких фільмах та телесеріалах як:
- «Комісар Мегре» (1964—1968) та багато інших екранізацій творів Жоржа Сіменона
- «Пропала грамота» (1972)
- «Вогнем і мечем» (1999)
- «Володар Перснів» (2001—2003)
- «Траса 60» (2002)
- «Тарас Бульба» (2009)
- «Безславні виродки» (2009)
- Різноманітні екранізації творів Артура Конан Дойля — «Пригоди Шерлока Холмса і доктора Ватсона» (1979—1986), «Шерлок Холмс» (2009) та «Шерлок Холмс: Гра тіней» (2011)

Серед люлькокурів можна зустріти і мультиплікаційних героїв таких мультфільмів як:
- «Енеїда» (1991)
- «Моряк Попай» (1933—1988)
- «Крокодил Гена» (1969)
- «Острів скарбів» (1988)
- «Ну, постривай!» (1969—1993)
- «Володар перснів» (1978)
- «Повернення короля» (1980)
- «Пригоди капітана Врунгеля» (1976—1979)

### В образотворчому мистецтві
Своє місце люлька знайшла й в образотворчому мистецтві. Зокрема, популярний народний персонаж козак Мамай зображувався з люлькою. На відомій картині Іллі Рєпіна «Запорожці пишуть листа турецькому султану» люлька — атрибут козацького побуту. Із люлькою український художник Сергій Васильківський зобразив старого козака. Художник Рене Магрітт використав зображення люльки для однієї з найвідоміших його картин — «Зрадництво образів».

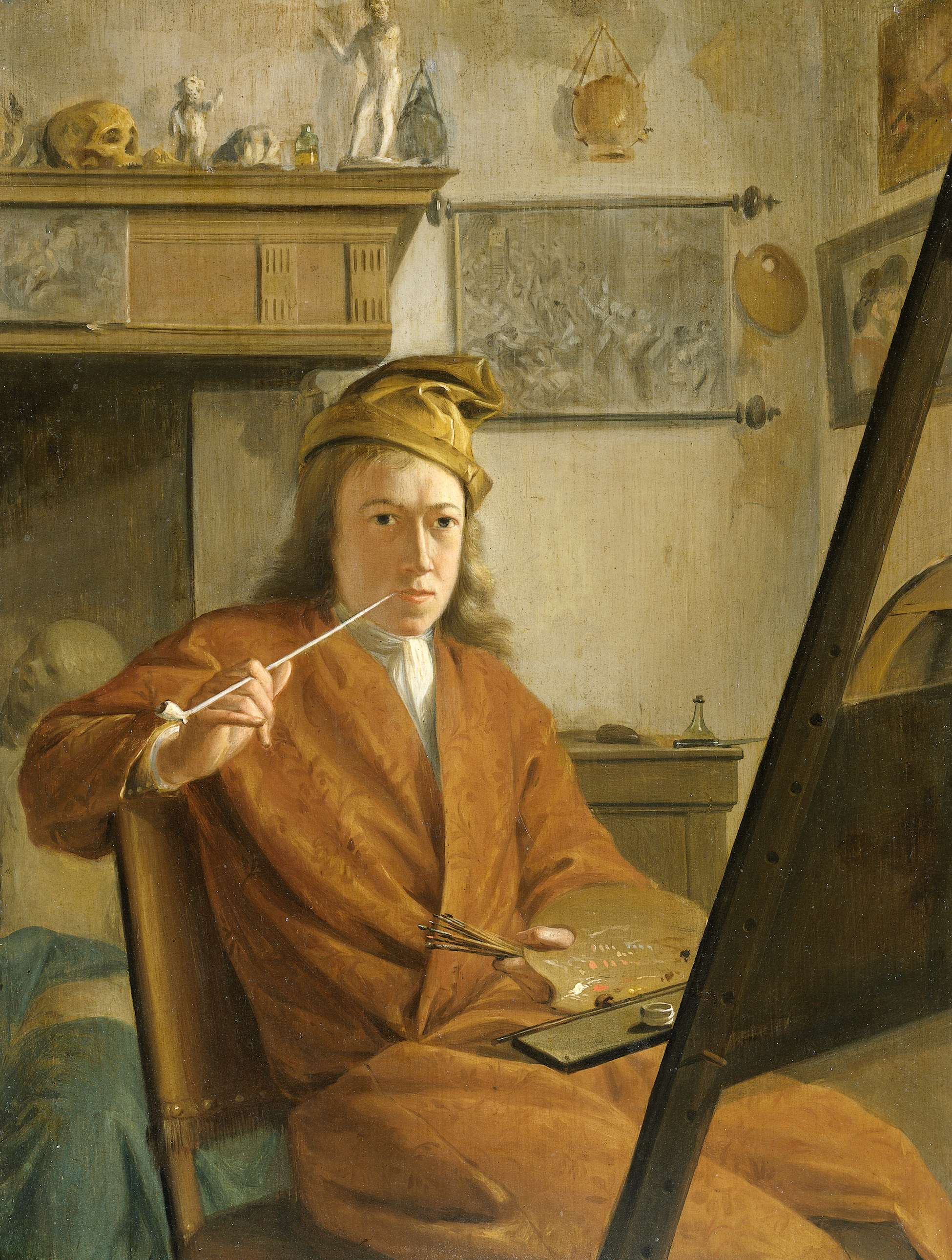
Аерт Шуман Автопортрет (1630)
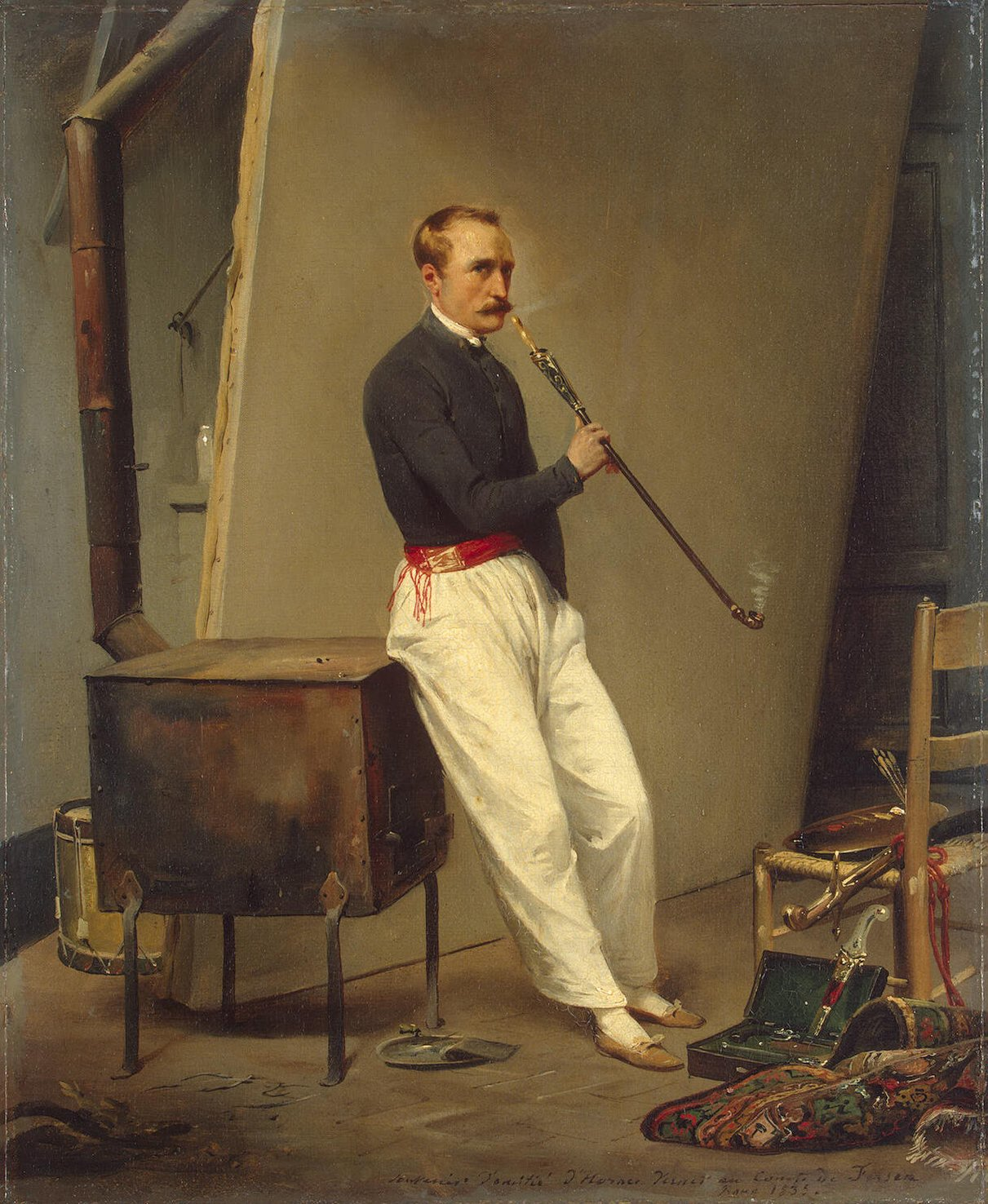
Орас Верне Автопортрет (1835)
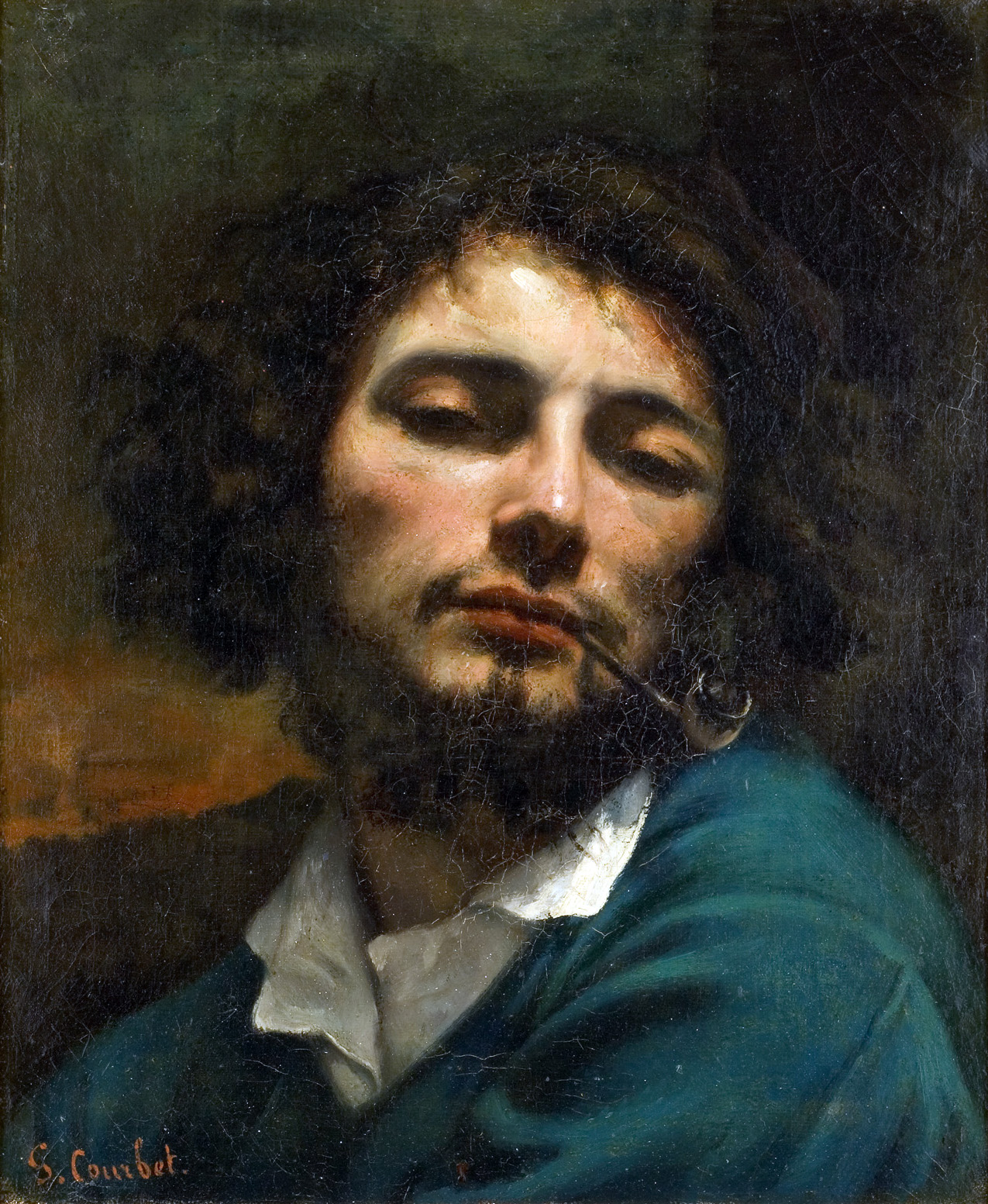
Гюстав Курбе Автопортрет. (1848–1849)
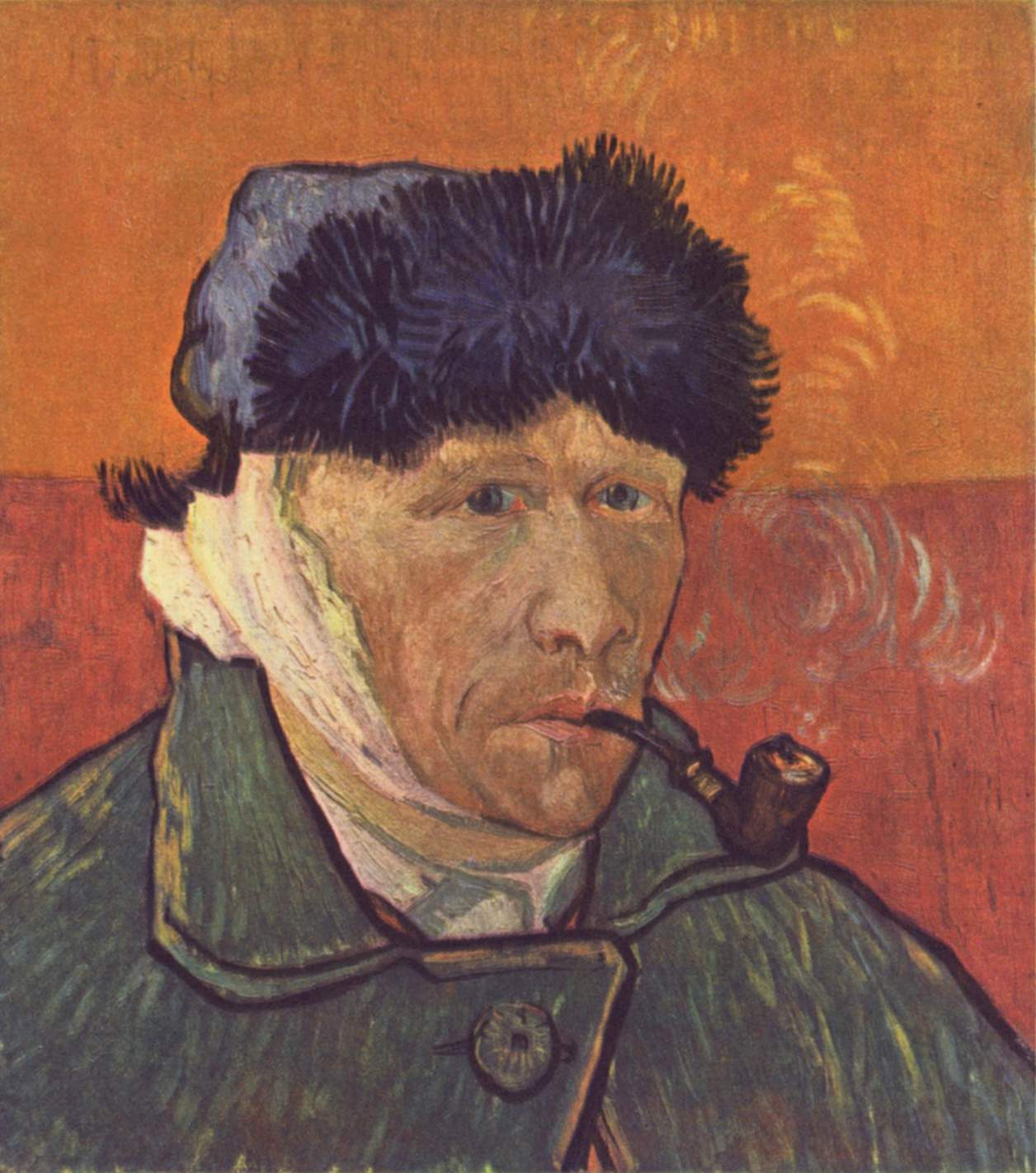
Вінсент ван Гог Автопортрет із відрізаним вухом і люлькою (1889)
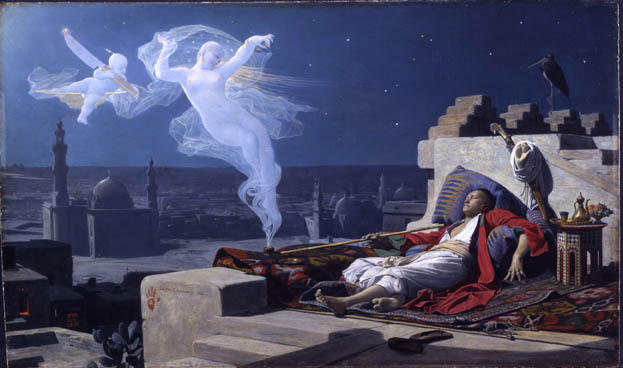
Жан Леконт дю Нуі Сон євнуха (1874)
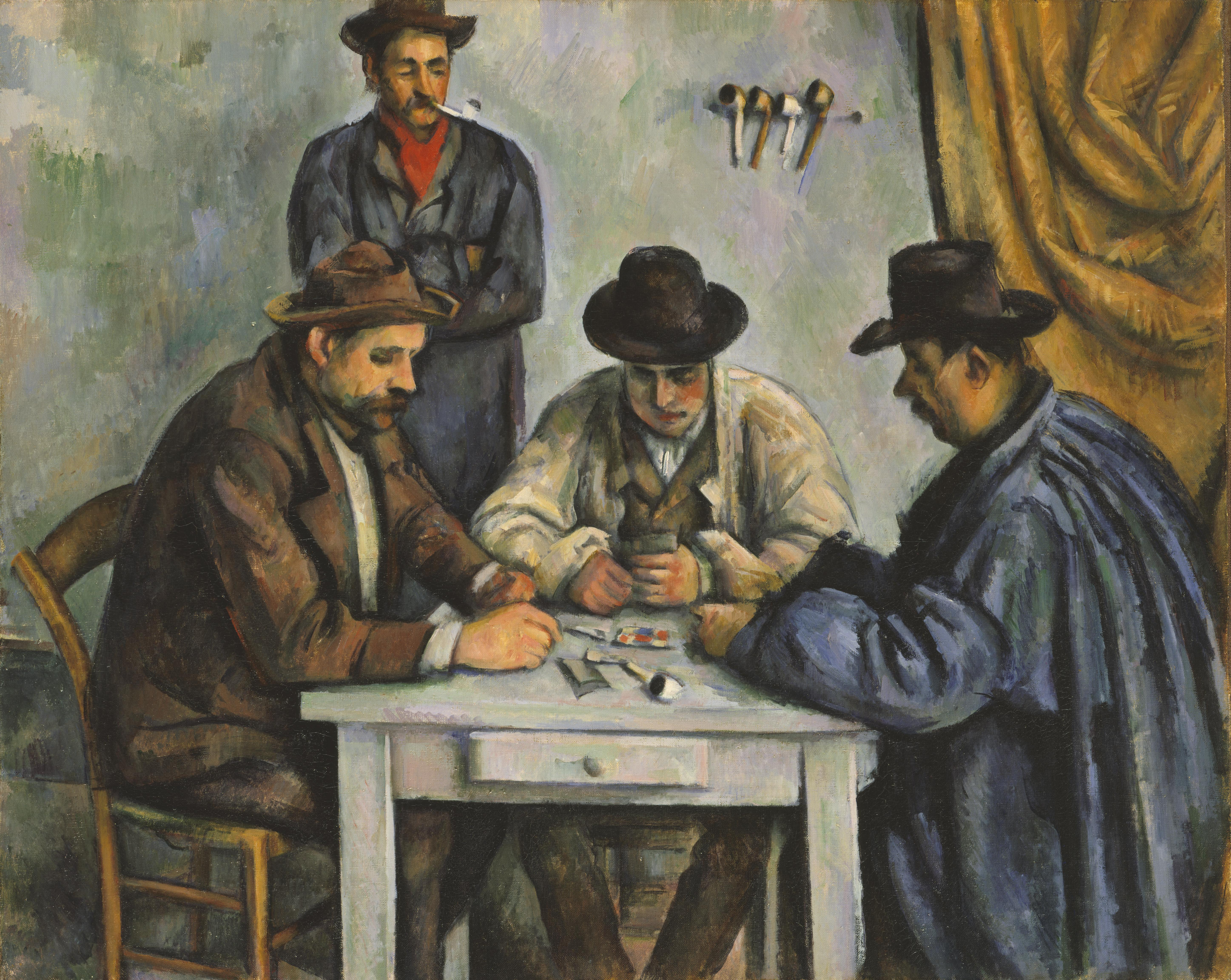
Поль Сезанн Гравці в карти (поч. 1890-х)
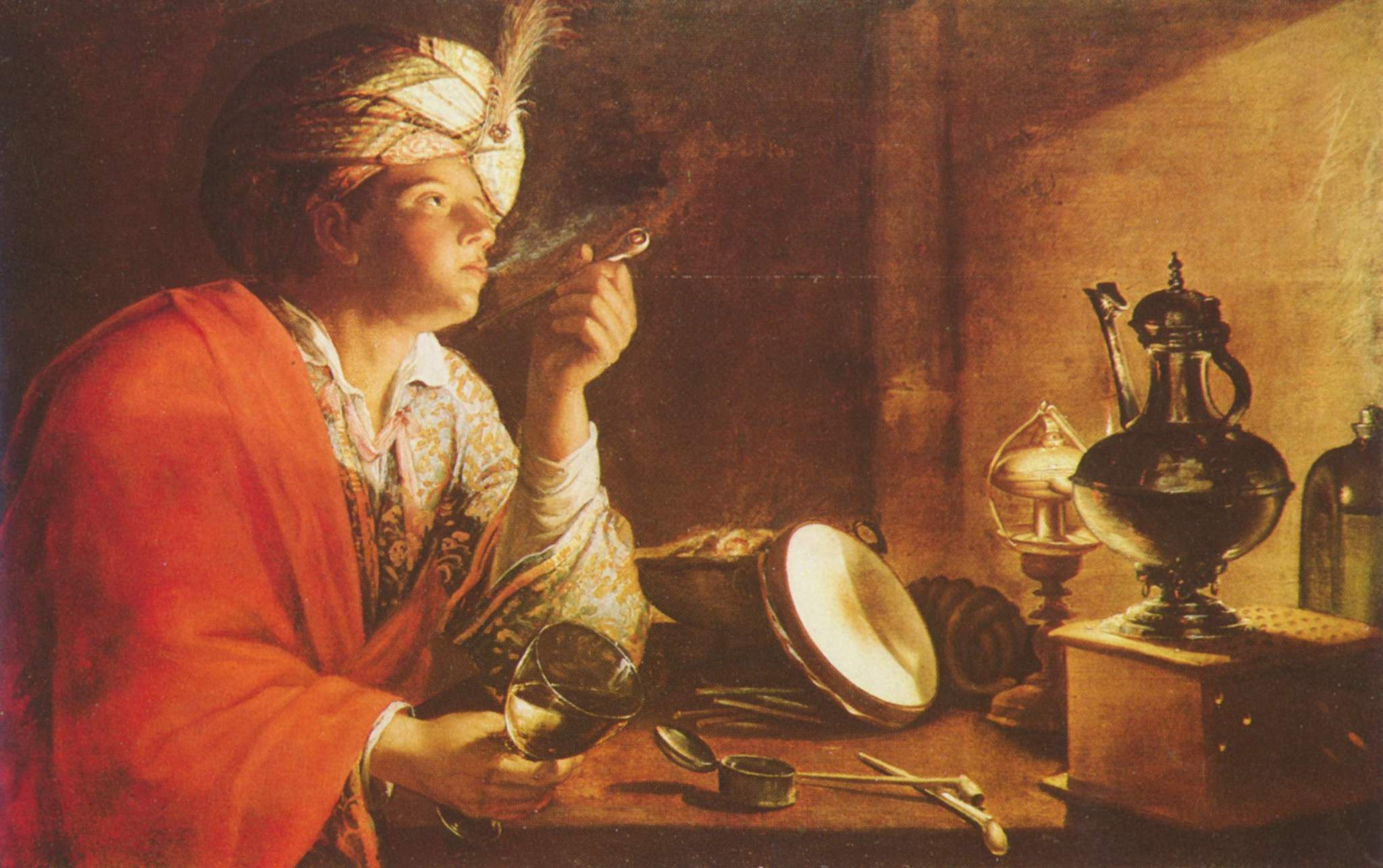
Мішель Гобін. Юнак з люлькою (1681)
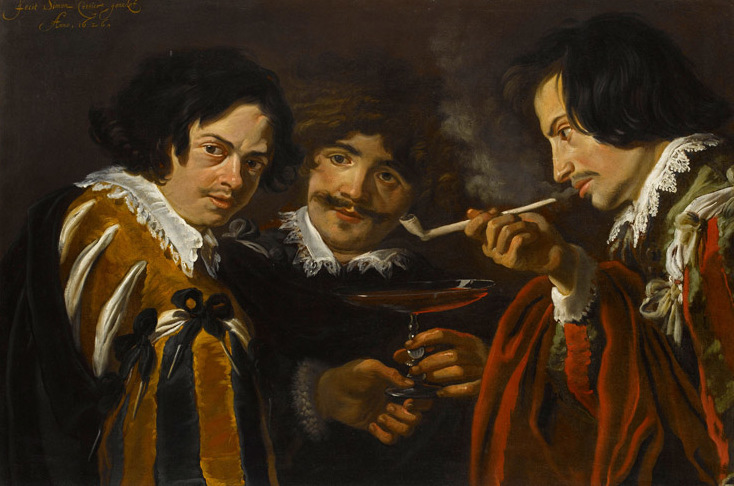
Симон де Вос. Нарада курців (1626)
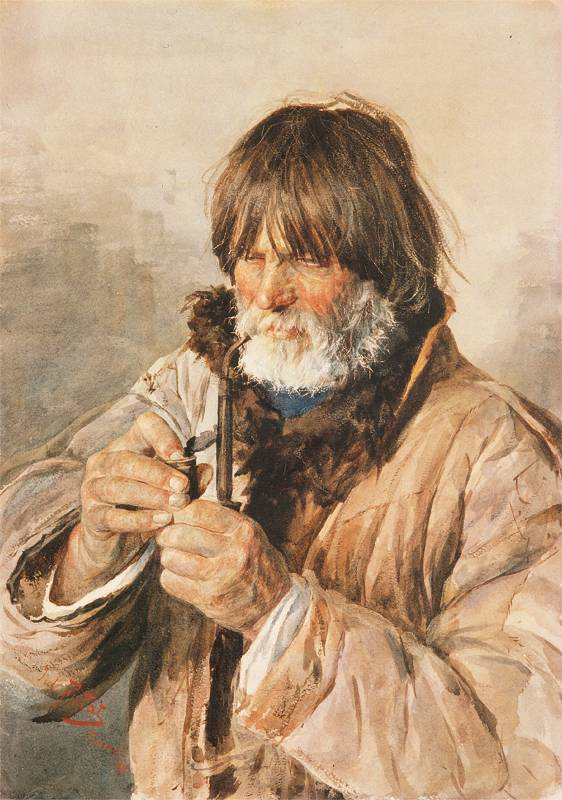
Юліан Фалат Чоловік з люлькою. (1881)
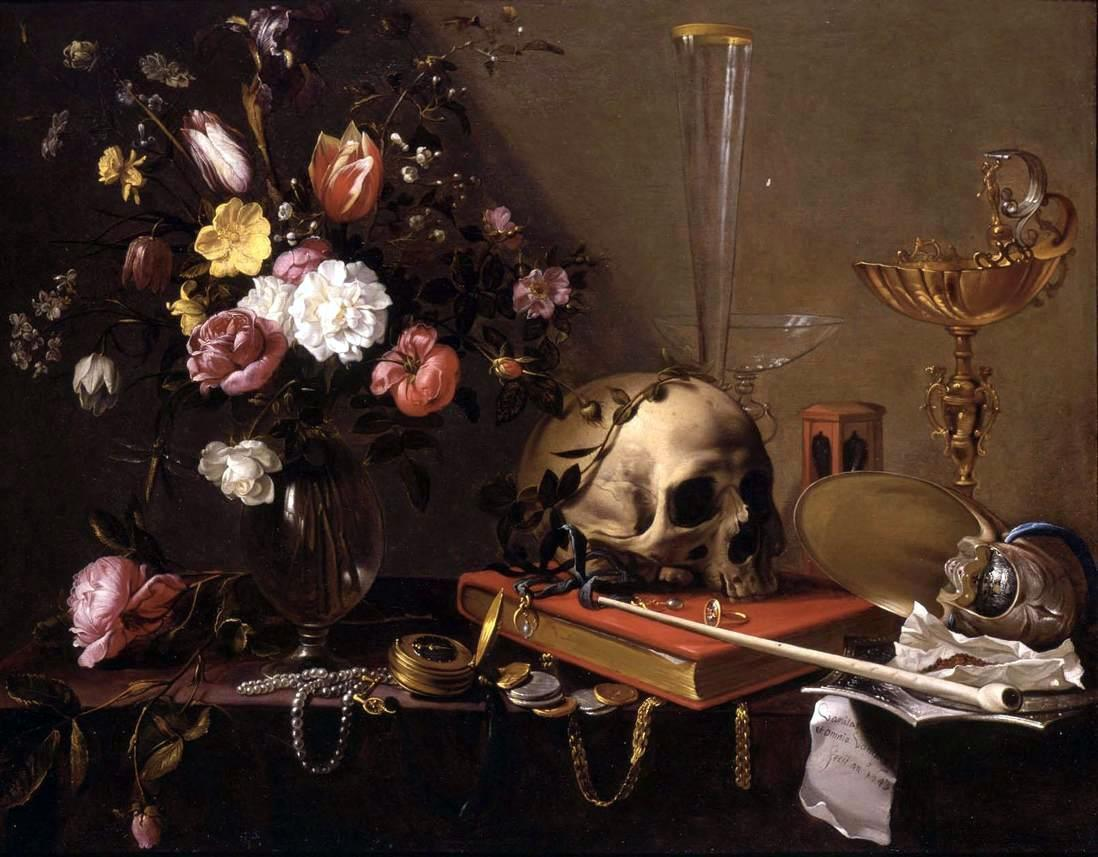
Адріан ван Утрехт Натюрморт з букетом і черепом. (1642)
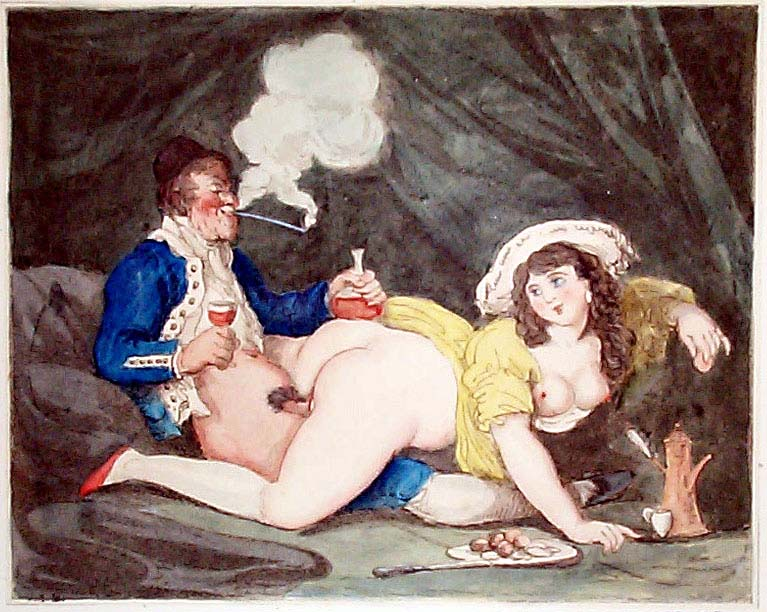
Томас Роулендсон Чоловік і жінка кохаються (XVII-XVIII ст.)
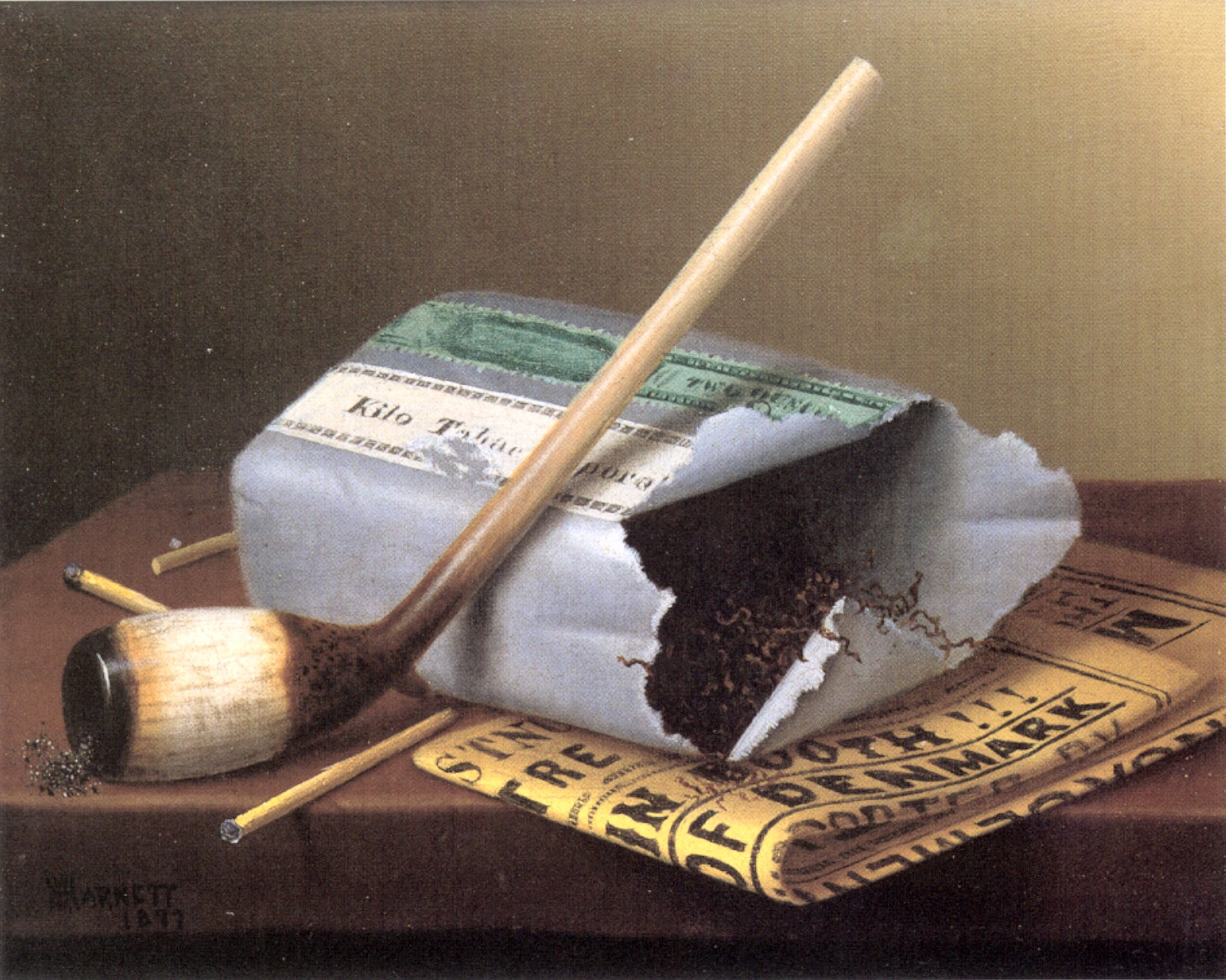
Вільям Гарнет За лаштунками диму. (1877)
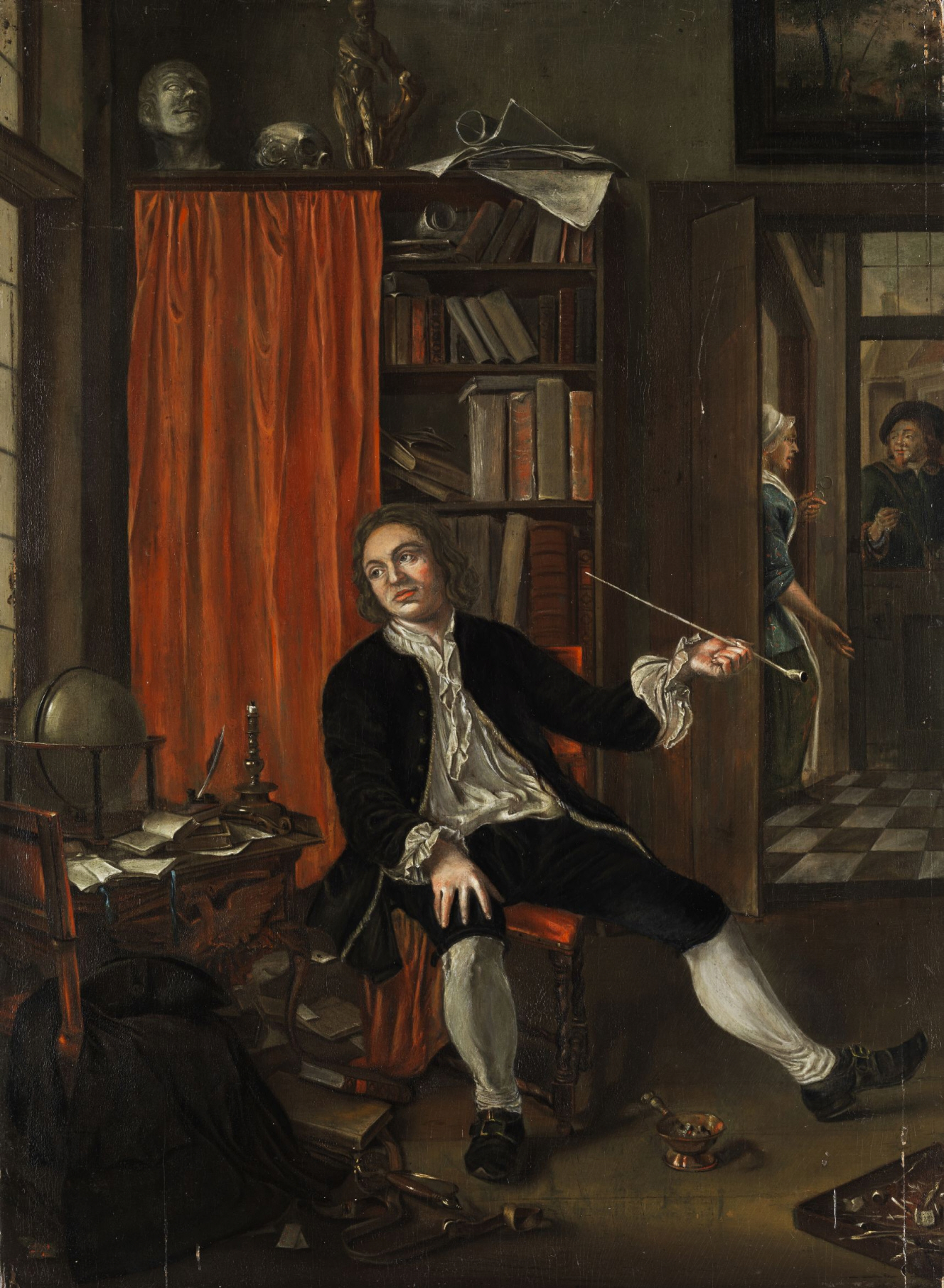
Невідомий художник Курець трубки (поч XVIII ст.)
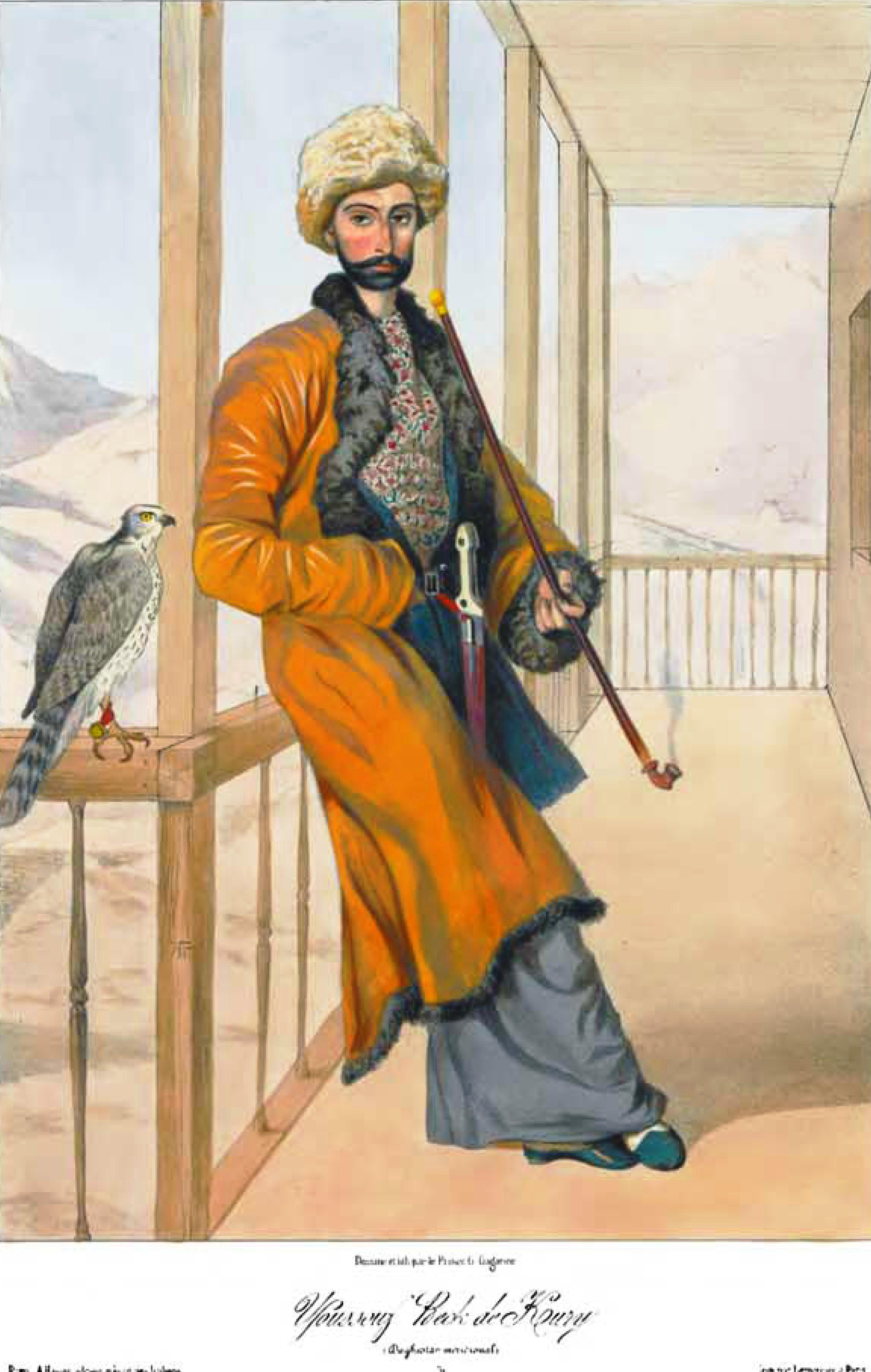
Гагарін Г.Г. Кюринский хан Юсуф-бек (1840)

### У світовій літературі
Персонажів, які захоплюються палінням люльки, можна зустріти в багатьох літературних творах:
- Головний герой 60 оповідань Артура Конан Дойля — детектив Шерлок Холмс. На відміну від поширеної думки[73], Шерлок Холмс погано стежив за своєю люлькою, курив у ній найдешевший тютюн і отримував від цього не естетичні задоволення, а лише дозу нікотину.

|  | Я прочинив двері до вітальні й перелякався – чи не пожежа в нас? У кімнаті стояв такий дим, що крізь нього ледве світився вогонь лампи. Але мої побоювання були даремними: я відчув їдкий запах найміцнішого дешевого тютюну, від чого у мене одразу ж задряпало в горлі. Крізь димову завісу я ледве роздивився Холмса, який зручно вмостився у кріслі. Він був у халаті й тримав у зубах свою темну глиняну люльку . |

- Більбо, Меррі, Піпін, Гендальф, Арагорн та Ґімлі з роману Джона Рональда Руела Толкіна «Володар Перстенів». Автор присвятив темі люльки та тютюну цілий розділ.

|  | Куріння люльок, — пише він, — це єдине мистецтво, яке ми можемо вважати своїм споконвічним винаходом. Коли гобіти почали курити, невідомо, але нема таких легенд чи родинних переказів, де б не згадувалось куріння. Упродовж багатьох століть гобіти курили різні трави, міцніші і слабкіші. Але усі фахівці згодні з тим, що вирощувати листя для люльок на своїх ланах перший почав Тобольд Люлькас з Довгонора у Південній чверті за часів Ізенгрима Другого, десь 1070 р. Гоб. Дотепер найкращий тютюн виробляють у тій же місцевості, особливо сорти «Довгонорський лист», «Старий Тобі» та «Південна зоря» . |

- Бешкетники — Том Сойєр і Гекльберрі Фінн, з твору Марка Твена «Пригоди Гекльберрі Фінна», також полюбляли «кукурузки», як і автор[76].
- Комісар Мегре полюбляв люльку, як і його творець — Жорж Сіменон[77]
- Однойменний герой повісті Миколи Гоголя — «Тарас Бульба» життя віддав за свою люльку.

|  | ... І вже пробилися були козаки, і, може, ще раз вірно послужили б їм прудконогі їхні коні, коли це раптом на бігу зупинився Тарас і гукнув: — Стійте! Випала люлька з тютюном; не хочу, щоб і люлька моя дісталася вражим ляхам! I нахилився старий отаман, і почав шукати в траві люльку з тютюном — свою вірну подругу на морі й на землі, в походах і дома. А тим часом налетіла ватага ляхів і вхопила його під могутні плечі. .... |

Джеймс Фенімор Купер описував ритуал куріння люльки індіанцями:
| “...прийшов час починати Раду, приготування відбувалося святково та вишукано... Коли усі нарешті зібралися, один зі старих воїнів запалив велику люльку племені та покурив її на чотири сторони світу – на схід, на південь, на захід і на північ. Це було миротворче жертвоприношення. Коли завершив ритуал, старець передав люльку Маторі, а той смиренно передав її своєму сусіду, сивому вождю. Після того як усі почергово затягнулися з люльки, настало заворожливе мовчання, немов би це куріння було не лише ритуалом, а й приготувало кожного до глибокого обмірковування майбутніх рішень...”. |

### У боністиці та нумізматиці
Зображення люлькокура можна зустріти на банкноті Гани 1978—1980 року номіналом в 10 седі, данській кроні 1997—2009 року номіналом 500 крон та на гвінейському сілі номіналом 25 сілі. У 2011 році в США випустили ювілейну однодоларову монету з зображенням на реверсі люльки миру. Серед українських монет, зображення люльки можна зустріти на пам'ятній монеті «Козак Мамай».

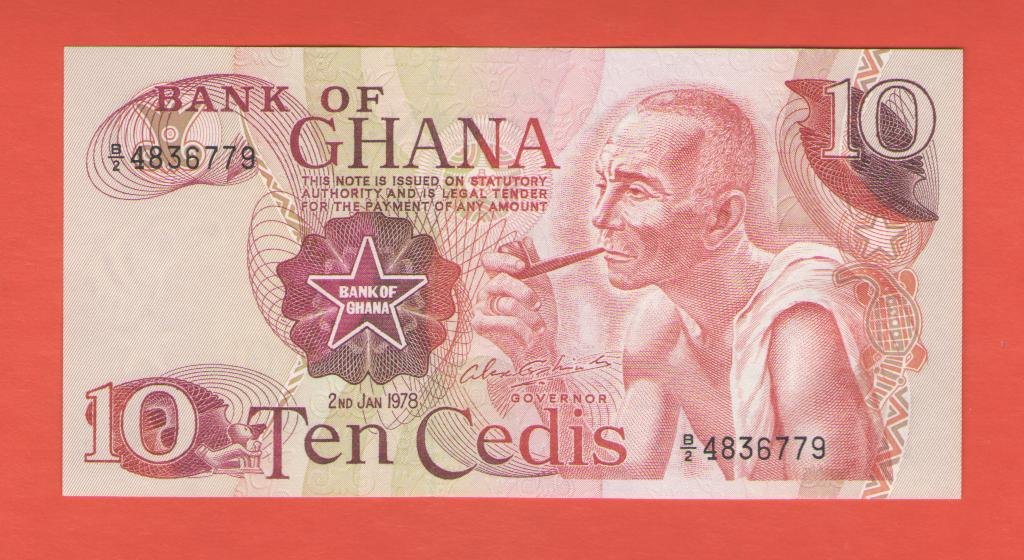
Ганський седі 1978 року
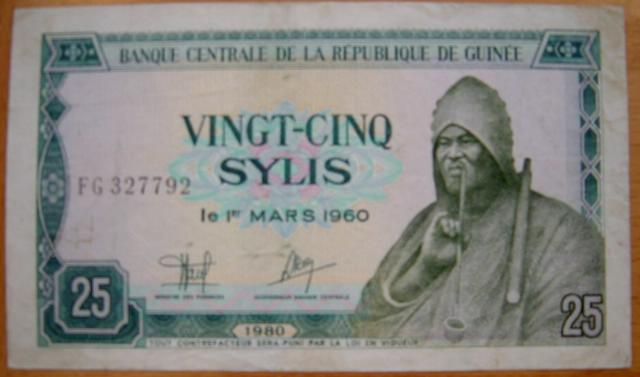
Гвінейський сілі 1980 року
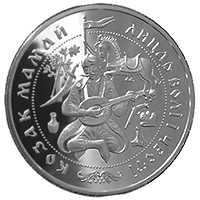
Пам'ятна монета «Козак Мамай» 1997 року (реверс)

### У геральдиці

Прапор Оклахоми
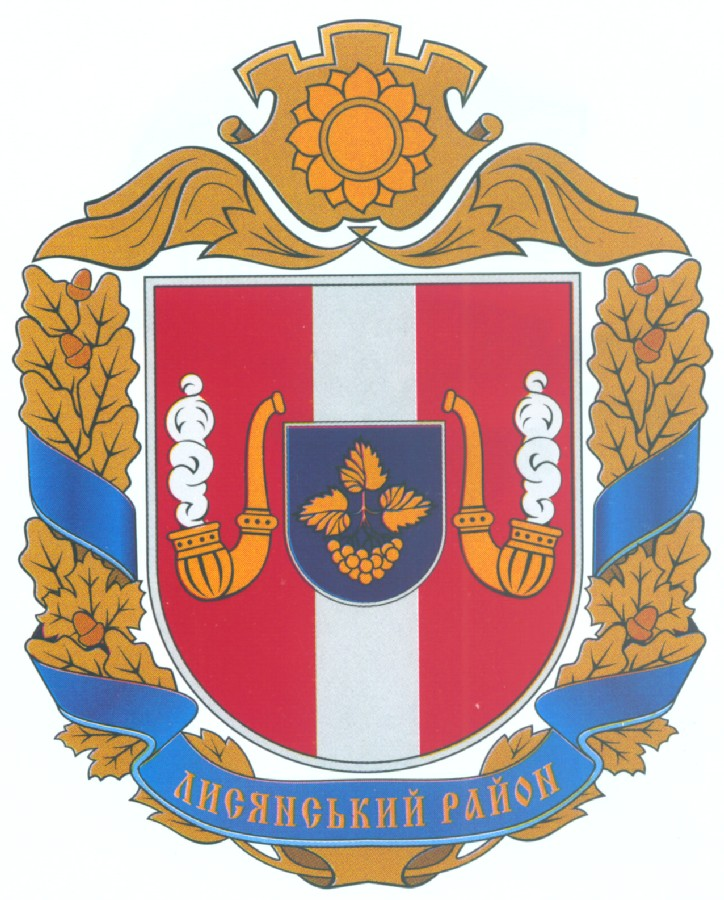
Герб Лисянського району

## Вплив паління люльки на стан здоров'я
Доведено, що люлькопаління є одним із факторів ризику в розвитку онкологічних захворювань, патології дихальної та серцево-судинної систем організму. Дані досліджень вказують, що рівень захворюваності та смертності чітко корелюють з частотою паління люльки.

## Цікаві факти
- В Амстердамi існує Музей люльки[en].

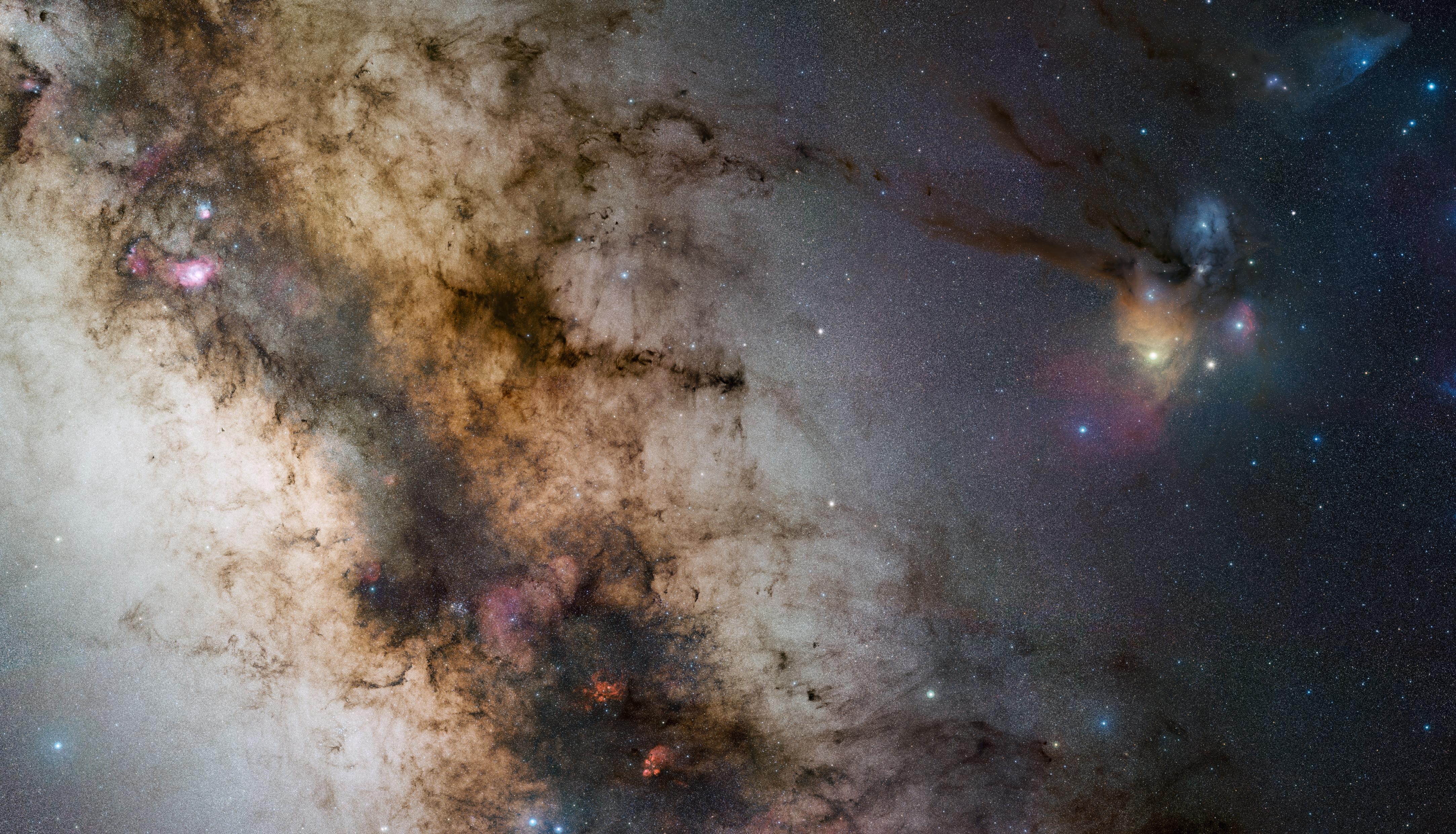
Туманність люльки в центрі у вигляді «чорної хмари»

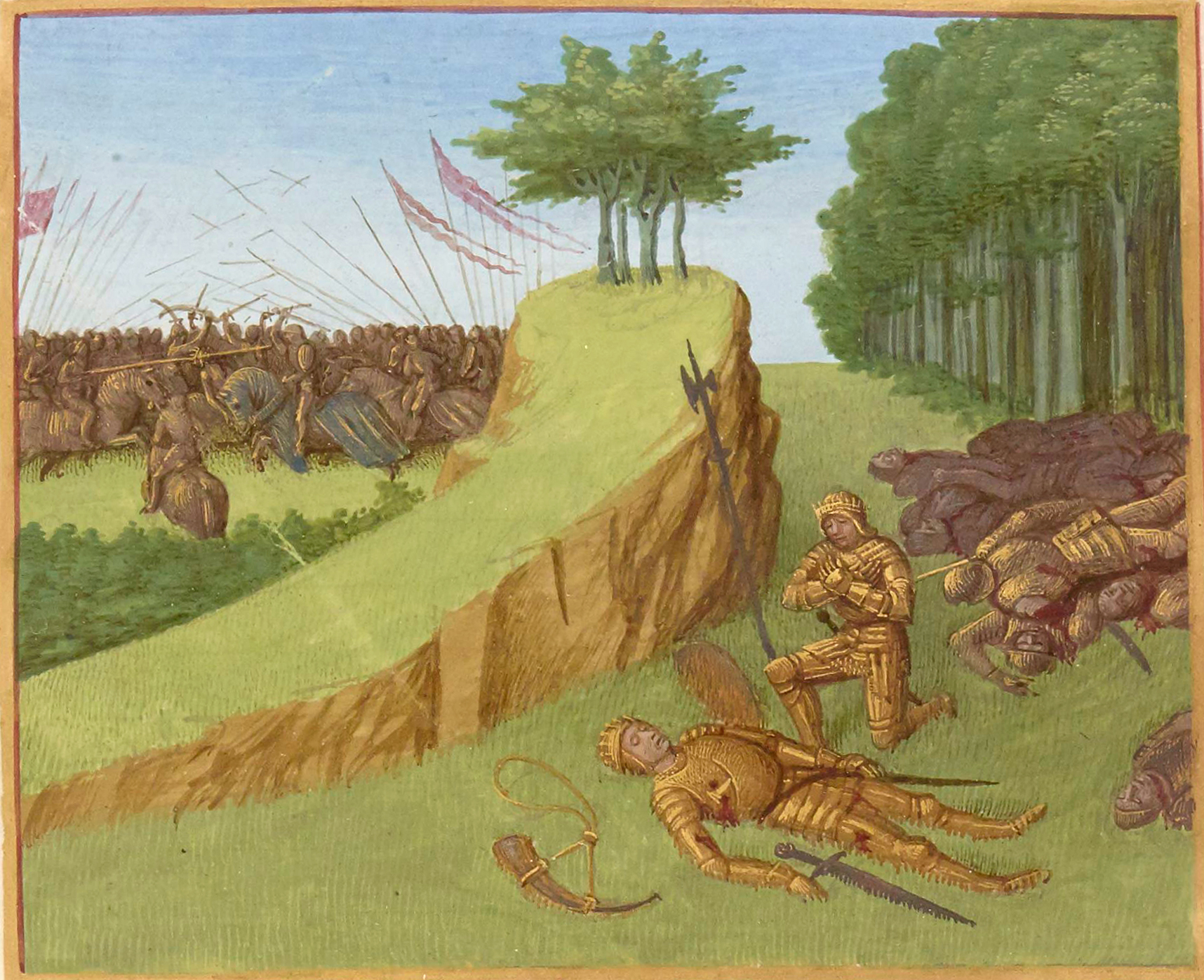
Смерть Роланда. Біля тіла видно горн Роланда, який точно відповідає формі люльки Оліфант

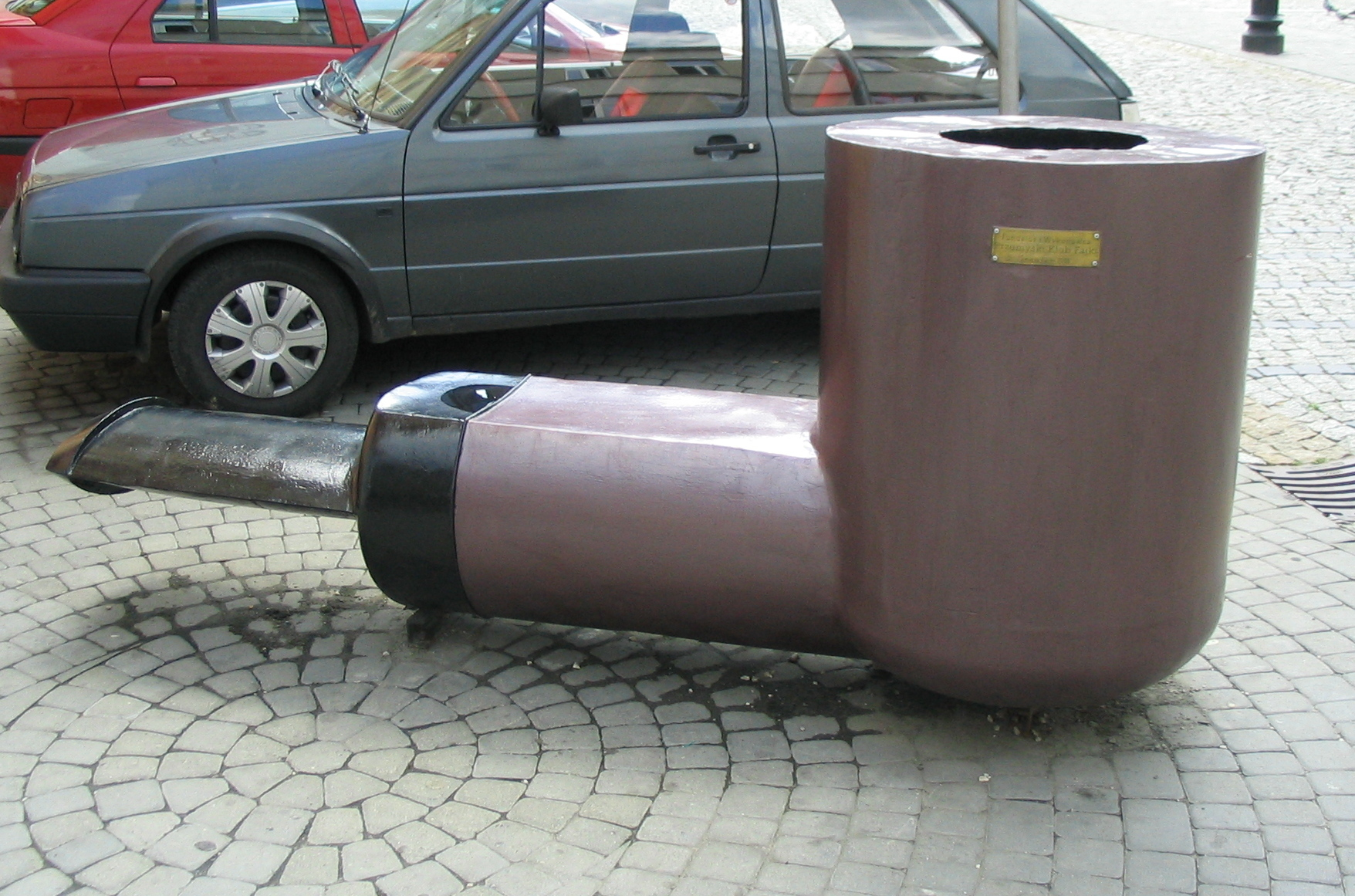
Пам'ятник люльці. Перемишль. Польща

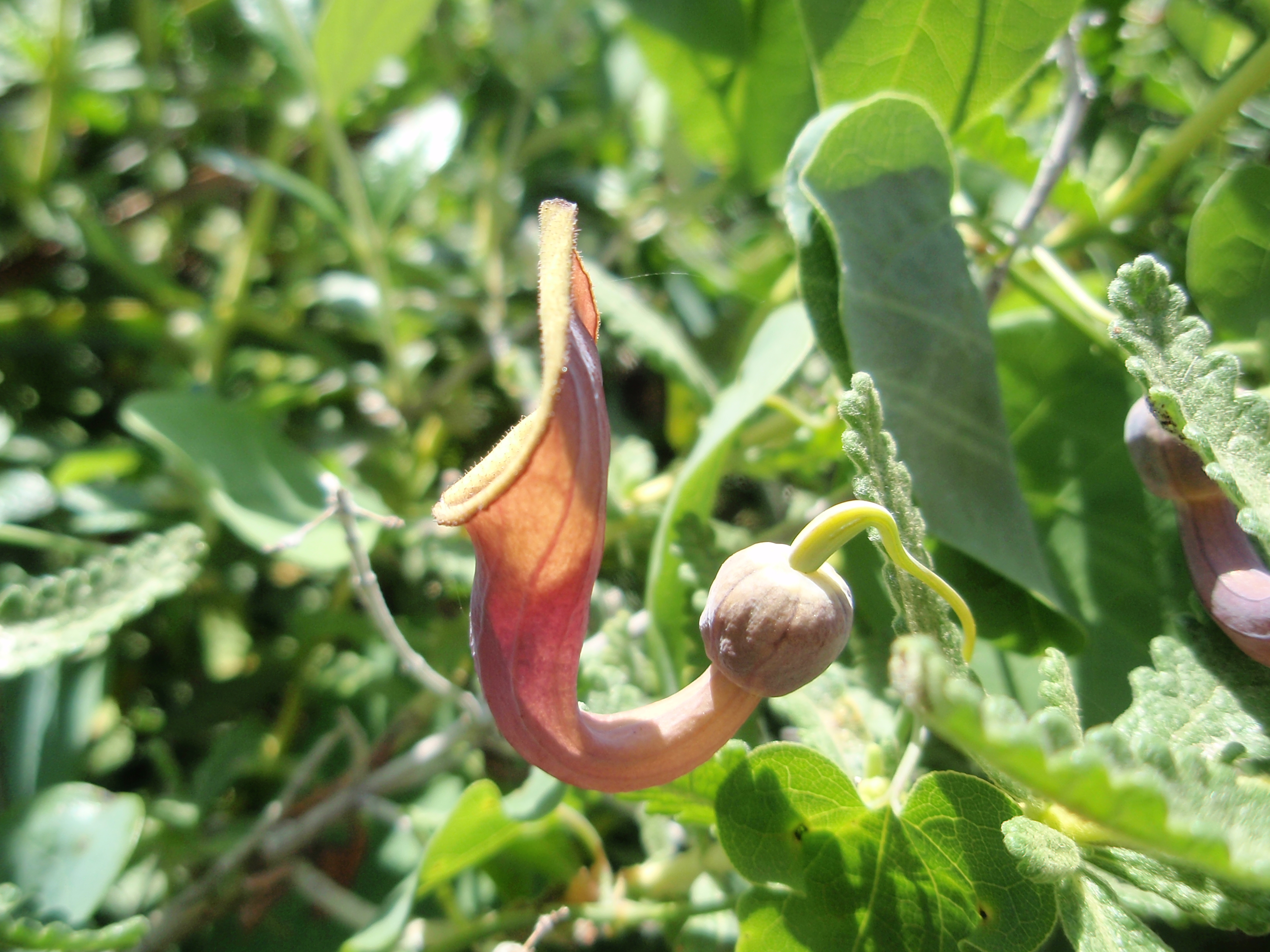
Квітка одного з видів хвилівника має вигляд люльки Stummel

- В сузір'ї змієносець існує Туманність люльки (B 78 утворює чашечку люльки, а B 59, B 65, B 66 та B 67 утворюють чубук та мундштук[85]).
- Найдорожча люлька в світі — англ. Alfred Dunhill DRH прикрашена платиною та діамантами. Її вартість 150 000 доларів США[86].
- Міжнародний день люлькокура відзначається 20 лютого[87]. Проте, у зв'язку з тим, що ця дата збігається з днем розстрілу «небесної сотні» під час подій Революції гідності, Українська асоціація люлькових клубів вирішила відзначати день люлькокура у найближчий до 20 лютого четвер, а у випадку коли четвер приходиться на 20 лютого, не відзначати свято. День Українського люлькокура відзначається 19 липня[88].
- Початок промислового виробництва цих приладів у СРСР припав на німецько-радянську війну, коли на фабриці «Ява» почали виробництво люльок з бріару. Запасів бріару в Радянському Союзі не існувало — єдиним джерелом сировини було потоплене біля берегів СРСР англійське судно, яке перевозило незначну партію бріару. З часом Радянський Союз налагодив імпорт цього матеріалу. Втім, якість люльок була досить низькою, оскільки для виробництва використовувався бріар та лак невисокого ґатунку. За легендою, Сталін особисто віддав наказ про виробництво люльок на цій фабриці. Фабрика «Ява» була не єдиним джерелом люльок на теренах СРСР. У різні часи працювали такі майстри як Борис Федоров та Валентин Кисельов.[89]
- При обшуку 8 квітня 1937 року у Генріха Ягоди була вилучена колекція зі 165 люльок і мундштуків зі слонової кістки, бурштину тощо, велика частина з яких була порнографічного характеру[90].
- Люлька Архип Михайлович — відомий український радянський конструктор авіаційних двигунів.
- У місті Сен-Клод, що у Франції, де вперше почали виготовляти люльки з бріару, розташований величезний пам'ятник люльці[91]. Менший за розмірами пам'ятник, можна знайти у місті Перемишль.
- Зображення оліфанта Роланда, який дав назву формі люльок англ. Oliphant можна побачити на ілюстрації Жана Фуке, датоване 1455—1460 роками.
- В Ізраїлі була знайдена люлька XVI—XIX століття з любовним написом «Серце — мова для закоханого». Раніше люльки слугували подарунками для коханих людей, і могли просто використовуватись як прикраса.[92]
- Окрім виробництва автомобілів, компанія «Porsche» проектує люльки, які виготовляє «англ. Royal Dutch» особливістю яких є хромовані вставки в бріар[93].
- Люльки з кінотриології Володар Перснів мали таку популярність, що компанія «нім. Vauen» виготовила цілу серію люльок, які повністю відповідають по формі і розмірам люлькам персонажів[94].
- В радянських екранізаціях творів Конана Дойля, Ліванов Василь Борисович, який грав роль Шерлока Холмса, курив люльку по-справжньому, використовуючи тютюн «Золоте руно» (за іншими даними «Амфора»). Усього було створено три люльки — перша була створена відомим радянським майстром Борисом Федоровим, але після зйомок першого фільму зникла. Друга люлька була створена учнями Федорова, але через деякий час при незрозумілих обставинах потрапила в музей «Ленфільму». Третя люлька (автор достовірно невідомий) використовувалася до кінця зйомок і тепер зберігається у самого Ліванова[95]. У 2011 році з музею «Ленфільму» був викрадений муляж другої люльки (оригінал не виставлявся на показ)[96].
- У США існує округ Пайпстоун, назва якого походить від великого родовища катлініту, яке має народну назву «каміння для люльок» (англ. pipestone). Саме там автохтонні американці видобували матеріал для виготовлення «люльок миру».
- В англійській мові існує слово Dottle[en], яке означає «залишок недокуреного тютюну в люльці».
- Існує 3 види рослин, які називають «люлька голландця» за їх схожість з люльками форми англ. Stummel, а саме: хвилівник, Epiphyllum oxypetalum (лісовий кактус) і Monotropa hypopitys[97].
- У зв'язку з трагічними подіями в Україні в 2014 році, люлькова компанія англ. Big Ben випустила обмежену серію люльок англ. Tiffany Ukraine, цибух яких жовтого кольору, а мундштук блакитного[98].
- Назва такого виду одягу як смокінг, пішла від часів вікторіанської епохи, так як такий вид одягу (smoking jacket[en]) одягався під час куріння сигар або люльки. За століття смокінг (англ. smoking jacket) видозмінився і став називатися Tuxedo (у більшості країн світу; у деяких країнах, зокрема Україні, досі використовується термін «смокінг»). Проте, іноді, як «дивину», можна зустріти людей, які носять саме англ. smoking jacket у його первинному вигляді. Яскравим прикладом цього — Г'ю Гефнер, засновник і шеф-редактор журналу «Плейбой», який часто з'являвся на публіці у темно-червоному англ. smoking jacket.
- Люлька є обов'язковим аксесуаром Санта-Клауса. Перший популярний твір, в якому згадується даний персонаж — Різдвяний гість, був вперше опублікований у 1823 році. Авторство приписують Клементу Кларку Муру. Проте, Дональд Фостер зауважує, що Кларк Мур негативно ставився до куріння. Це, та інші факти наштовхує на думку деяких фахівців, що автором прообразу Санта-Клауса (твору Різдвяний Гість) є Генрі Лівінстоун, мати якого до того ж була голландкою, де в той час вже шанували Сінтеклааса, який надзвичайно схожий на Санта-Клауса. Перша ж відома згадка про Санта-Клауса належить Вашингтону Ірвінгу, у книзі A History of New York, де Санта-Клаус також курить люльку[99].
- Компанія «нім. Vauen» у 2014 році представила першу люльку, яка виготовлена з допомогою технології 3D-друку[100].